# 六七暴動
六七暴動，亦稱1967年香港左派暴動（英語：Hong Kong 1967 leftist riots），當年的紅衛兵、亲共团体及人民日報称为香港反英抗暴斗争，是一場於1967年在英屬香港發生及持續近八個月的左派暴亂，當年在香港的左派組織為響應於同期在中國發生的文化大革命，並仿效澳門左派在一二·三事件成功壓服澳葡政府及驅逐中國國民黨勢力出澳門的鬥爭經驗，在中共港澳工委及新華社香港分社策動下香港左派團體於1967年年初起積極捕捉在香港發起騷亂及政治鬥爭的機會。同年4月香港人造花廠新蒲崗分廠發生勞資糾紛，以香港工聯會為首的左派團體連同左派媒體藉機利用這次工潮在5月發起騷亂及文革式鬥爭，香港工聯會領導層及左派團體領袖又於5月成立鬥委會，在港九各區連日策動騷亂，並發起罷工罷市試圖癱瘓香港經濟，中國當局亦向香港左派提供資金支持罷工，供港食品曾經大幅減少，左派企圖同時通過暴力及經濟手段動搖民心迫使港府屈服，可是左派團體發起的罷工罷市始終得不到普羅香港市民響應，7月起左派示威集會的規模大幅縮小，然而左派份子卻於同月發動炸彈襲擊浪潮，在5月至12月間於香港各區放置及投擲至少8,074件懷疑爆炸品，當中有1,167枚真炸彈，左派策動炸彈襲擊平民的恐怖活動，終導致在香港的中共組織及左派團體盡失民心，港府於同年12月基本平息這場導致多人死傷的暴動。
在暴動期間全體香港警察取消休假，多次展開驅散及拘捕行動，駐港英軍拆彈專家需要頻繁出動拆彈，暴動中有832人受傷，包括212名警務人員，有51人死亡，當中有7名市民遭左派暴徒的炸彈炸死，死亡人數僅次於1956年雙十暴動。其时正值中国内地文化大革命的高潮，在北京的英国驻华代办处被红卫兵放火及捣毁，英国驻沪处理侨务专员办事处也受到中國造反派群眾冲击并被关闭。1967年8月20日北角清華街兩名年幼兒童被炸彈炸死；香港商業電台節目主持人林彬在節目中譴責左派暴行後遭到《大公報》、《文匯報》和《香港商報》等左派報章發文恐嚇，8月24日林彬與堂弟林光海在返回商業電台上班的途中遭埋伏及縱火燒死；《明報》創辦人兼小说家金庸因為發文抨擊左派暴動而被左派份子追殺，只好放下《明報》業務帶同家人到新加坡暫避，這些恐嚇與恐襲均被認為是該次暴動的標誌性事件。六七暴動成為1945年香港重光後的歷史分水嶺，對香港社會及經濟的發展，乃至香港人的身份認同均有著深遠的影響。

## 背景

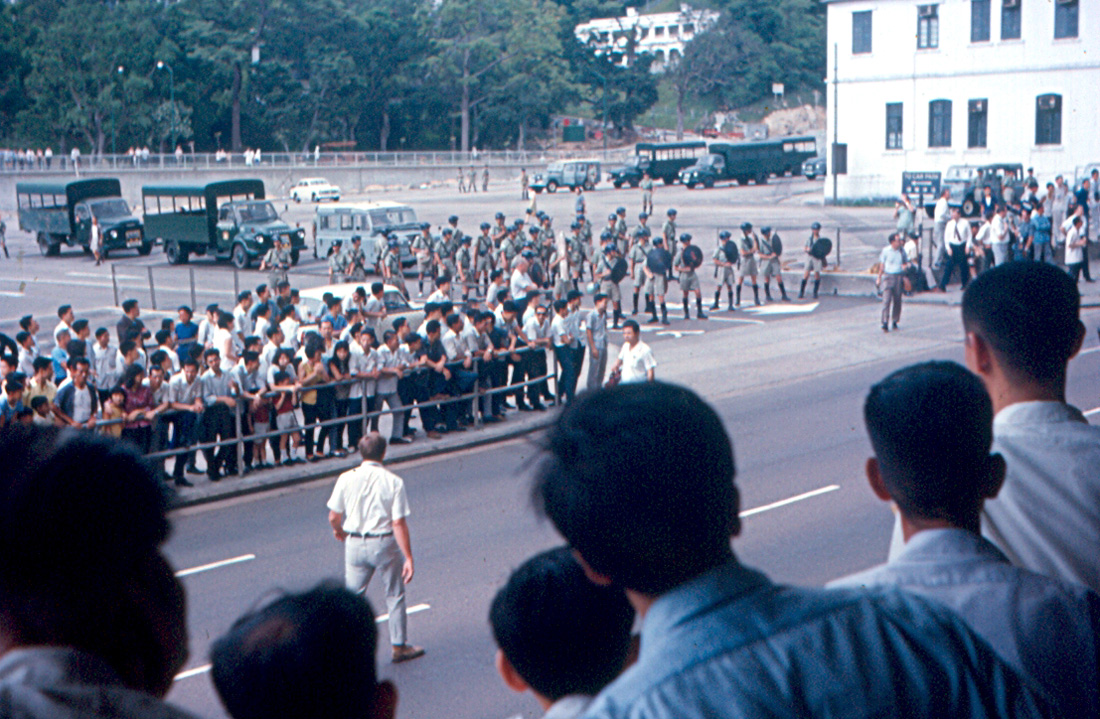
香港警察在街上展開戒備

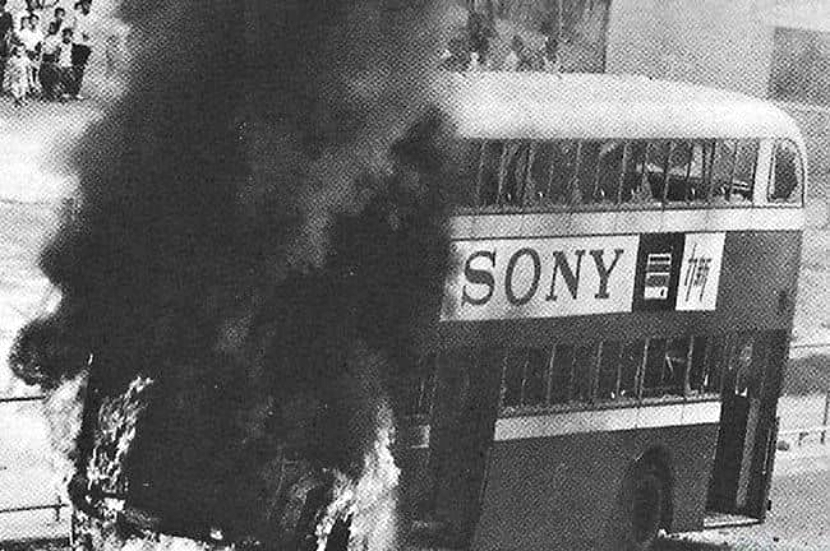
1967年5月12日，九龍巴士3號線的一輛雙層巴士（AD4871）在東頭村道停泊期間被左派暴徒縱火焚毀

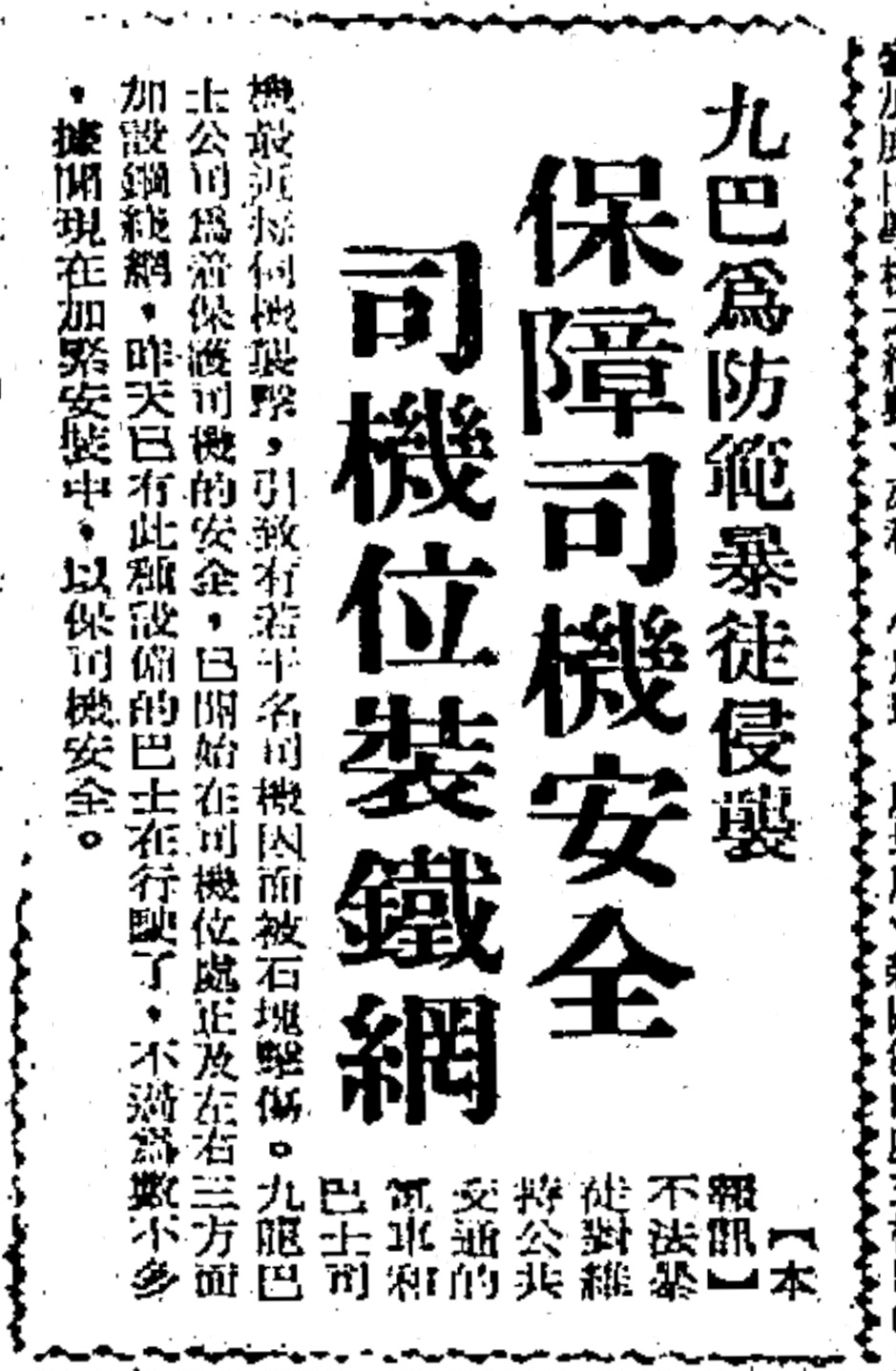
《工商日報》在1967年7月14日報導由於服務中的巴士和電車屢次遭到左派人士投擲石塊等硬物襲擊，導致車長於駕駛期間受傷，為保障行車安全，九龍巴士已陸續在巴士駕駛席的擋風玻璃及左右兩側加裝鐵網，昨天開始有加裝防護網的巴士在街上行駛，九巴正加緊為旗下巴士安裝防護網以抵禦左派人士的侵襲

二戰後，共產主義勢力在香港的活動日趨活躍，親共人士開始成立工聯會、分支工會及出版機構等左派组织，中國共產黨在香港漸漸建立起龐大的統戰網絡。
1950年代，隨著中國共產黨在中国大陸取得政權，大批未有前往台灣的中國國民黨的軍政人員逃难南下来到香港活动，大量中国共產黨的政工人員也進入香港活动，左派即指香港親共人士，右派則為香港親國民黨人士，在冷戰格局下，左右兩派滲入香港的政工人員各自成立工會等組織爭取群眾支持，又通過操控不同的社團爭奪話語權，並打擊對方在香港的勢力，惟該等活動造成群眾對立，左右兩派時有群毆等暴力衝突，由於兩派勢力的活動造成社會動盪，香港政府因此同時壓制左右兩派勢力，兩派均有不少赴港人員被香港政府以「不受歡迎人物」遞解出境，又在秧歌舞事件後將其中六千名在摩星嶺聚居的親右派難民集中調遷到調景嶺安置，減少兩派群眾互相挑釁而引發打鬥的機會。在1956年10月10日至12日的雙十暴動左右兩派群眾爆發激烈毆鬥，港府平定雙十暴動後將多名國民黨在港幹部遞解出境，右派勢力受到削弱。
由於中共自建政後不斷推行多項政治运动肅清其定義的右派及鎮壓異己，大跃进、人民公社和公私合營等運動亦嚴重影響到中国部分民眾的基本生計，到1960年代仍然不断有中国内地难民逃难来到香港，使得香港的人口短时间内急速上升，港府要在短时间内为急速膨胀的人口解决经济及民生问题，並不容易，貧富懸殊加劇，收入差距擴大，租金高企，住房嚴重不足，山坡寮屋林立，政策亦被質疑向龍頭或獨市企業傾斜，還有積習難除的公務員貪污問題，市民對政府的怨氣日深，港府高層和基層市民又缺乏溝通渠道，使得草根階層感到訴求被漠視，成為發生騷動的因素之一。1966年4月因為天星小輪頭等艙加價港幣5仙，在九龍引發歷時兩晚的天星小輪加價騷亂，惟當時左派團體沒有介入，左派報章在時評中亦支持港府平亂。由於左右兩派均沒有積極介入這次九龍騷亂，故此事件沒有擴大。香港總督戴麟趾隨後於5月成立獨立調查委員會，並且委任首席按察司何瑾、香港童軍總監羅徵勤、香港大學前校長賴廉士、律師黃秉乾組成「1966年九龍騷動調查委員會」調查成因及提出建議，委員會於同年12月提交報告書，除了提到經濟問題及不安情緒容易導致社會躁動，也提出官方應增加與民眾溝通的途徑及改善青少年政策等多項預防措施，可是港府來不及落實報告書的建議，香港左派在文革風潮下在1967年年初已決意操作勞資糾紛發起政治工潮，繼而策動矛頭直指港府的政治鬥爭。
1966年5月，中國共產黨中央委員會主席毛澤東在中國内地發動文化大革命，負責港澳事務的中華人民共和國華僑事務委員會主任廖承志在8月指示不要在香港發動文化大革命。同年12月3日，澳門發生一二·三事件，澳門左派發動連串騷亂及罷工，在中國廣東省政府積極配合及威脅斷水斷糧下，澳葡政府在1967年1月屈服並答應澳門左派提出的各項要求，不但要謝罪道歉及賠款，還要同意肅清中國國民黨在澳門的勢力，青天白日旗亦不得在澳門繼續懸掛，左派自此支配澳門的政局。澳門左派大獲全勝後，香港左派份子紛紛到澳門祝賀及學習鬥爭經驗，中共中央香港工作委員會也受到鼓舞，要在香港發動類似騷亂，並得到在北京的中共中央政權支持及積極配合，原本掌管港澳事務的廖承志又遭到紅衞兵奪權及批鬥，香港左派遂決定策動相较澳門左派更激烈的鬥爭。新華社香港分社社長梁威林、副社長祁烽兩人在內部會議總結澳門左派的鬥爭成果時，聲言要在香港「大幹一場」，新華社香港分社和左派陣營開始積極尋找挑起騷亂的機會。

## 暴動前的「政治工潮」
香港左派受到澳門左派利用「一二·三事件」在1967年1月成功奪權的鼓舞，1967年2月起香港左派便開始藉勞資糾紛及僱員間的爭執，製造多場「政治工潮」，试图支配工廠之內部行政，並由左派報紙將工潮政治化為政治迫害，伺機將工潮擴大並演變為壓服殖民地政府的大規模罷工及騷亂。

### 南豐紗廠工潮
在荃灣的南豐紗廠是香港當時規模最大的紗廠之一。1967年2月14日，南豐紗廠領班黃劍雄與左派工人發生打鬥，廠方報警處理，後來開除了兩名有左派背景的工人陳佛振、葉炳昌，左派工會迅即將此事政治化為左右兩派的鬥爭，聲稱是「美蔣特務有計劃、有預謀的政治壓迫！」並指責資方打壓左派工人。作為左派喉舌的《大公報》在2月26日於社論稱「美蔣分子這段期間氣焰囂張，是與港英當局的縱容包庇有關。」不但稱荃灣各大紗廠都有「美蔣份子」製造「兇案」，更開始將矛頭指向港府。3月16日，香港工聯會屬會之一的「港九紡織染業職工總會」選出10餘名南豐工人為代表，成立「支援南豐紗廠工人反迫害鬥爭委員會」，其後在胸前佩戴毛澤東頭像章的南豐反迫害鬥委會代表，手持《毛語錄》操進廠長室，在高叫《毛語錄》口號後，要求廠方立即開除他們口中的「美蔣份子」工廠領班黃劍雄。在這次工潮中，資方和警察都採取冷處理的手法，使事件沒有擴大和延續下去。

### 港九的士工潮

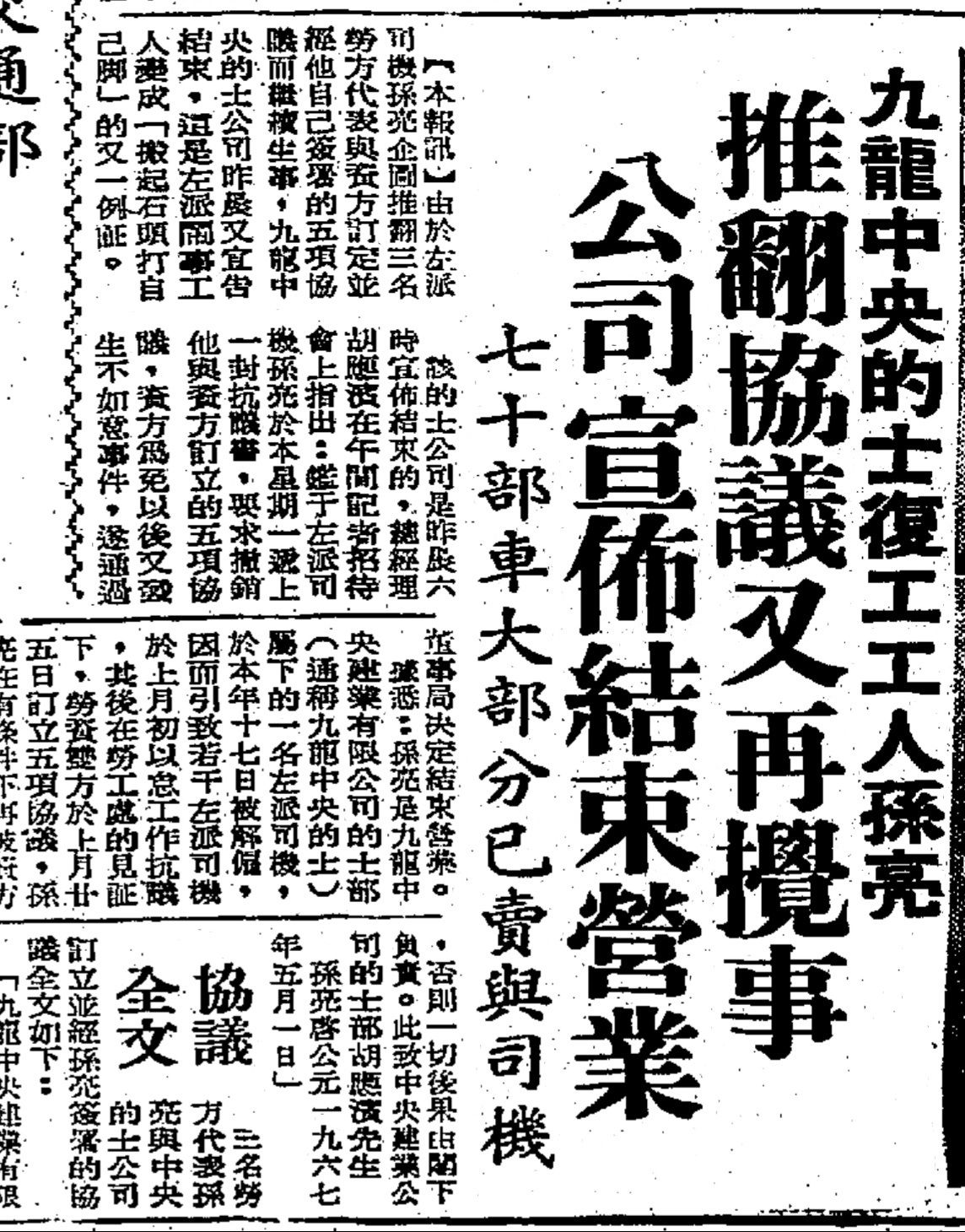
《工商日報》在1967年5月6日報導，由於左派司機孫亮推翻早前與資方達成的協議，左派司機再次怠工，九龍「中央的士公司」宣布結業，該公司的70輛的士大部分被售予司機

1967年4月，多間的士公司均有左派司機發起怠工，威脅公司恢復聘用全數被開除的左派司機及解僱其指定的僱員。「中央的士公司」及「上海的士公司」都受到左派司機怠工影響，最終結業。在香港島的「中央的士公司」有左派司機在4月3日怠工，公司收入大減，怠工司機提出的復工條件之一是公司開除被左派司機貼上「蔣幫份子」標籤的車務主任梁啟彬，代表資方的總經理胡應湘與左派摩托車業職工總會及怠工司機經過四次談判仍無法取得共識，香港島「中央的士公司」宣佈結業，並將的士賣給沒有怠工的司機。另外，4月19日《工商日報》及《新生晚報》記者在灣仔景隆街的「中央的士」車廠門外採訪時，一度遭到左派人士包圍、恫嚇及強搶菲林。事後香港報業公會發表聲明，對兩名記者遭受恫嚇一事感到遺憾，可是多份左派報章卻抗議香港報業公會的聲明。
4月初，九龍「中央的士公司」同樣發生工潮（與香港島的「中央的士公司」同為胡忠家族所有，當年香港島和九龍未有汽車過海隧道連接，故此維多利亞港兩岸的「中央的士」由家族成員各自管理），怠工司機要求資方復用於1月被解僱，名叫孫亮的左派司機。勞資雙方代表在勞工處調解下達成協議，資方同意復用該名司機，勞方的三名代表則答應遵守五項條件，包括準時上班等基本要求。惟孫亮在4月27日復工不到一星期，便於5月1日遞交抗議書要求公司撤銷勞方答應的五項條件，左派司機再次怠工。九龍「中央的士」董事局開會後，總經理胡應濱（他是胡應湘之弟）表示，由於孫亮代表左派工人單方面推翻協議，為免繼續有不如意的事件發生，董事局決定九龍「中央的士」於5月5日結業，公司的70輛車大部分被出售予司機。
當年是「中央的士」總經理的合和實業主席胡應湘於2008年接受專訪時表示，當年公司有387輛的士，聘用千名司機，在司機發起怠工後，他親自代表資方與代表左派司機的摩托車業職工總會談判，過程中察覺到左派工會根本不太關心勞資糾紛的細節，目的只是將事件政治化，談判期間左派工會代表更不斷在他面前揮舞《毛語錄》，為了了解左派的政治口號，他特地到書店買了一本《毛語錄》，還在談判後期引述《毛語錄》反駁左派工會代表。胡應湘又稱當年為了不讓左派有空間繼續搞事，他親自決定將的士以特惠價賣給沒有參與怠工的司機，而車價可分三年以分期付款形式歸還給公司。

### 青洲英坭工潮

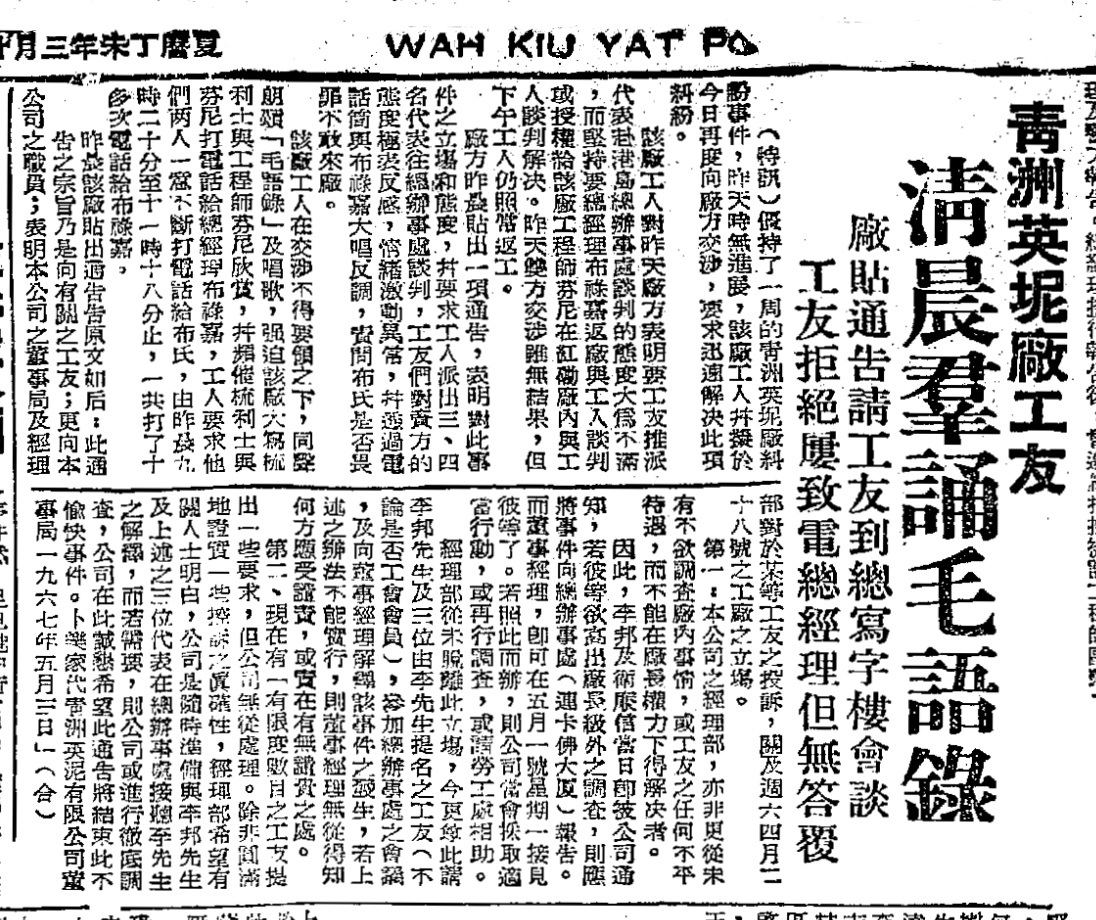
《華僑日報》在1967年5月5日報導青洲英坭已持續一周的工潮仍然僵持，左派工人堅持總經理布祿嘉到廠談判，青洲英坭則在紅磡廠房貼出通告，表示董事局及經理部願意調查工人的投訴，邀請涉事工人李邦與三名由李邦提名的工人代表，到青洲英坭位於香港島連卡佛大廈的總辦事處商談，報導中亦附上該則由資方於5月3日發出的通告，不過左派工人拒絕到公司總部會晤的建議，並且在廠房集體朗讀《毛語錄》及唱歌抗議

青洲英坭在紅磡馬頭圍道的廠房早於1967年1月尾已發生過一次工潮，當時的起因是青洲英坭廠取消工人原有的醫療福利，勞方大為不滿並發起罷工，在勞工處調解下，勞資雙方達成協議，工人於2月尾復工。
可是到4月29日，該廠的澳洲籍工程師威廉臣與工人李邦疑因車輛泊位問題發生爭執，工友將糾纏中的兩人拉開，廠方報警後有工人發起包圍廠房，當警方抵達時人群散去，不過這件事卻被左派人士利用發起工潮，並有左派工會人士向工人派發《毛語錄》。5月1日，紅磡廠房約有百餘個左派工人罷工，手持《毛語錄》包圍廠房內的寫字樓並高呼《毛語錄》口號，要求廠長接見。左派工人代表提出五項條件，包括廠方解僱工程師威廉臣及永不錄用、要求威廉臣親自向工人及登報道歉、不准再有敵視工人的事件發生、廠方不得報復，並且賠償受傷工人李邦的醫藥費及損失。
該廠廠長在5月3日早上仍沒有返回英坭廠，廠房秘書梳利士稱他不能自行答覆工人提出的要求，提議左派工人派三名代表到香港島總部與公司管理層商談，而董事經理已答應與工人代表會晤，可是工人以事情發生在工廠內為由，要求總經理布祿嘉到廠房面談，勞工處調解組主任徐添福於上午10時50分到達青洲英坭紅磡廠與左派工人代表會晤，徐添福提議左派工人找一處中立地點或到勞工處辦公室進行勞資談判化解分歧，但左派工人拒絕由勞工處進行調解，徐添福親自向左派工人代表查詢這次勞資糾紛是否與福利問題有關，左派工人卻拒絕向勞工處主任交代發起罷工的原因，堅持要廠長親自談判，勞工處當日未能調解糾紛，左派工人則繼續怠工。青洲英坭於5月5日發表聲明，因為英坭的生產受到嚴重障礙及廠內的保養工作無法進行，在迫不得已的情況下，決定自5月4日午夜起關閉紅磡廠房及遣散工人，呼籲該廠員工盡快回廠收拾個人物品及領取工錢及遣散費。青洲英坭於5月13日宣布將會向被遣散的員工補發工資，不論日薪、半月或月薪的工人都可獲發放一個月工資，服務年資長或表現良好者另發予額外金，但必須在5月20日正午前領取，否則保留不發額外金。一直罷工的左派工人拒絕資方遣散，亦拒絕領取資方支付的遣散費，更在廠房外扎營抗議，期間有8名左派學校的學生胸前佩戴毛澤東像章及手持《毛語錄》，帶同茶點到埸慰問已被遣散的左派工人，左派演員朱虹、傅奇、鮑方等人亦曾經到場慰問工人，並且帶領左派工人高叫《毛語錄》口號。6月10日，雖有報導稱青洲英坭計劃重啟生產及願意聘用舊人，但不會聘用已被遣散的全部工人。該廠要到同年12月的六七暴動尾聲時，才正式復工及開始小量生產。

## 暴動過程

### 人造花廠工潮
1967年4月，香港人造花廠發生勞資糾紛，該廠在4月13日頒佈10項員工紀律及工資新規則，包括損壞生產機器的工人不獲發放工資、廠方有權不允許工人請假等，由於新規則被認為過於嚴苛，有部分感到不滿的工人多次向資方交涉，惟勞資雙方談判不果，啤機部有左派工人發起怠工，每天只工作不足三小時，其餘時間躺在機器旁。資方在4月28日以「生意收縮」為由，西環卑路乍街總廠及新蒲崗大有街分廠分別解僱23和69名怠工工人，包括左派勞方代表，翌日資方又關閉總廠及新蒲崗分廠的啤機部，再有566名工人被辭退。4月30日西環總廠有左派工人阻止貨車從工廠運走貨物。
工潮在左派工會積極介入下於5月1日起升级，西環總廠及新蒲崗分廠門外被貼上《毛語錄》標語及大字報，有大字報宣稱「出糧等於是自願被開除」及「出糧是可恥的投降主義」號召工人不要領取薪資，新蒲崗分廠有一名手持《毛語錄》的工人帶領數十名工人操進工廠內，質問資方領薪後是否永不錄用，不過在場的工人沒有響應及繼續領薪。5月3日有百餘名工人在新蒲崗分廠外聚集及誦讀《毛語錄》，期間有一名在工廠外拍攝集會現場及自稱是《明報》記者的男子與工人發生衝突，其後有警察訓練分遣隊的十輛警車及約一百名防暴警察到場戒備，封鎖附近道路，並護送一名自稱是《明報》記者的男子上警車，下午1時有一輛貨車駛入工廠卸貨，但遭到示威工人衝入廠內阻止，廠方主管惟有將貨車上的製品運到其他地點，衝入廠內的示威工人趁機要求資方談判薪資及解僱問題。
5月6日，新蒲崗分廠外約有150名被解僱的工人集會抗議，要求與資方談判。下午4時許廠方想將貨品由貨車運走，但受到示威工人阻擋，管工與示威工人發生肢體衝突。九龍東區高級警司谷巴會同黃大仙警署副警司摩士先帶領22名警察到場，並通過翻譯呼籲示威工人派出代表接洽。雙方談判期間，警員撤到後巷，這時卻有人高呼「毛主席萬歲」及搬出鐵摺椅擲向人群中，引發衝突，高級督察根寧咸率領防暴警察到場封閉大有街並向衝突現場推進，期間有人從工廠大廈擲下玻璃瓶及秤碼，有多人在衝突中被捕及受傷。事後左派港九樹膠塑膠總工會主席馮金水與兩名代表梁乃發、林貴容到黃大仙警署交涉，抗議警方插手勞資糾紛，但被警方認出曾參與騷亂而被拘捕。當日有21名示威工人及工會人員被捕，警方落案控以非法集會、恐嚇及毆打的罪名，警方在晚上8時30分發報稱這批人士被拘捕及落案起訴的原因是阻止工廠出貨，當有一隊22名警察抵達時，這些人員立即發起工友包圍警察及要警察拘捕管工，至130名警察抵達後才能夠控制局面，警察在過程中只使用了警棍及有一名被捕工人受傷，警方強調當時工會人員的行為已經超出和平糾察的範圍。
在5月6日的衝突中被捕的21人，於5月8日被解往北九龍裁判署提堂，其中1人（鄭馬運）於庭上認罪，被判罰款100港元，其餘20人（彭輝、鄧洪、梁乃發、曾儉、賴漢林、鄒松勝、黃業都、王庚寧、蕭劍輝、羅振宏、林貴容、鍾玉芳、古玉琴、麥明、游火運、張金亮、李勝、歐陽進強、馮金水、吳炳明）否認控罪，裁判官將案件押後至5月16日再審，否認控罪的20名被告需要在5月17日上庭應訊，當中3人獲准以100港元保釋，其餘17人自簽200港元保釋候審。
港九樹膠塑膠總工會在5月7日晚上舉行控訴大會，控訴事件是警方「有計劃、有組織、有預謀的對我愛國工人和愛國同胞進行瘋狂的迫害」；同日下午，港九工會聯合會派出理事長楊光和摩托車業職工總會主席郭添海等人要求會見警務處處長戴磊華並提出「嚴重抗議」，警方代表則以「案件進入司法程序」為理由不予回應，左派報章《大公報》在5月8日於社論宣稱「這分明不是突發的孤立的事件......在澳門事件之後，許多美蔣分子集中到香港來活動，最近香港發生的一連串風潮，大多數是美蔣分子在興波作浪」，又在社論中以「美帝」、「帝修」及「美蔣」等左派用詞將新蒲崗工潮引發的衝突事件政治化為外力企圖破壞中國文化大革命的陰謀。5月9日下午，新華社香港分社職工舉行「聲討港英暴行支援愛國同胞反迫害鬥爭大會」，親北京報刊印發「港英政府行為迫害民族，鎮壓群眾是野蠻的法西斯暴行」等標語鼓動香港市民上街抗爭。

### 新蒲崗騷亂

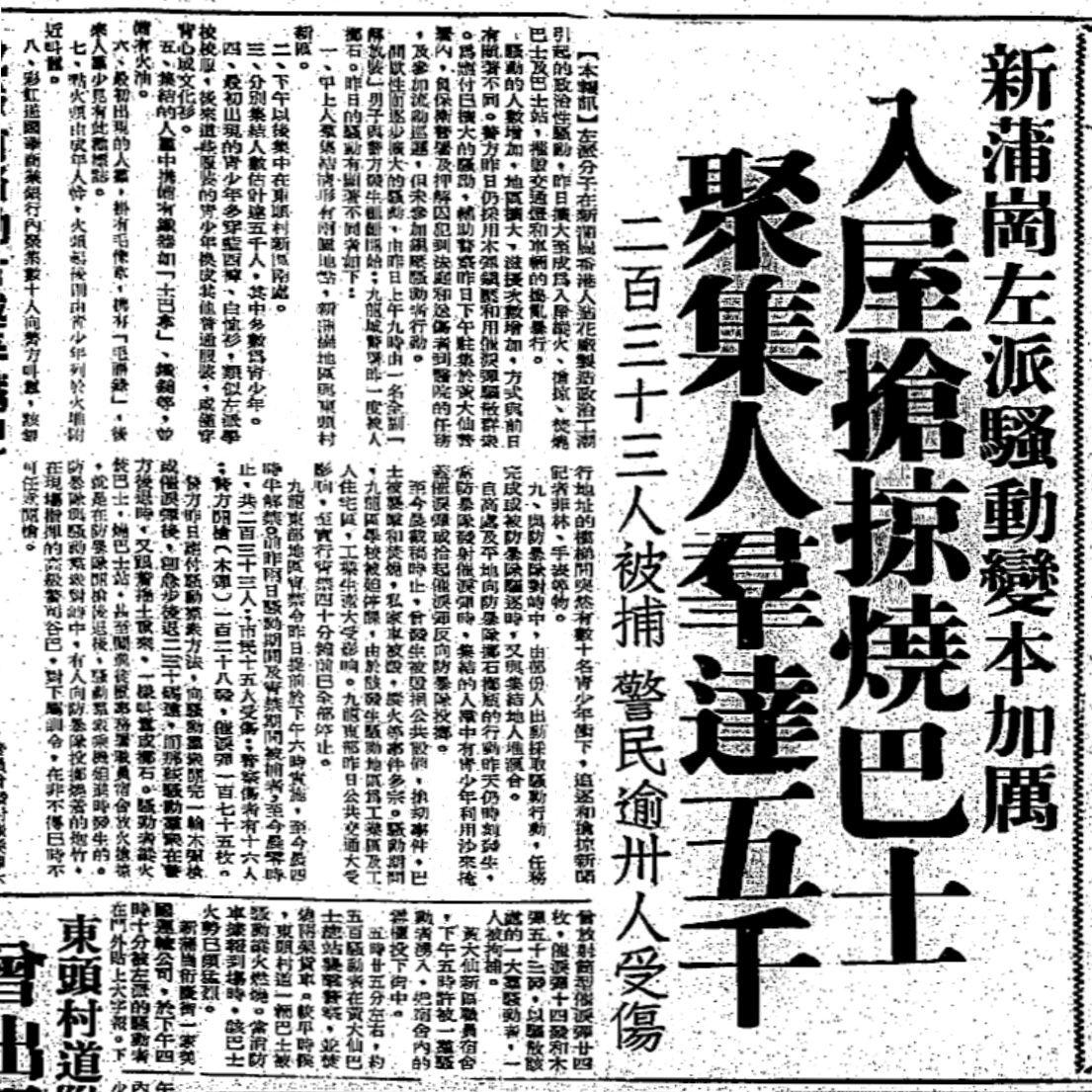
《工商晚報》在1967年5月13日報導，新蒲崗的騷亂情況惡化，聚集人數及範圍擴大，黃大仙及九龍城均受到影響，而人數估計到達5千，大批攜有《毛語錄》的左派示威者在東頭村新區入屋搶掠、焚燒巴士和巴士站、毀壞交通燈、破壞停泊及路過的車輛，警方發射催淚彈及木彈驅散，233人被捕，30餘人受傷

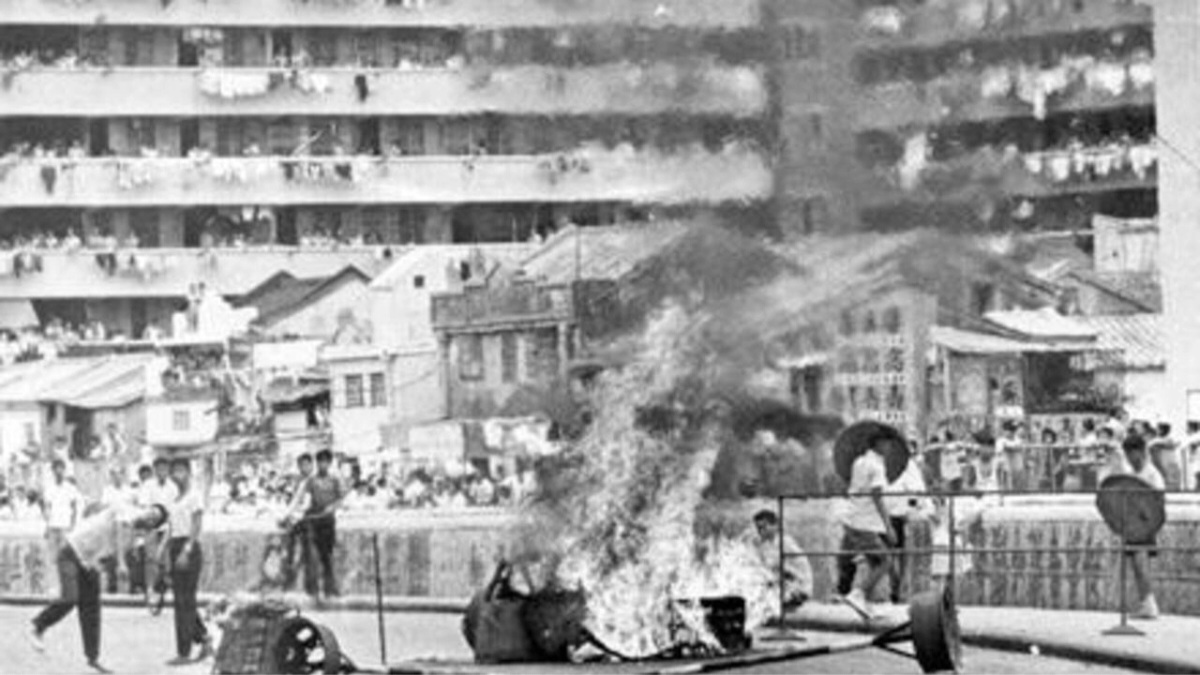
徙置大廈外有左派暴徒縱火

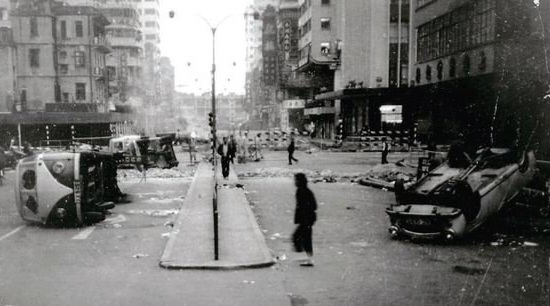
遭到左派暴徒大肆破壞的街道上佈滿被推翻的汽車

5月11日早上，香港工聯會領導層認為應趁機將人造花廠工潮轉變為反政府騷亂，於是派員到新蒲崗慰問罷工及被解僱的工人，又向工人派發《毛語錄》及發起工人在新蒲崗大有街一帶的街道聚集，堵塞新蒲崗工廠區的道路，阻止貨車上落貨，工會人員又帶領工人揮舞《毛語錄》在工廠區示威，又在街上貼大字報。警方為避免讓左派工會藉機激化事態，最初仍是採取冷處理的手法，警方在上午並沒有介入新蒲崗的左派示威，在現場戒備的警員亦驅車撤走。可是午後事態惡化，約有千人拿著《毛語錄》聚集，開始走出新蒲崗工廠區外集會，並且有工會人員帶領示威者包圍工廠及衝擊工廠大廈的大閘，工廠東主及管理人員報警救助，氣氛漸趨緊張。當日下午3時許，有數輛警車開抵爵祿街，約有40名警察下車，由一名督察帶領走往大有街，並由一名警員拿著揚聲器勸籲現場的左派工人不要繼續阻塞道路，又稱示威者是時候回家了，但左派示威者沒有聽從勸告，繼續揮舞《毛語錄》叫囂並辱罵警察，左派示威者不但沒有理會警方勸告，還在左派工會人員的領導下提升對抗姿態。警察訓練分遣隊由約150名防暴警察組成的一個連其後到達新蒲崗，分別沿大有街兩端推進，並且呼籲左派示威者可從大有街兩旁的道路離開，在大有街的大部分示威者逐漸散去，可是在八達街卻有左派工會帶領示威者繼續堵塞道路，防暴警察在街口停下來，雙方對峙，由於勸告無效，警方舉起「警告，催淚彈」的旗幟，一名警司繼續與左派工會人員理論，可是仍然勸告無效，警方於是施放催淚彈，左派示威者則使用木棍襲擊警察，又投擲石塊和玻璃瓶，現場棍石交加，警察和示威者發生扭打，有左派示威者從大廈擲下秤碼、磚塊及玻璃瓶，警方於是發射木彈還擊，並拘捕在場發起騷亂的部分左派工會人員，期間警方發射催淚彈53發及木彈70發，有127人被捕，示威者受傷11人，警察受傷12人。東頭新區有左派團體帶領示威者投擲石和玻璃瓶並圍毆兩名男子，防暴警察到場驅散滋事份子，至傍晚警方終於控制局面。在防暴警察戒備下，新蒲崗工廠區的工廠員工開始清理左派示威者的大字報及收拾被破壞和搗亂的物品。鄰近新蒲崗的黃大仙仍然有左派示威者向路過的巴士和私家車投擲石塊，彩虹道有左派示威者向消防車投擲磚塊及放火燒車，東頭村約有600人聚集，有人縱火，有私家車及貨車被焚毀，又向趕到滅火的消防車掟石。當晚9時30分起，九龍東部的部分地區實施宵禁，範圍包括九龍城、新蒲崗、黃大仙、彩虹及牛池灣。香港空軍輔助隊派出一架直升機到新蒲崗和黃大仙上空盤旋，警方一直戒備至深夜。宵禁至5月14日才解除，共有391人被捕，32人受傷。

### 工聯會宣布成立各業鬥委會
5月12日傍晚6時，工聯會召開緊急理事會議，宣佈立即成立「港九各業工人反對港英迫害鬥爭委員會」簡稱「各業鬥委會」或「鬥委會」，要在香港發起武鬥直至香港政府賠禮、認罪、賠償、釋放鬥爭被捕者及嚴懲「兇手」。當日新蒲崗仍然持續有騷亂，範圍和暴力亦有擴大傾向，有暴徒在街上推翻汽車及縱火燒巴士，警方於中午在東頭新區施放催淚彈驅散示威群眾。5月12日，警方到黃大仙徙置區搜捕暴徒，警方與示威者在徙置區爆發衝突，左派人士毀壞徙置大廈設施，又投擲玻璃樽、磚頭及石塊，警方則施放催淚彈，在騷亂期間黃大仙徙置區第26座二樓有一名14歲男童被騷亂者投擲的石塊擊斃，左派組織宣傳機關其後卻將死者的遇害日期及地點改為5月11日及新蒲崗大有街，訛稱男童是在新蒲崗香港人造花廠被防暴隊活活打死，试图煽動左派民眾參與鬥爭，死因庭於同年10月5日根據法醫及目擊者供詞認為是被石塊等硬物擊中頭部致死，陪審團裁定死於橫禍。
5月13日，九龍的暴動蔓延至黃大仙東頭徙置區和土瓜灣，大批群眾在街上聚集，暴徒在街上放火燒巴士及其他車輛，搶劫黃大仙徙置區職員宿舍及縱火，又有暴徒闖入政府辦事處和學校製造事端及搗亂。警察訓練分遣隊採取驅散行動，又將九龍東部指定地區的時間宵禁提前至傍晚6時開始，九龍的局勢至5月14日才稍為平息:39-54。
5月16日，南九龍裁判署開審「5.6新蒲崗人造花廠工潮」非法集會案，先前於5月8日獲准保釋或簽保外出的20名被告原定於5月17日上午再次出庭應訊，但當日全部20名被告均沒有到庭，裁判官下令通緝；有部分被告後來於6月23日晚上發生的「塑膠工會暴動」中被捕。
5月18日，香港人造花廠資方為緩和局勢，西環總廠啤機部接受被解僱的工人申請復工，至19日有204人登記，啤機部在20日復工，勞資雙方派出代表到勞工處舉行會議及同意繼續磋商。

### 中國政府表態支持香港左派示威

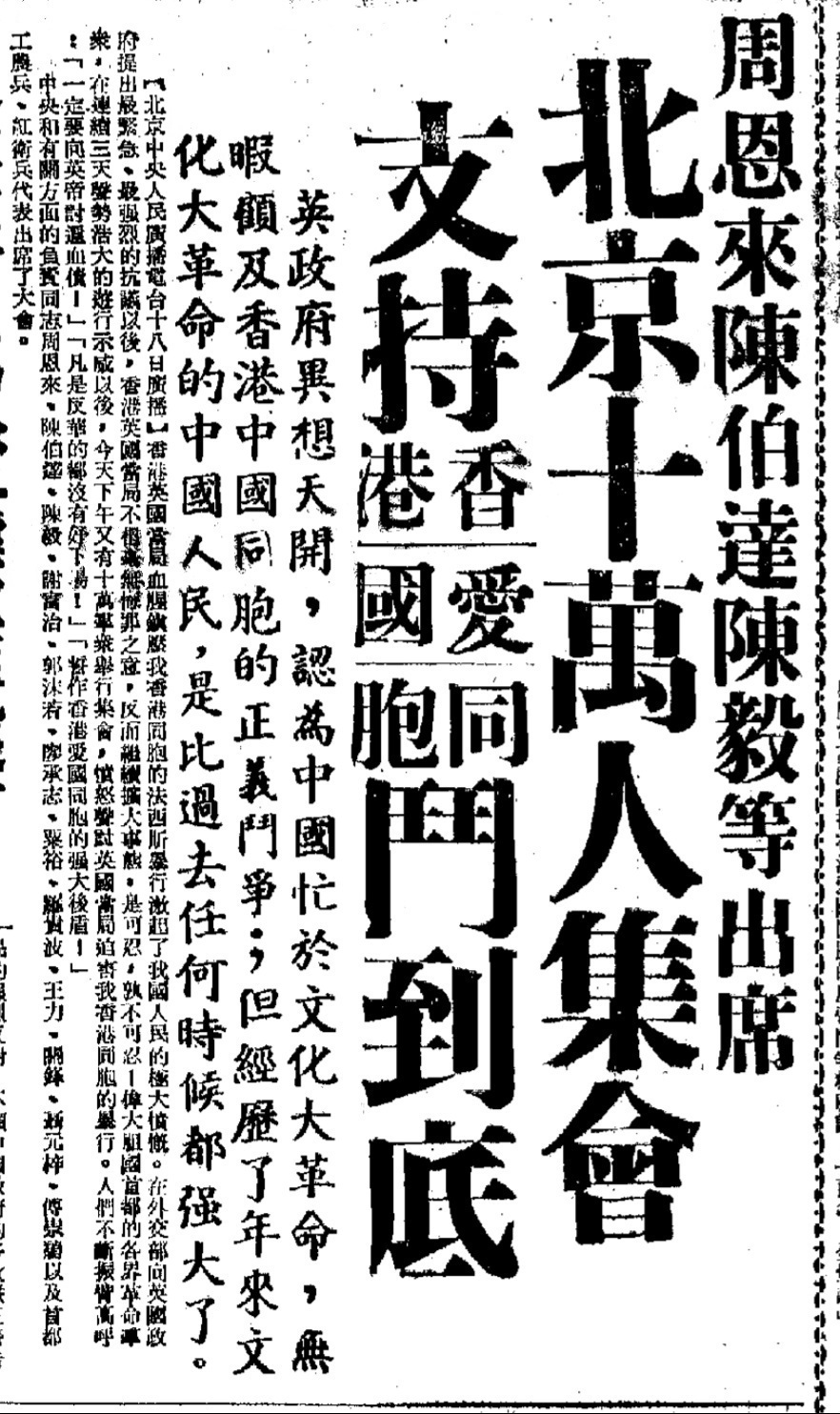
《大公報》在1967年5月19日報導周恩來、陳伯達、陳毅、謝富治、郭沫若、廖承志、粟裕、羅貴波、王力、關鋒、聶元梓、傅崇碧等中共要員與紅衛兵代表出席於昨日下午在北京舉行的十萬人鬥爭集會，支持香港的左派組織鬥到底，英國以為中國忙於進行文化大革命就無暇顧及香港的左派鬥爭簡直是異想天開

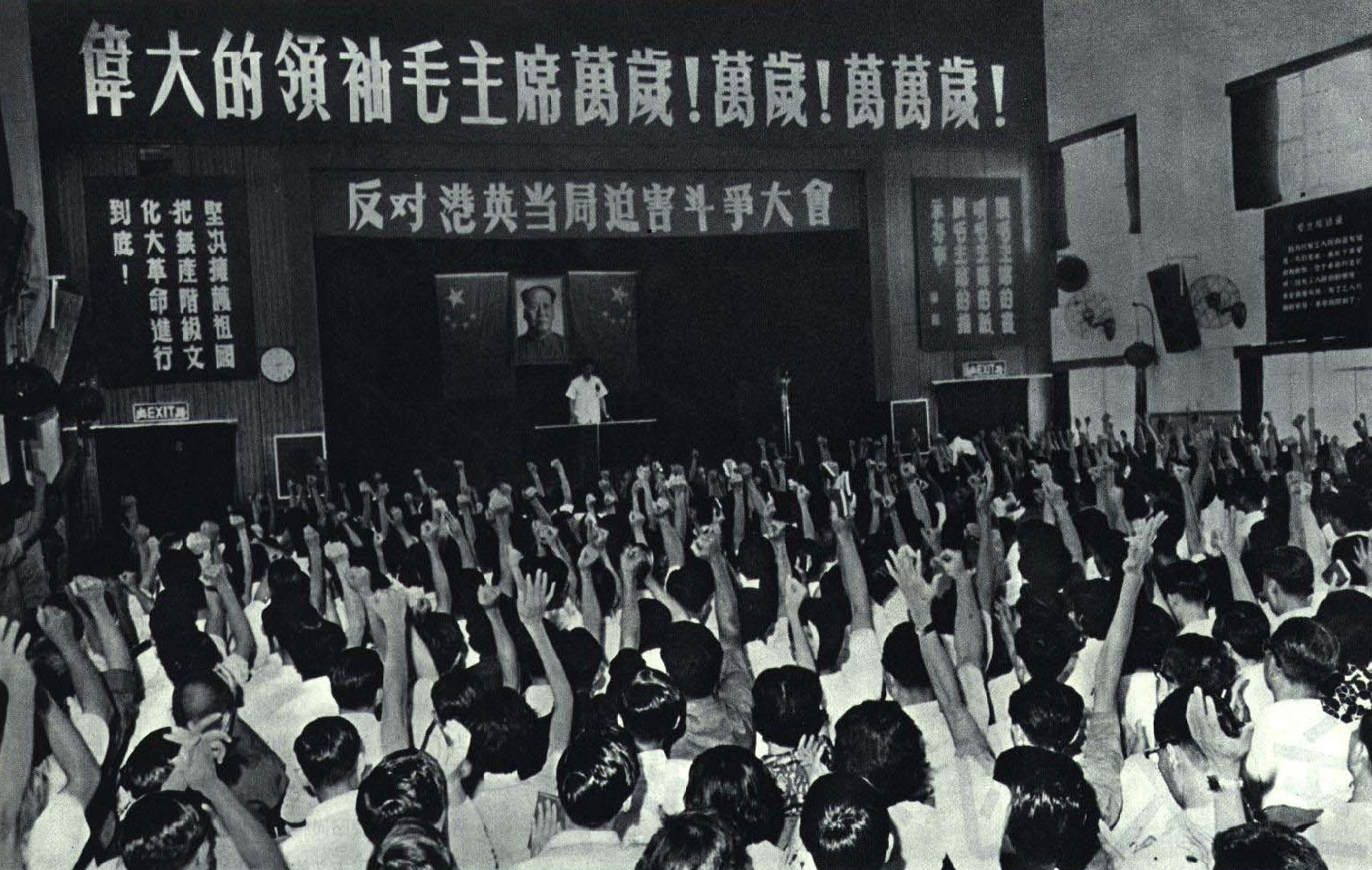
1967年反對港英當局迫害鬥爭大會

5月15日清晨，中華人民共和國外交部副部長羅貴波召見英國駐華臨時代辦唐納德·霍普森，遞交外交部的抗議聲明，把騷亂事件定性為「英國政府勾結美帝國主義反對中國的陰謀」，又指「港英當局利用人造花廠勞資糾紛，對中國居民和工人進行迫害」，要求英國政府責成港府接受工人和居民的正當要求、停止一切法西斯措施等5項條件。5月15日，中國外交部發表聲明，支持香港左派團體的抗爭行動。當日，有紅衛兵到北京的英國駐華代辦處門前示威，《人民日報》亦發表題為「香港英國當局必須懸崖勒馬」的評論員文章，重申中華人民共和國政府的立場。中華人民共和國政府表態支持香港暴動及召見英國駐華代辦抗議的舉動對香港的左派團體具有吶喊助威的作用，香港的左派報章包括《文匯報》及《大公報》均在頭版廣泛報道，驅使香港左派團體決意發起更大規模的騷亂。5月17日，中共領導的中華全國總工會致電香港工聯會表態支持香港左派工人以「毛澤東思想」鬥垮港英政府，並發動北京群眾遊行到英國駐中國代辦處示威及舉行聲討港英政府的大會。
香港總督戴麟趾在5月15日及18日兩度發表聲明，強調「維持和平與秩序，是香港絕大多數市民最懇切的願望」，港府將盡力促使香港社會恢復安寧。英國政府在18日亦發表聲明，強調警方行動已保持克制，將全力支持港府履行維持法律及秩序的責任。

### 各界鬥委會成立
5月16日，多個左派團體在土瓜灣的工聯會工人俱樂部舉行會議，「港九各業工人反對港英迫害鬥爭委員會」決定立即成立「港九各界同胞反對港英迫害鬥爭委員會」，又稱「各界鬥委會」。值得注意的是5月12日成立的「港九各業工人反對港英迫害鬥爭委員會」是產生「港九各界同胞反對港英迫害鬥爭委員會」的組織，並由「各界鬥委會」接替「港九各業工人反對港英迫害鬥爭委員會」統籌鬥爭工作，把「各業工人」改為「各界同胞」代表不限於工人，也招攬文職人員及學校師生等參加，此後「鬥委會」的簡稱便是指「各界鬥委會」。各界鬥委會成員有104人，並由工聯會理事長楊光出任主任委員，會上又通過對「港英政府法西斯迫害」的抗議書，將鬥爭行動升級。同日，在中國政府組織下，北京市有40萬群眾遊行到英國駐華代辦處舉行集會，但為免北京的遊行群眾失控，中國國務院總理周恩來在遊行前曾指示外交部，遊行隊伍須格守「不衝、不進、不砸」。
5月18日，中共北京市委發動10万人舉行各界人士支援香港鬥爭大會，周恩来为首的中共中央领导人親臨出席，由于副总理兼外长陈毅正在接受批判，所以由副总理兼北京市革委員会副主任谢富治发表讲话，謝在講話中除了谴责香港政府的「法西斯暴行」，重申外交部声明中的几条要求外，又宣稱「香港同胞学习、宣传、运用和捍卫毛泽东思想是他们绝对的、神圣的、不侵犯的权利。香港英国当局没有任何权利干预。」

### 港督府示威蔓延中區

港督戴麟趾爵士在6月25日離港休假後，港府領導層作出相應人事調動，輔政司祁濟時（右一）於1967年6月底在輔政司署宣誓就任護督一職，暫時代理港督職務，監誓人是首席按察司何瑾爵士（右三），見證人包括駐港英軍司令華智禮中將（左一）、署理華民政務司徐家祥（左二背向）及行政局秘書卞樂志（右二燈飾旁）等人，不在照片構圖內的署理輔政司和防衛司姬達、港督特別助理、副輔政司（特別事務）與華民政務司和署理輔政司何禮文，與祁濟時同為港府應對六七暴動的核心決策人，同年9月24日戴麟趾結束休假返抵香港，回到港督崗位

各界鬥委會成立翌日（5月17日），楊光、費彝民等17名鬥委會代表前往港督府向港督戴麟趾抗議，要求接收「反對港英法西斯暴行抗議書」，戴麟趾拒絕接見。眾人在港督府大閘外揮動《毛語錄》及高呼口號。同日，香港政府成立由副輔政司韓美洵（其後改由姬達出任）領導的宣傳委員會，專責發布新聞、製作短片、引導輿論及地區組織等政治宣傳工作，其他成員包括霍德、楊啟彥、麥理覺等。為了抗衡左派團體大量張貼的大字報及由左派報章散發的號外，港府也印製大量海報及小冊子應對左派發起的宣傳戰。當時的電台和主流報章都傾向支持港府，香港社會人士如陳子雋等人亦製作書刊反對左派團體在香港發動文革式鬥爭。
5月20日，港督府一度成為左派人士聚集示威的主要地點，港府最初對於左派示威者採取容忍態度，未有驅散在港督府外聚集的示威者，但重申要維持秩序，限制到港督府請願的人數，示威者需要分批前往及離開，左派團體於是指示支持者在港督府附近的中環花園道及在皇后像廣場一帶聚集及示威。5月20日有近3,000人在港督府門外示威。港九各地陸續有左派工人及左派學校的師生舉行集會及示威。
左派人士在中區示威期間，鬥委會在中國銀行大廈頂樓裝設大型揚聲器連日播放政治宣傳及《毛語錄》口號，為左派示威者吶喊助威，而在一街之隔，警方在拱北行的政府新聞處舊址（今長江集團中心）安裝強力擴音器播放歐西流行曲，蓋過港共團體利用揚聲器播放及左派示威者高呼的《毛語錄》口號。

### 花園道衝突及中區騷亂

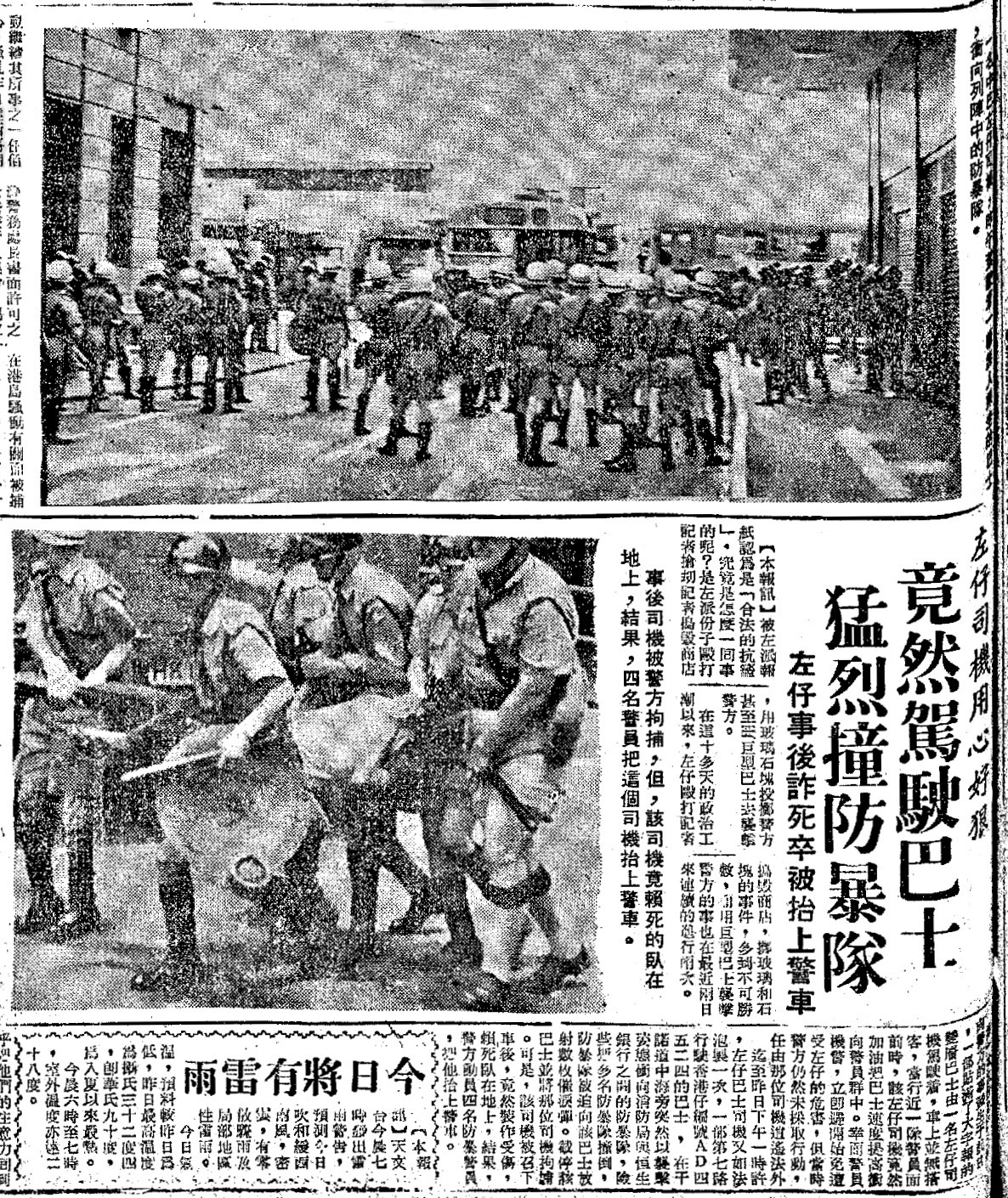
《工商晚報》在1967年5月23日報導連續兩日有左派司機駕駛巴士衝向警方防線，前日（21日）在中環有一個左派司機駕駛一輛沒有乘客但外面貼滿大字報的巴士高速衝向警方防線，當時警方於避開衝撞後未有追截該輛巴士拘捕司機，昨日下午1時許在干諾道中再有左派司機駕駛一輛行駛中巴7號線的雙層巴士（車牌：AD4524）衝擊警方防線，警察及時避開，並隨即向該輛巴士發射數枚催淚彈將巴士截停，左派司機下車後臥在馬路上拒絕受檢，須由四名防暴警察抬上警車

5月21日，左派示威者堵塞中環交通及在中區到處鬧事，局勢轉趨緊張，警察訓練分遣隊發射催淚彈驅散阻塞道路交通的示威者。除了港島中區，左派團體也在港九各區領導左派示威者以左派報館、中資銀行、國貨公司及左派學校等建築物作為據點，進行示威、張貼大字報、襲擊警察及破壞公共交通設施等活動，當防暴警察到場採取驅散行動時，左派示威者便迅速退入左派團體設立的據點，當警察撤離後，左派示威者便從左派據點出來，再次阻塞道路及搗毀公共設施。
5月22日上午，前往花園道港督府抗議的左派群眾執意衝擊在花園道口的警方防線引發流血衝突，在域多利皇后街有左派份子駕駛巴士開足馬力衝撞在場戒備的警察，中區花園道一帶集結的示威者與警察發生衝突。
由於中區的騷亂有擴大傾向，為防左派份子在入夜後繼續製造事端，當局於5月22日下午3時45分宣布香港島部分地區當晚6時30分至凌晨5時實施宵禁，宵禁地區主要在港島北岸，由香港島西南岸的薄扶林至東北岸的柴灣，這是香港島於1945年8月香港重光後的首次宵禁。
5月22日在中區的衝突有15名傷者送院，其中一名是警察，左派媒體卻宣稱有幾百人受傷，當中重傷者超過100人，另一方面有媒體稱左派示威者將紅汞故意潑到自己的身上製造警方粗暴鎮壓的證據。當日港九各區有175人被警方逮捕，大部分在香港島的中區被捕，包括有8人在宵禁期間不聽勸喻而被拘。衝突發生後，港府頒布法令，凡派發「煽動性」傳單、張貼「煽動暴力，破壞警方忠誠性」字句的海報、散播反政府言論者，警方有權作出沒收、銷毀、拘控。
5月23日起，鬥委會發動巴士、電車、天星小輪及煤氣等公用事業的左派工人定時罷工，參與罷工的左派工人均獲左派工會發放鬥爭經費，作為生活津貼。
5月24日，中國總理周恩來提出對港英政府的鬥爭要堅持「有理、有利、有節」。
5月28日，英國航空母艦堡壘號抵港，與駐港英軍軍事演習。

### 左派發起太古船塢及九龍倉罷工

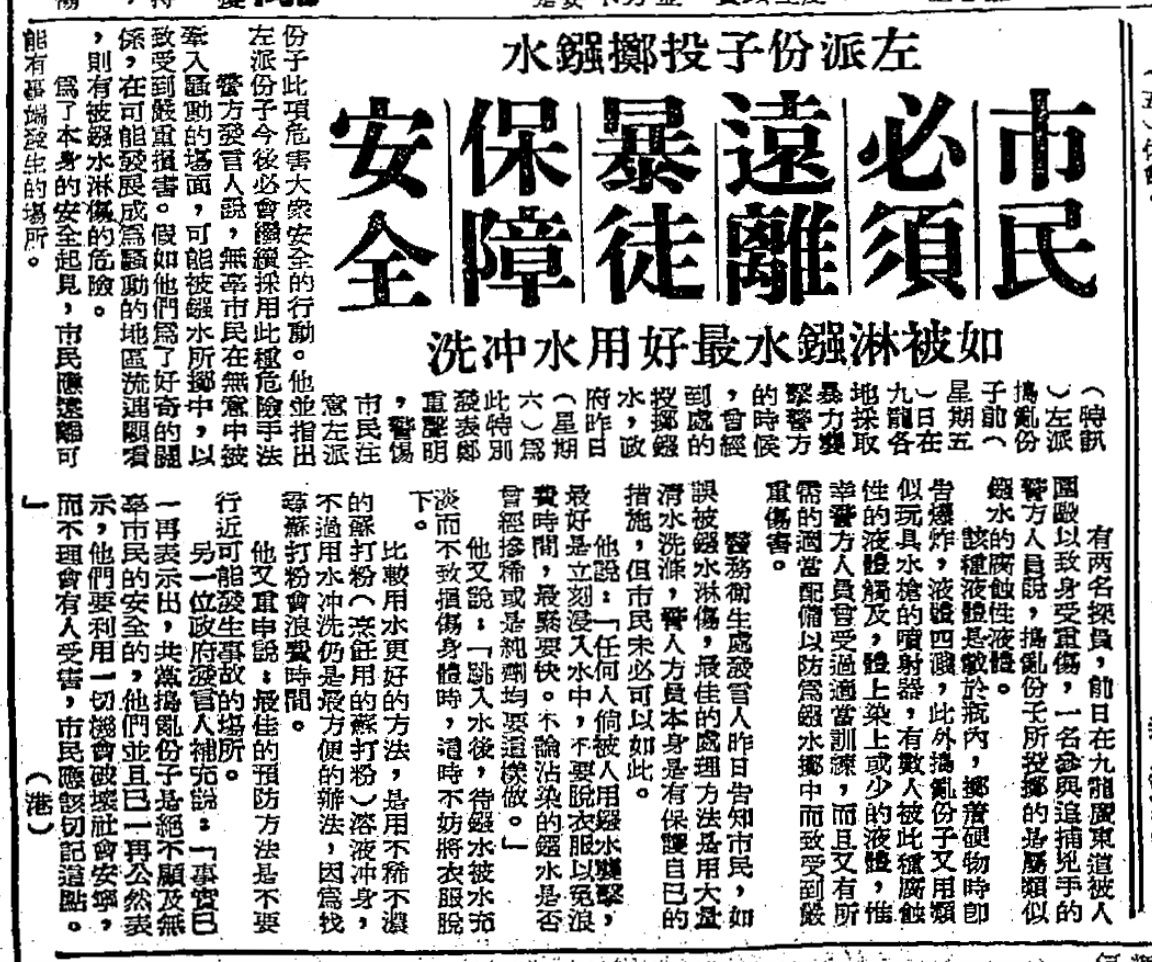
《華僑日報》在1967年6月25日報導由於左派份子到處投擲載有鏹水的玻璃瓶及使用水槍噴射腐蝕性液體，警方發言人呼籲市民為避免身體受到嚴重傷害，必須遠離左派份子進行騷亂的場所，醫務衛生署發言人表示，市民如不幸被鏹水淋到，應立即用大量清水沖洗，或者浸入清水中，不要先脫去衣物以免浪費時間，待鏹水被稀釋後才脫去衣物，雖然更有效是用烹飪用的蘇打粉稀釋成溶液沖洗，但因為尋找蘇打粉會浪費時間，所以最好仍是用清水

6月3日，《人民日報》社論呼籲香港左派群眾「隨時響應祖國號召，粉碎英帝國主義反動統治」。
6月6日，《大公報》稱太古船塢有三千多名左派工人宣佈罷工，抗議廠方撕毀貼在船廠內及渡輪上的大字報，總經理卡素等人在左派工人連續八小時的審問下被迫簽署認罪書。海陸理貨員也進行罷工，並舉行誓師大會，35艘海洋輪停止起卸貨物。與此同時，九龍倉有一千多工人罷工半天，並在倉內手持橫額遊行，抗議港府撕毁大字報。同日，大埔十七村青少年及學生成立鬥委會。澳門一群和字頭三合會成員發表公開信，號召洪門兄弟團結同胞抗暴。
6月10日，《人民日報》再次發表評論員文章，呼籲全國工農及中國人民解放軍支援香港同胞鬥爭到底。
6月13日，警方派出大批警員搜查柴灣、筲箕灣及銅鑼灣的多處地點，拘捕6名涉嫌參與暴動的船塢工人，另向14人發出通緝令。
6月23日晚，兩名探員在廣東道1093號港九橡膠塑膠業職工會拍攝會址門外的大字報時，突然有20餘人從會址衝出及以木棍、鐵枝及玻璃樽追打，探員被追打期間連開四槍擊斃膠業工人鄧自強，警方其後派出防暴警察到會址搜查，但遭遇抵抗，衝突中有多名警員受傷，警方拘捕共53人，有部分是通緝犯，包括獲法庭准予簽保候審，但在5月17日沒有到庭應訊的鄒松勝。當晚的其中兩名被捕人士鄒松勝和羅進苟，分別因從碌架床跌下及從高處躍下逃跑受傷，兩人於送院後不治。死因庭在10月13日、18日及27日先後裁定鄧自強死於合法槍殺，鄒松勝死於意外，羅進苟死於橫禍。
7月16日，防暴警察搜查筲箕灣道169號的太古船塢華員職工會福利部，發現藏有大批削尖的喉管、經改裝的利刀、匕首、汽油彈、塞滿爆竹火藥的玻璃瓶，使用鐵釘和木棍製作的狼牙棒，還有使用木板、鐵釘和皮帶製作的「釘手套」，於是拘捕身處於場所內，包括太古船塢華員職工會主席鄧全在內的45名工人和學生。警方落案控告其中40人參與恐嚇性集會，最終全部疑犯被裁定參加非法集會罪成及入獄兩年。

### 左派發起全港罷工罷巿

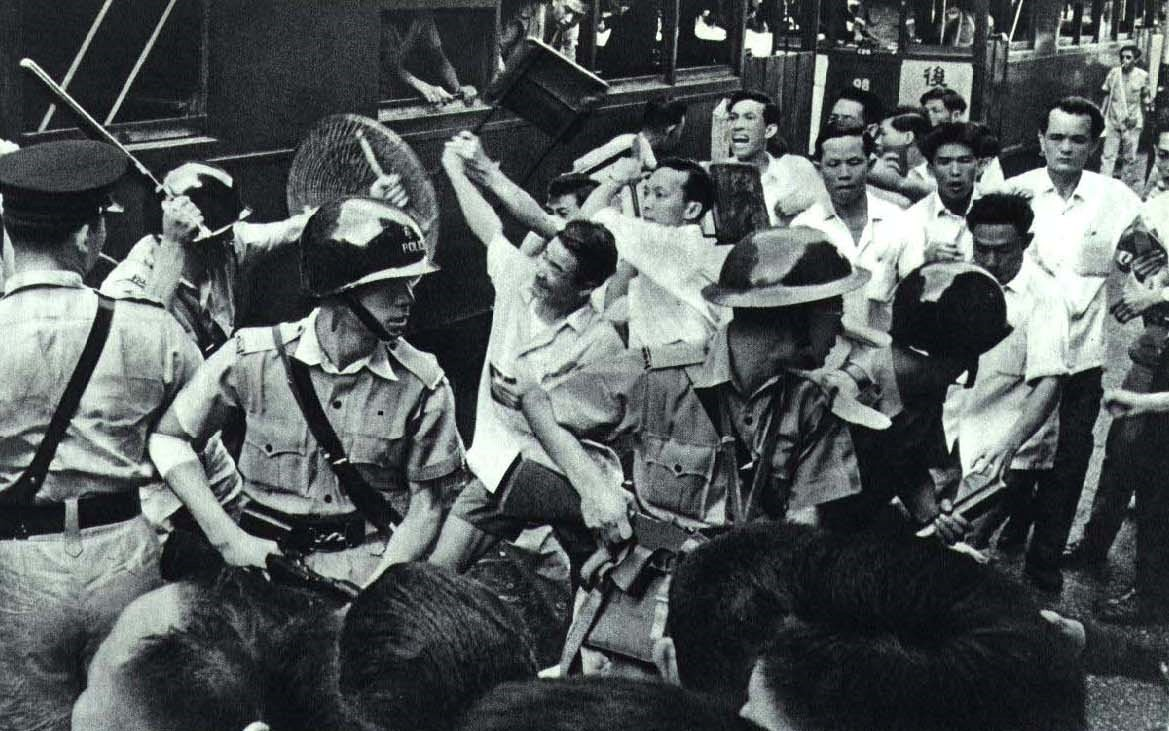
警方與左派示威者在電車廠對峙，圖中央位置可見有一名暴徒使用折凳襲擊警員

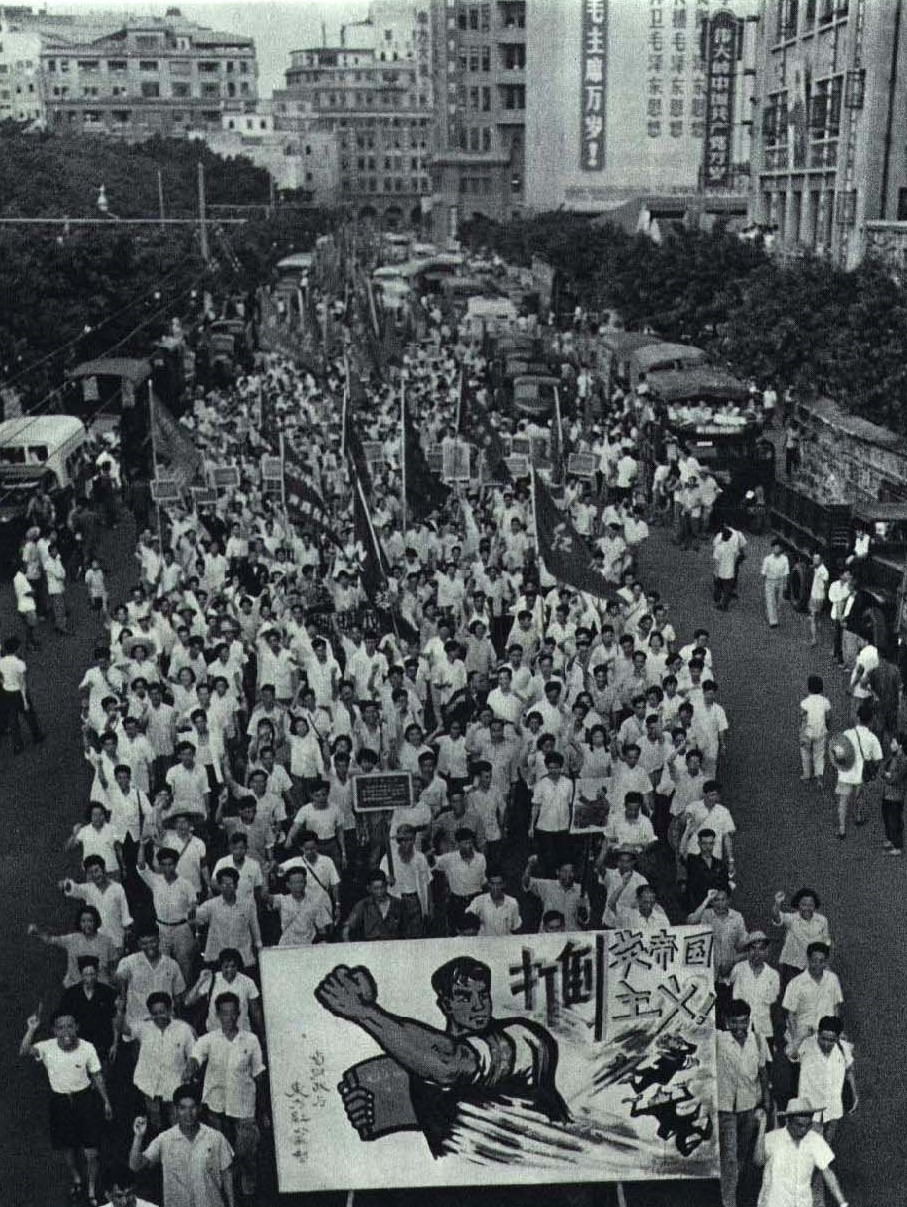
1967年广州市支援香港大罢工

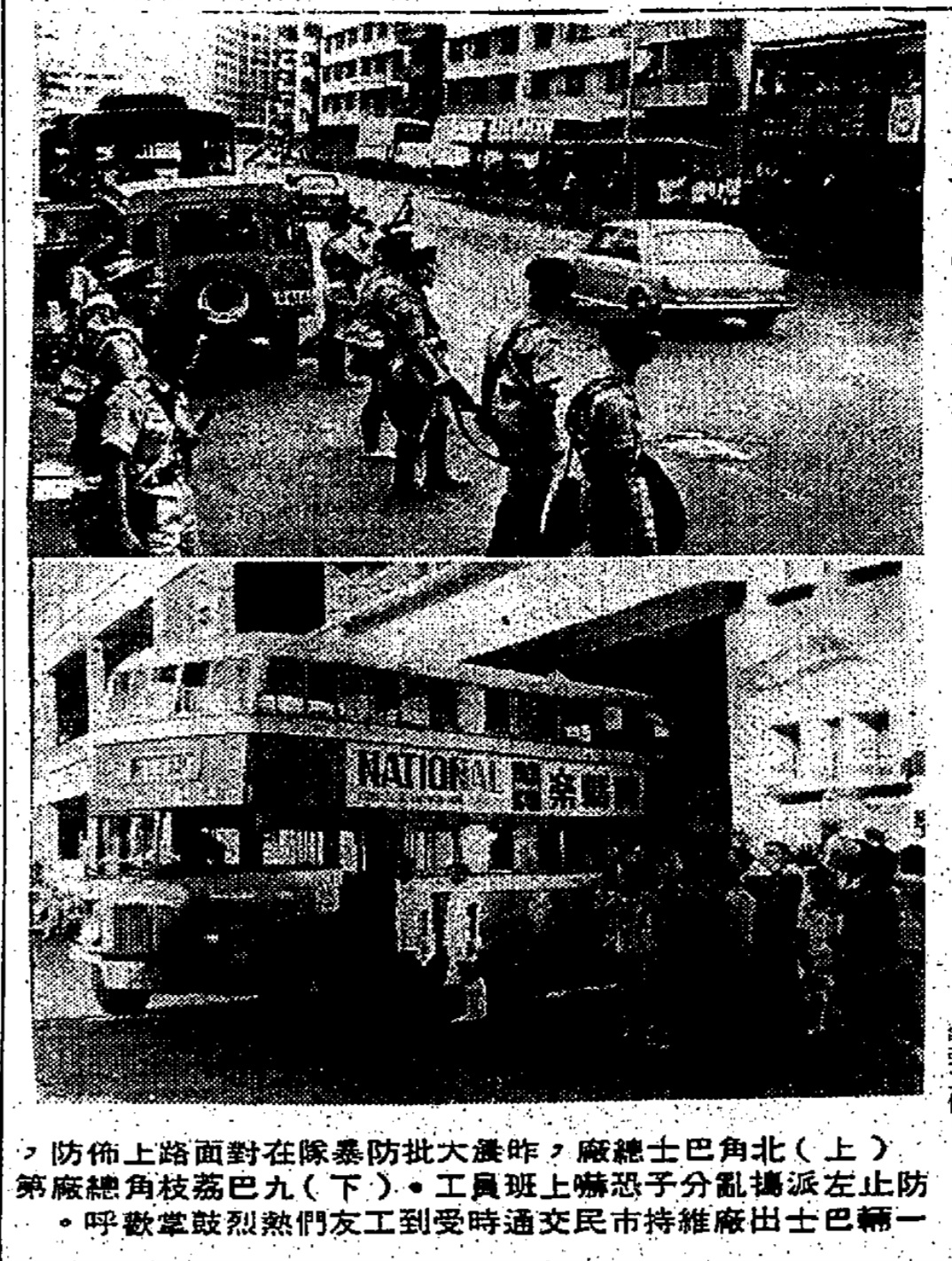
《工商日報》在1967年6月25日報導昨晨中巴北角車廠（今港運城）外有防暴警察站崗防止左派搗亂份子恐嚇上班員工，而在九巴荔枝角總廠（今曼克頓山）當天第一輛巴士駛出車廠為市民提供服務時，即受到職工們熱烈鼓掌歡呼

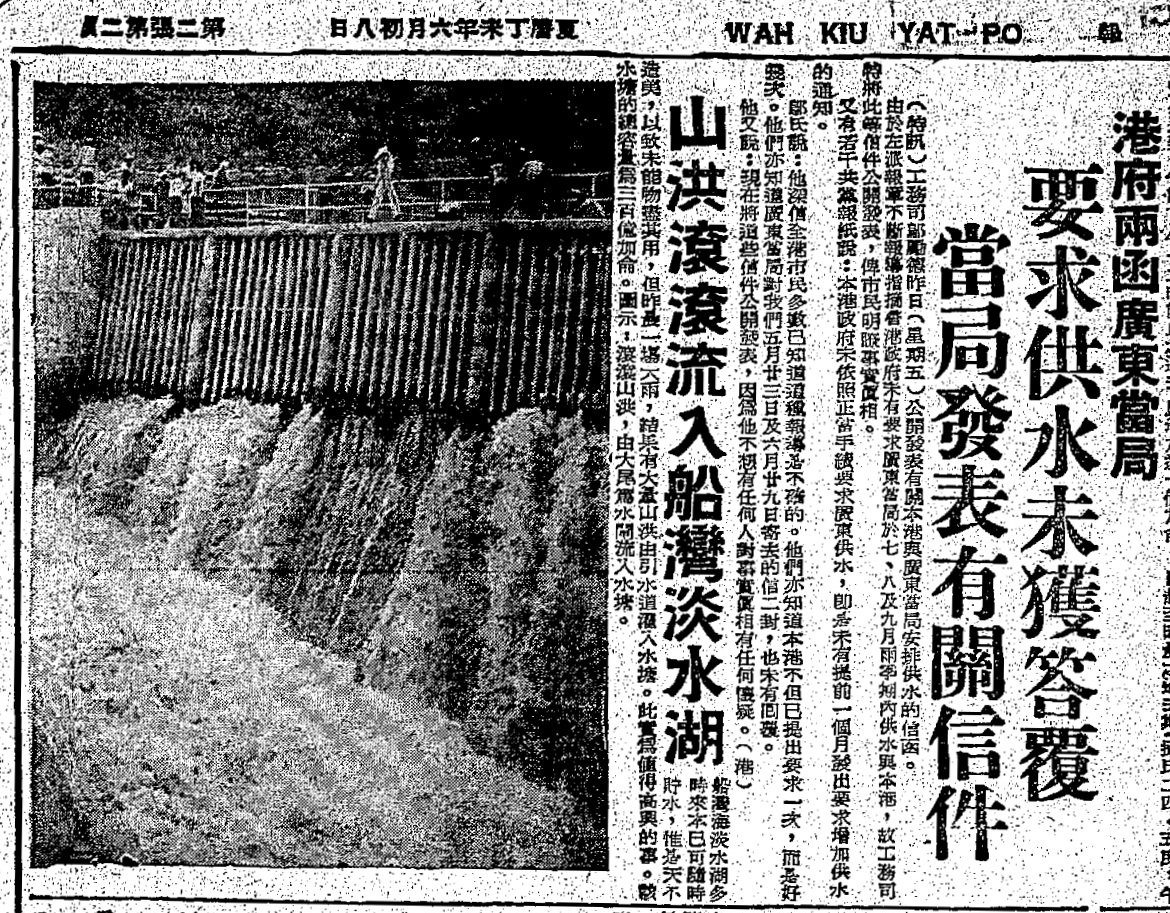
《華僑日報》在1967年7月15日報導，工務司鄔勵德於昨日公開向廣東省當局提出增購淡水的函件，澄清港府在5月23日已經向中方提出購買本年6月至9月的淡水供應，到6月9日再發出公函，可是中方至今一直拒絕回應增購淡水的信件，絕非如左派報紙造謠所稱港府故意不提早一個月尋求廣東省當局供水，才會弄得現時需要制水，鄔勵德稱大部分市民都知道左派報紙的宣稱並非真相，而現在將購水的函件公開可避免左派媒體利用中方斷供東江水的問題來繼續造謠

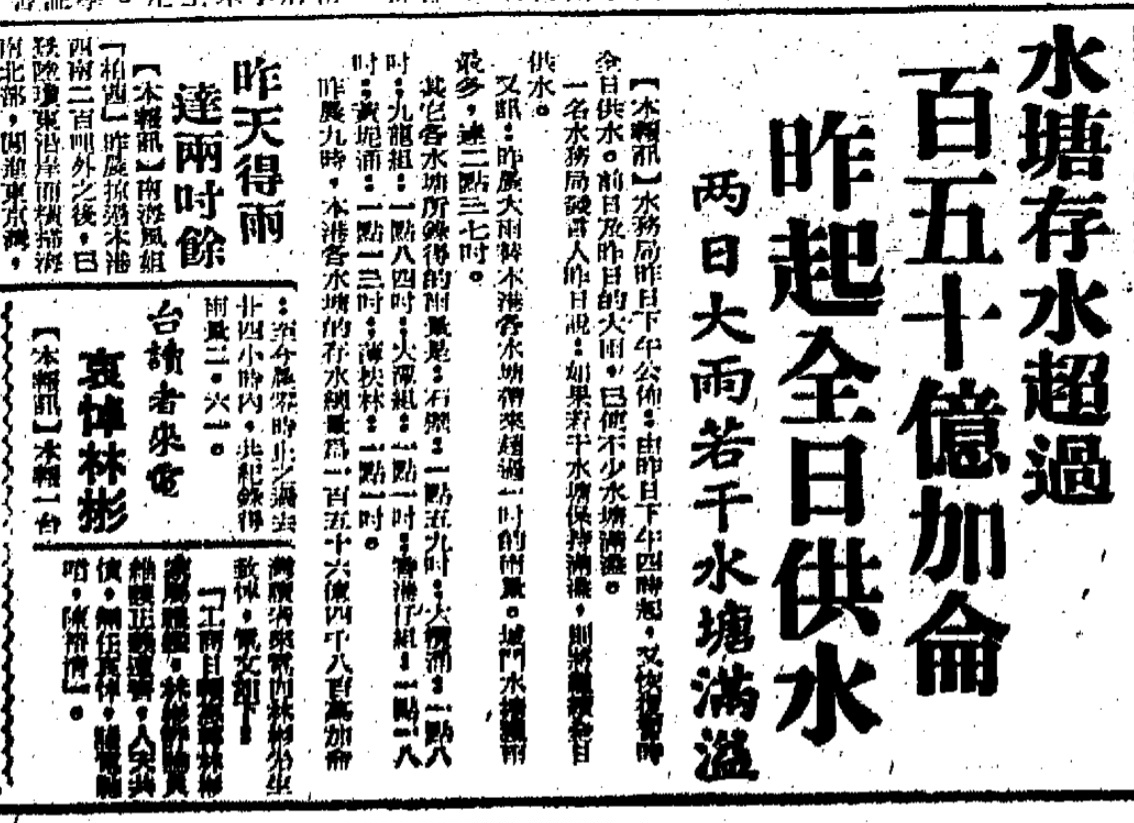
《工商日報》在1967年9月7日報導由於近期雨水充足，部分水塘滿溢，水務局因此在昨晚再次恢復全日供水

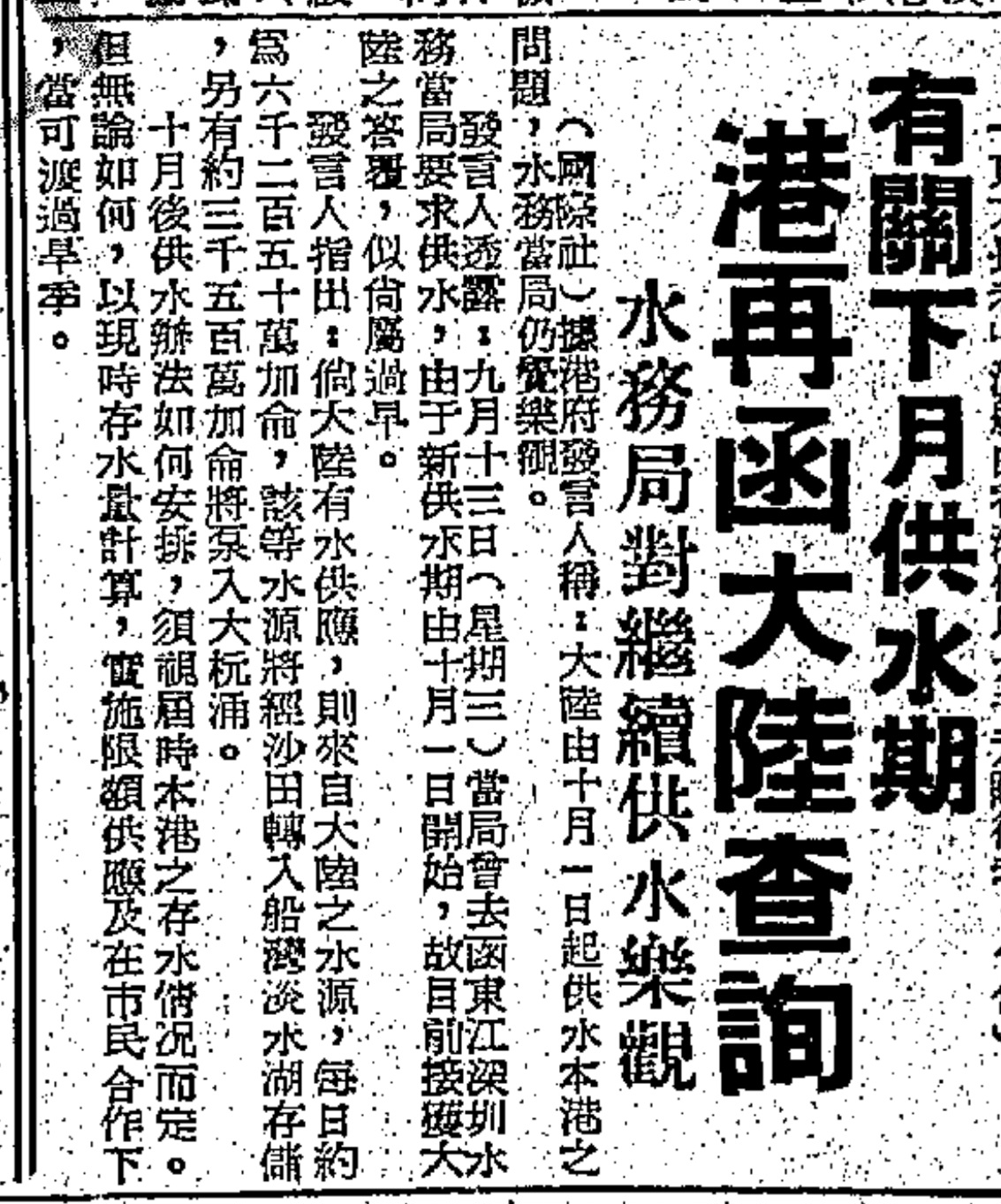
《華僑日報》在1967年9月17日報導港府已於本月13日向中國廣東省當局發出公函查詢下月是否會依約供水，不過因為新供水期在10月1日才開始，故此是否會得到中國當局正面答覆尚屬過早，如中方恢復供應東江水，來水將會先注入船灣淡水湖，餘下的將輸到大欖涌水塘，不過無論10月的新供水期安排如何，目前香港的存水量在限額供應及市民合作下，是可渡過即將來臨的旱季

6月7日，1967年香港市政局選舉如期舉行。同日晚上，天星小輪、油蔴地小輪和九龙仓的左派工人联合举行「反迫害斗争大会」。同日，广州市有十萬人集会声讨港英当局，海口，佛山等地也有群众游行示威。
6月8日上午，工務局在宋皇臺道的汽車工場有示威者聚集並發生騷亂，防暴警察施放催淚彈攻入車廠，並與示威者發生扭打，有424名示威者被捕，其中一名工場工人徐田波於翌日中午在黃大仙警署暴斃，左派團體迅即把徐田波封為烈士，同年8月25日陪審團在死因庭裁定徐死於意外。当日下午，防暴队又到土瓜灣道中華煤氣廠，驱散示威及脅迫廠內職工參與罷工的左派人士，拘捕60人，工人黎松和曾明先後被發現在煤倉的煤堆中窒息及在煤氣鼓的水箱中溺斃，死因庭先後於同年9月14日及20日由陪審團裁定死於橫禍。
6月9日，《大公报》发表社论《暴行再升級了，抗暴也要再升級！》香港政府於同日搜查左派据点之一的银都戏院。6月10日，左派宣稱政府机构与英资企业有一万多人加入左派罢工的队伍。香港新華社社長梁威林在午夜發電報給港督戴麟趾，對港府在近日的一連串血腥鎮壓提出「最嚴重抗議」。
6月11日，新界沙頭角有左派人士舉行「反英抗暴」示威及包圍當地警署，接壤沙頭角邊境的解放軍及中國民兵高度警戒。6月12日左派宣稱香港有700艘漁船及六千個漁民乘船到深圳鹽田，參加深圳沙頭角之聲討大會。6月13日香港新華社社長梁威林發表談話，指中國人民有權居住香港，可以自由回國，絕不容許港府以莫須有罪名將同胞遞解出境。同日，左派稱有兩萬漁民舉行海上反暴遊行。防暴警察搜查太古船塢職工宿舍，拘捕6名人及通緝另外7人。
6月15日，中國共產黨的中華全國總工會經中國銀行匯款一千萬港元到香港各界鬥委會，支持鬥委會津貼左派工人罷工及鬥爭。同日，港府吊銷銀都戲院的經營執照。
6月18日，中國試爆第一颗氢弹，香港左派大受鼓舞。6月19日，在維多利亞公園的維多利亞女皇像被潑漆油及塗上毛語錄標語。
6月22日，香港有十所書院的左派學生在各界鬥委會鼓動下成立「反迫害斗争委员会」及在校內散发传单和毛語錄標語。屬於官立中學的英皇及皇仁書院，先後有左派學生散播聲援文革的传单及標語。同日，左派團體為徐田波、曾明及黎松成立治喪委員會及要求港府立即交出這三名「烈士」的遗体，《大公報》、《文匯報》等左派報紙更大字標題宣稱港府拒絕交出這三名「烈士」的遺體。政府新聞處在23日早上闢謠指這三人的遺體隨時可供認領，並表示在法醫完成驗屍後已分別於6月9日、12日及19日通知徐田波、曾明及黎松的家屬認領遺體，但至今未有人領取。
6月24日，左派發動「聯合大罷工」，約60,000名左派工會的工人參與，以九巴最受影響，其他交通工具亦只能提供有限度服務。左派工會發放鬥爭費收買工人罷工，港府及各大公共交通事業公司則以強硬手段應對罷工，即時解僱參與左派鬥爭活動而曠工的僱員，另一方面不參與罷工的工友，卻被左派組織指責是破壞罷工的「走狗」，遭到恐嚇，甚至襲擊。同日，中國總理周恩來在北京設宴款待贊比亞共和國總統肯尼思·卡翁達，周恩來在宴會上發言表示：「香港的命運取決於香港的愛國同胞和七億中國人民，而絕不取決於一小撮英帝國主義者；中國人民決心根據形勢需要，給予香港愛國同胞以一切支援，直至勝利為止。」同日，沙頭角聯鄉會委員會為徐田波、黎松及曾明舉行「烈士」追悼會，期間有左派份子包圍沙頭角警崗，縱火焚燒警方車輛，與前來驅散的防暴警察衝突，12人被捕，其後聯鄉會的左派委員（溫果行、李文有、吳帆）等人潛逃中國境內，逃避警方追緝。
6月25日下午4時55分，港督戴麟趾伉儷與女兒抵達香港大會堂出席歡送儀式，然後在皇后碼頭乘坐慕蓮夫人號前往九龍，再轉到啟德機場乘客機返回英國休假，期間與前來送行的市民揮手惜別。輔政司祁濟時在戴麟趾休假期間出任護督暫代港督職務。
6月26日，中國外交部副部長羅貴波就香港警方在23日搜查樹膠工會及在24日於沙頭角鎮壓左派示威向英方提出抗議。同日，因威迫工人參與罷工而被逮捕的卲氏工人李安及王煜森，於提上法庭時已奄奄一息，無法站立，李安在送院途中死亡，王煜森傷重留醫，事後有三名警務人員因李安暴斃被捕，11月6日被裁定誤殺罪成入獄，翌年1月31日三名警員上訴得直獲釋。
6月27日，鬥委發動全港左派學校罷課一天。
6月28日，廣州市海陸空三軍和群眾舉行八萬人大集會，声称要為香港左派鬥爭給予一切支援。
6月29日，左派再次號召進行為期4天的「聯合大罷市」及停止進口中國副食品至7月2日，豬肉及蔬菜供應一度短缺及價格急升。由於中國當局拒絕港府增購東江水應付旱情，香港在嚴峻旱情下需要將供水時間縮短至隔日供水4小時。同日，各界鬥委會舉行記者招待會及安排徐田波、黎松、曾明、鄧自強、鄒松勝的「烈士」遺屬向港府提出五項嚴正要求：「一、必须在一个星期内公布烈士死因；二、拨出永久坟场把烈士们安葬于同一个坟场内，并建筑纪念碑；三、不得阻挠港九各界同胞反对港英迫害斗争委员会为烈士举行葬礼的要求；四、交出并严惩杀人凶手；五、赔偿一切损失。烈士家属在会上指责港英当局不敢公布死因并企图毁尸灭迹阻挠家属领取烈士遗体进行安葬。」而在銅鑼灣的中國國貨公司於面向行人路的櫥窗掛出被左派封為烈士的徐田波、黎松、曾明等人的黑白大頭遺照。同日，中國廣東省宝安县有集会游行抗议香港政府。
7月2日，左派停止罷市。
鬥委會發起罷工、罷市是以拖垮香港經濟為目的，中國政府亦積極配合減少食品出口到香港，即使香港天氣乾旱亦拒絕回應港府提出的購水要求，至當年10月前都沒有供應東江水到香港，企圖通過「經濟戰」手段將香港變成「死港」、「臭港」迫使港府屈服，不過香港居民在左派罷工、罷市的影響及中方限制供應食品、淡水的危機下卻保持忍耐。左派團體當年宣稱有6萬人參加罷工，但是即使加上罷市而停工的8萬人，在罷工及罷市的高峰期也只有14萬人，以當年香港勞動人口140萬人，罷工及罷市的人數最高也僅佔勞動人口的10%。
雖然左派團體發起的罷工、罷市在短時間內有對香港的經濟活動構成若干影響，但遠遠沒有達到癱瘓香港經濟的效果，由於港府及主要企業都在呼籲復工無效後開除繼續曠工的左派工人，並由新聘人員替補，而隨著時間推移，鬥委會也無力發放津貼要求工人繼續罷工。中國當局在暴動期間數度大幅減少向香港出口糧油食品，配合香港左派罷市在市面製造斷糧危機向港府施壓，由於香港在冷戰時期的米糧儲備可滿足至少三個月的本地消耗量，而市售的大米主要從泰國進口，供應缺口又有美國米可以填補，香港未有發生糧食短缺，米價保持平穩，不過有部分副食品如蔬菜及豬肉的價格曾經顯著上漲，可能會動搖民心，港府因此派出代表團到日本及南韓等地尋求增加食品供應，香港的進口商亦增加從泰國、印尼及台灣輸入豬、牛等牲口，加上當年的香港農業能夠供給市面近半的蔬菜及肉品，香港農民亦積極配合港府要求提升農產品的產量，都有助增加食品供應及平抑物價，降低中國當局限制輸出食品到香港產生的負面影響。由於缺乏普羅市民響應，左派發起的罷工、罷市在7月初已告失敗，左派企圖使香港陷入斷糧危機亦被港府的米糧儲備制度及多年來輔助農業的政策化解，不過左派此時未有罷休，拖垮香港社會經濟的行動亦變得極端化，繼而於7月發動造成無辜市民死傷及人心惶惶的炸彈恐怖襲擊浪潮。

### 沙頭角槍戰及文錦渡事件

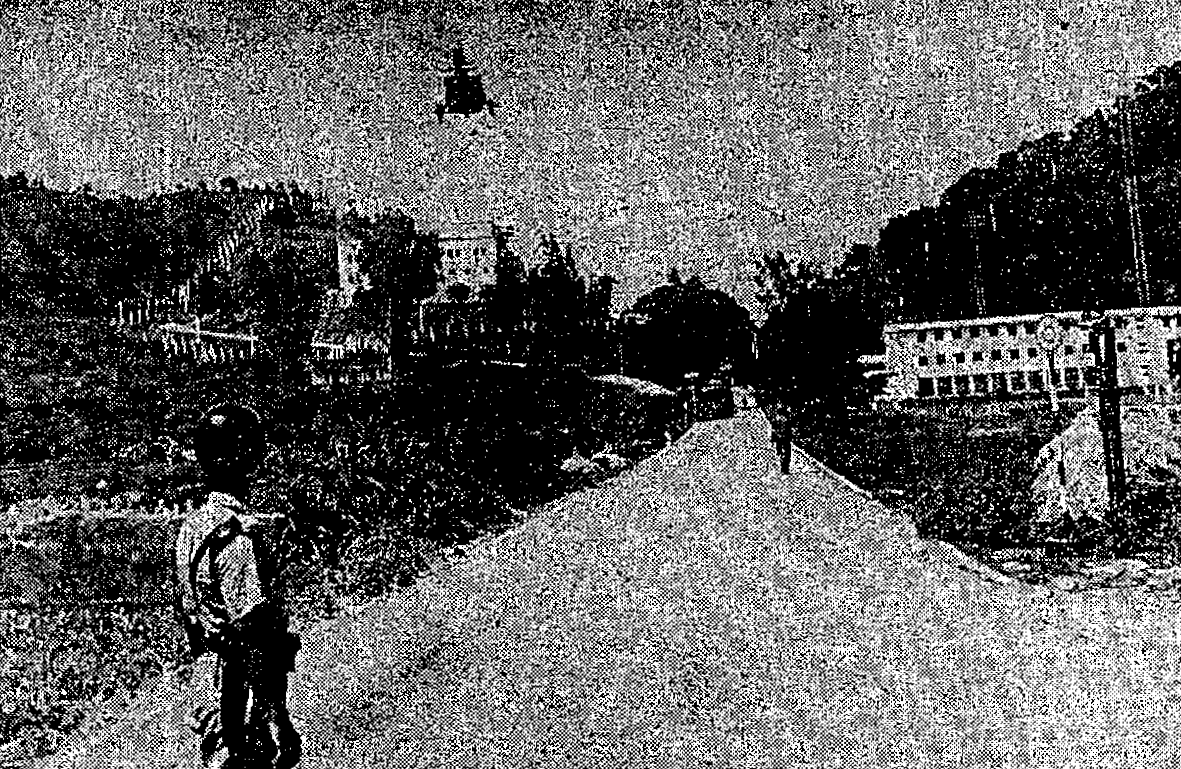
沙頭角槍戰當天下午，警察在封鎖哨站崗；駐港英軍派出直升機到場進行低空偵察

1967年7月8日，香港沙頭角遭到配備機槍、衝鋒槍及爆炸品等武器的中國人民解放軍廣東省軍區7085部隊及中國民兵組成的武裝人員襲擊。當日凌晨先有約100名中國武裝人員越過邊界及向沙頭角警署投擲爆炸品，中方人員在襲擊後撤出，香港警方沒有採取驅離行動，可是到上午10時許，在沙頭角中英街約有300名配備衝鋒槍和爆炸品的中國士兵越過邊界入侵香港邊境禁區，包圍並以衝鋒槍及爆炸品襲擊沙頭角警崗，被圍困於警崗內的警員只配備左輪手槍及催淚彈，因用盡子彈及相繼中彈受傷要求增援。香港警方當時在沙頭角的120名防暴警察，雖然僅配備左輪手槍及防暴用的木彈和催淚彈，仍然嘗試解救被包圍的警崗，雙方在沙頭角聯鄉會一帶爆發槍戰，只有防暴裝備的香港警察面對配備衝鋒槍及爆炸品的中國軍隊，在火力上完全無法相比，未能為警崗解圍，還陷入被包圍。上午11時許，中國軍隊更出動預先架設在屋頂上的機槍從中國境內越界密集掃射香港沙頭角的建築物，香港警察有多人中槍受傷，沙頭角居民在槍林彈雨下爭相走避，趕到現場的香港救護車也遭到槍擊，無法接走傷員，在沙頭角的香港警察遭到機槍及衝鋒槍密集掃射難以撤離，香港警方請求軍部協助，駐港英軍司令華智禮中將在午後接獲英國內閣發出可以開火驅逐敵軍的批示，立即調動英軍前往沙頭角支援警方。下午4時許，英軍裝甲車隊開抵現場，中國軍隊立刻停火並撤出香港邊境，因此英軍沒有開火。共有5名香港警員在沙頭角槍戰中殉職，有1名中國士兵斃命，另有12名香港警察及8名中國士兵受傷。警方在槍戰後封鎖沙頭角禁區，駐港英軍派出直升機進行低空偵察。這次邊境槍戰促使港府將中港邊界的駐防任務轉交駐港英軍，由軍部調派踞喀兵接替香港警察駐守。
8月10日至8月11日，文錦渡華界工人越境，脅持英軍邊防指揮官及大埔理民府官，並迫簽「認罪保證書」，香港政府宣布，除羅湖外，邊境全面封閉。9月29日，警員何溢強及陳樹榮休班後往新界旅行，但乘電單車在文錦渡過橋時誤入華界被拘留。10月7日，休班警員曾冠梅在沙頭角遭人擄入華界，次日獲釋。
10月14日，新界衝鋒隊高級督察胡禮在文錦渡被農民擄入華界，後被拘禁在中國軍方的旅館中；11月1日，中英雙方就胡禮事件在深圳舉行首次秘密談判；11月20日，胡禮成功逃脫返回香港，並召開記者會詳述事件經過。11月26日，誤入華界的兩名警員在羈留57天後獲釋。

### 炸彈襲擊浪潮

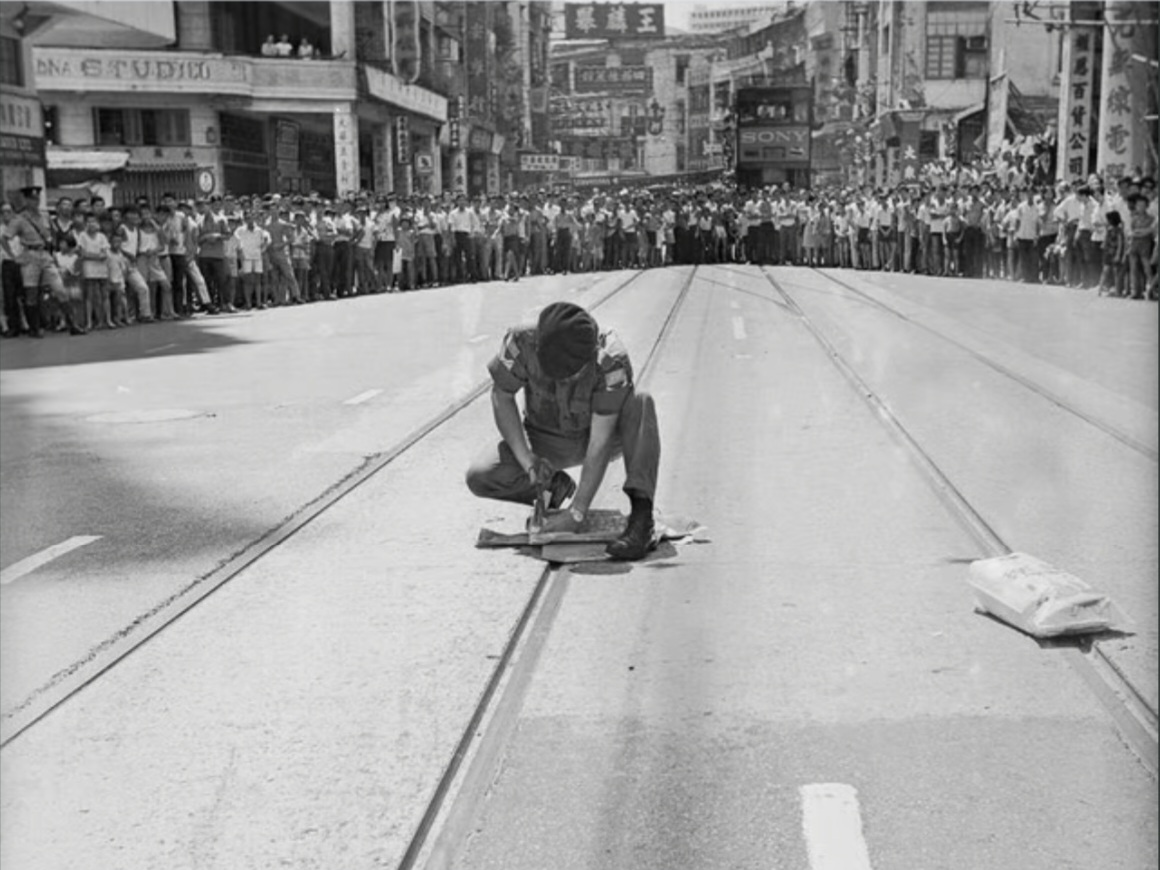
駐港英軍士兵正在檢視一枚左派暴徒放置在電車路軌上的土製炸彈

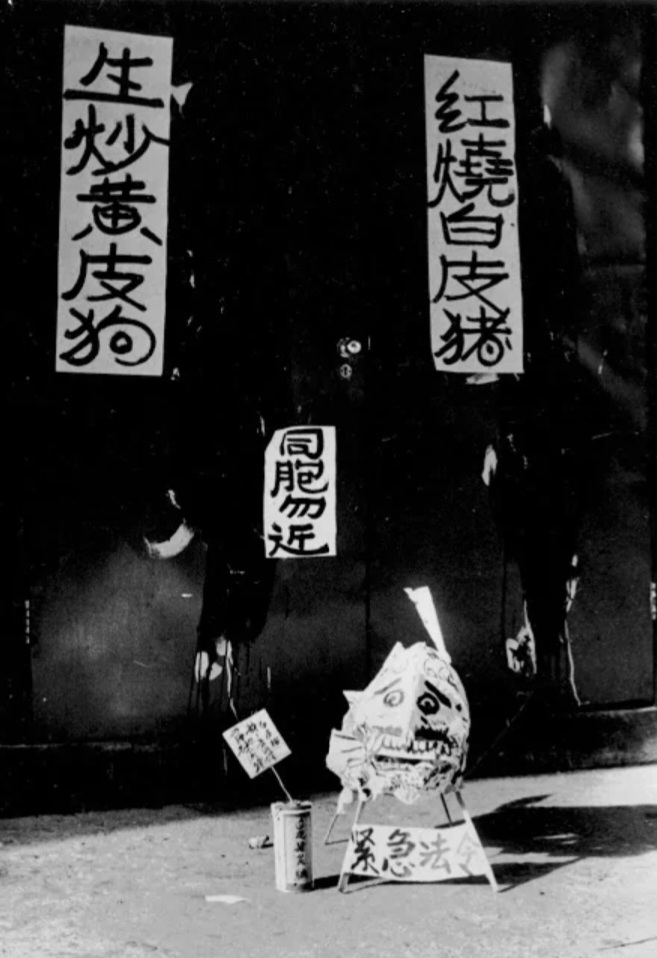
左派暴徒在街上放置貼上「同胞勿近」的土製炸彈，並張貼辱罵西方白人是「白皮豬」和不支持暴動的香港華人是「黃皮狗」的標語

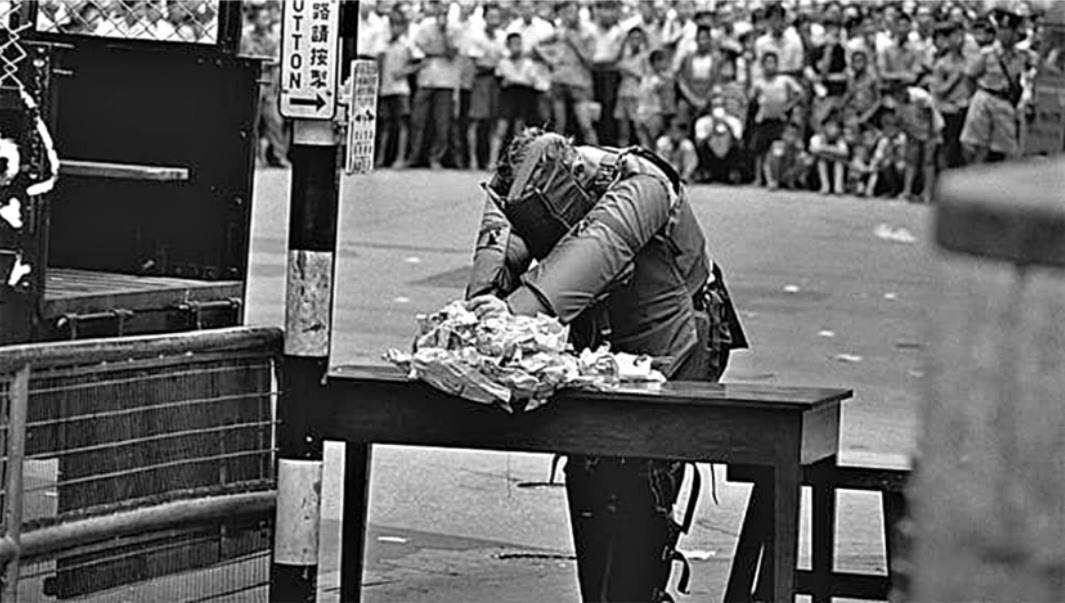
穿上防護衣的駐港英軍軍火專家正在檢視及拆除親共份子放置的炸彈，由於當年香港警隊並未設立處理爆炸品的部門，故此鬥委會及左派團體發動街頭炸彈襲擊浪潮後，需要由軍部負責拆彈，其後促成香港警隊在1972年成立爆炸品處理課

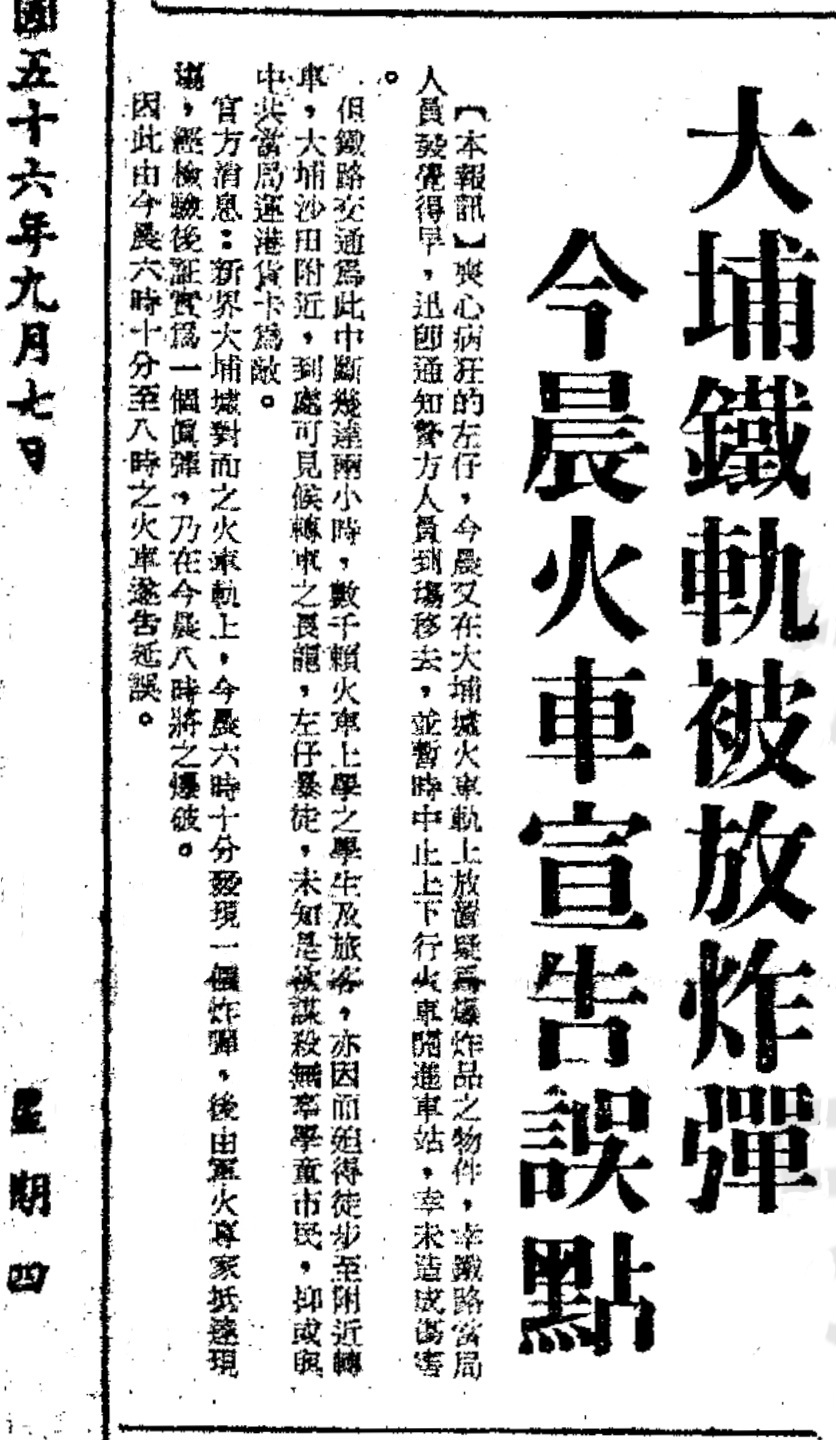
《工商晚報》在1967年9月7日報導今早大埔墟站的一段路軌被喪心病狂的港共暴徒放置炸彈，嚴重危害於早上回校上課學童的性命安全，由於列車需要暫時停駛及由軍火專家檢驗及引爆炸彈，導致列車服務受阻兩小時及班次誤點

1967年6月初，鬥委會開始討論發動炸彈襲擊。6月10日凌晨時分，有一名於多年前從廣東省公安廳調派到香港在華潤公司擔任經理的幹部，在北角電車總站駛出英皇道的電車路軌上放置了一枚實驗性質及使用紙袋包裝的炸彈，時任《文匯報》總編輯金堯如在其回憶錄《香江五十年憶往》表示，剛收到有幹部未經指揮部同意便自行發動炸彈襲擊的消息時，鬥委會領導層一度感到震驚，並在內部會議引發激烈討論，有會議列席者認為擺放炸彈陣既可阻礙警察行動，使軍警疲於奔命，又可動搖市民對港府維持局勢的信心，打擊港府的統治威信，更可嚇阻支持港府鎮壓左派暴動的國民黨勢力，還能鼓動民眾進行推翻港府的鬥爭，不過也有列席者擔心將工運及騷亂升級為城市炸彈戰又傷及無辜時，可能會導致「反英抗暴」完全失去市民支持。至於被放置在北角電車路軌上進行測試的首枚土製炸彈，金堯如表示並未能成功引爆，隨後有一名打掃街道的清潔女工將這枚用紙袋包裝的炸彈當作垃圾清掃掉，所以除了放置這枚炸彈的參與者及鬥委會領導層的部分成員外，並沒有太多人知道在6月10日香港已出現這場暴動的首枚土製炸彈。
在六七暴動的時任港九油漆業總工會副理事長郭慶鎏於2017年接受《明報》訪問時承認當年有與工會人員製作土製炸彈，原因是左派發起罷工抗爭，港英政府卻宣傳罷工影響香港經濟，最終大部分市民沒有罷工，左派這時變得很被動，他們發起的鬥爭行動又沒有近代史可參照，於是便想到放炸彈這一步，當時有人已試過，在電車軌爆過，更弄傷拆彈專家，炸彈陣成為左派唯一有效打擊港英政府的方法。在油漆業總工會組成「炸彈戰鬥隊」後擔任炸彈襲擊行動主力的陳炳基稱：「炸彈成本低，效果好，成功令市面混亂。」陳認同當年罷工失敗，完全起不了作用，且消耗了中國當局提供的資金，相反土製炸彈有效造成市面混亂，然而在曠日持久的抗爭下，陳承認看不到「港英必敗、我們必勝」的前景。郭慶鎏則自稱不夠機警，沒去放炸彈，只負責購買材料製造炸彈及在場把風，郭受訪時認同炸彈襲擊帶來反效果，「整個社會起了恐慌，到處都有炸彈，沒有安全地方」，市民將鬥委會當成敵人及不支持左派。
7月初起，衝突不斷升級，為平民提供廉價醫療服務的貝夫人健康院亦多次遭到左派示威者闖入搗亂及縱火。左派人士在鬥委會領導下在街頭多次襲擊警務人員，左派的武器也不止於木棍、鐵枝及投擲石塊、磚頭或玻璃瓶，而是用鐵鉤、三角銼等利器，投擲鏹水彈或魚炮施襲，左派份子郑浙波、马烈、麦志华、何枫、余秀文，因而先後於7月9日至15日的騷亂中被警察開槍擊斃。
7月10日，市民李振興在灣仔莊士敦道近三角街口附近被左派示威者辱罵「走狗」及被利器刺傷胸部斃命。
7月12日下午5時25分左右，大埔鄉事委員會會所發生六七暴動的第一宗炸彈爆炸，一個被安裝在會所儲物室的計時炸彈爆炸，將隔鄰原定於下午5時召開成立大埔民安促進會會議的會議室炸至毀爛，所幸的是鄉委會主席黃源章收到將有左派份子破壞會議的消息後，把會議臨時取消，才沒有造成死傷，翌日警方搜查散頭角村時將一名涉案的大埔鄉事會會所姓李雜役拘捕，並且起出一批爆炸品，大埔鄉事會會所的爆炸拉開了六七暴動炸彈浪潮的序幕，炸彈浪潮一直持續至同年12月。同日，警方聯同英軍搜查摩托車業職工總會的兩間會所，拘捕40人。
7月13日，黃大仙警署被投擲爆炸品。
7月15日，新華社記者陳鳳英，陳德穆在港督府門外示威時被捕。
7月16日，鬥委會宣稱港九油漆总工会会员蔡南、朱日基被警方擊斃，不過朱日基沒有在香港境內死亡，也不在官方的六七暴動51人死亡名單內。鬥委會及油漆工會為首的左派團體藉此將暴動升級為城市炸彈戰，由左派營辦的學校則把實驗室用作土製炸彈的生產工場，發動又稱為「遍地菠蘿」的炸彈襲擊浪潮，由此「菠蘿」成為香港坊間對炸彈的代詞，同年7月中旬至11月尾每天都有土製炸彈爆炸，左派的炸彈及燃燒彈襲擊不限於警務及公共交通設施，也包括設於社區的政府辦事處，九廣鐵路的車站及路軌多次發現炸彈，並且多次發生炸彈襲擊巴士和電車，造成無辜市民死傷。
7月18日，警方拘留香港華人革新協會秘書蔡渭衡。
7月21日，鬥委湯秉達被捕。
因為騷亂演變為連串炸彈襲擊，由於警隊缺乏處理爆炸品的裝備及經驗，港府要求駐港英軍協助，由英軍派出軍火專家檢驗及移除懷疑爆炸品。港府又使用緊急法的權力搜查左派份子的巢穴，拘捕及關押涉嫌指揮炸彈襲擊的左派领袖，有部分中國人被遞解回中國内地。
8月4日早上，荃灣沙咀道發生電話亭爆炸，兩名市民及兩名休班警員受傷。同日，香港警察得到軍方支援，由英國皇家海軍正停泊於香港的競技神號航空母艦派出軍用直升機，將防暴警察運載到鬥委會位於香港島北角的數個據點，搜捕發動炸彈襲擊的恐怖份子。警察分別從直升機空降到大廈天台及由地面發動突擊，上下夾攻位於英皇道與糖水道交界的僑冠大廈，軍方直升機在僑冠大廈的天台直接降落，軍警隨即進入大廈內逐家逐戶搜捕鬥委會成員，主要目標之一是位於A座24樓4號室的學友社。軍方直升機亦曾經嘗試在新都城大廈和明園大廈的天台降落，惟該兩座大廈的天台面積不足以讓直升機直接降落，軍警遂從直升機游繩而下。警方在大廈內除搜出炸彈及武器外，還發現有設備完善及設有手術室的「戰地醫院」。警方在行動中拘捕26人，包括鬥委會副主任兼漢華中學校長黃建立，在行動中有數名華豐國貨工人被拘捕，翌日位於僑冠大廈基座商場的華豐國貨公司繼續營業，而培侨中学校长吴康民因在3日晚上离开侨冠大廈的據點而躲过被拘捕。

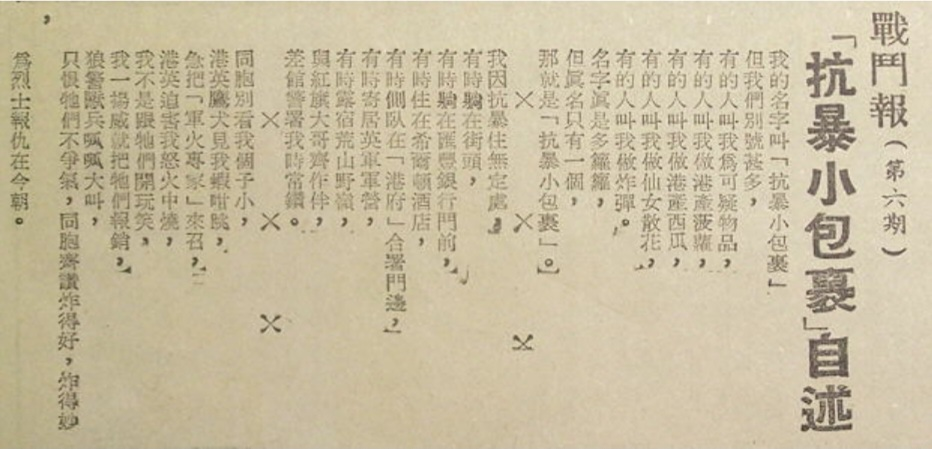
香港的親共團體在其出版的《戰鬥報》（第六期）散發指導暴徒使用炸彈襲擊警署、軍營、政府合署、銀行、酒店及社區設施的「抗暴小包裹」炸彈襲擊行動手冊

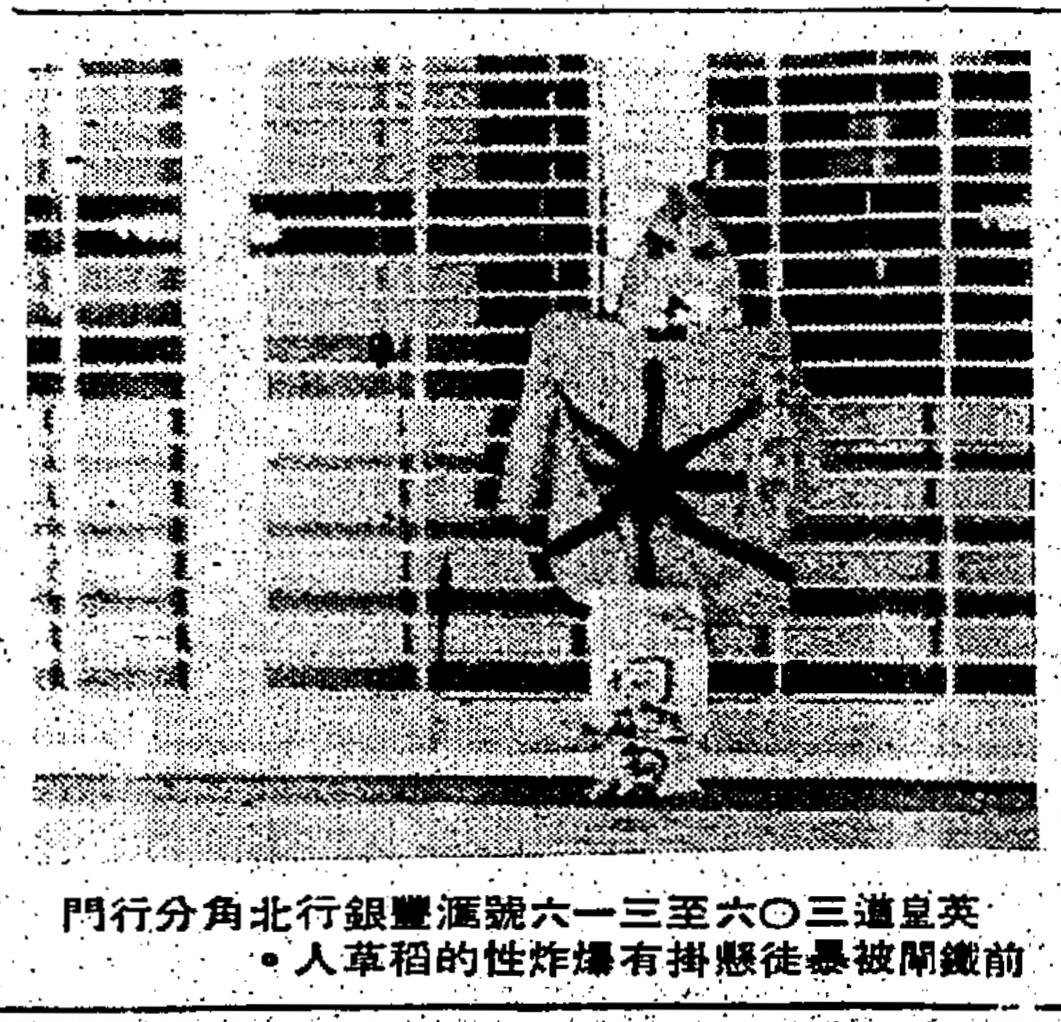
匯豐銀行位於英皇道306號的北角分行捲閘遭港共暴徒掛上寫有恐嚇文字的紙稻草人及放置土製炸彈

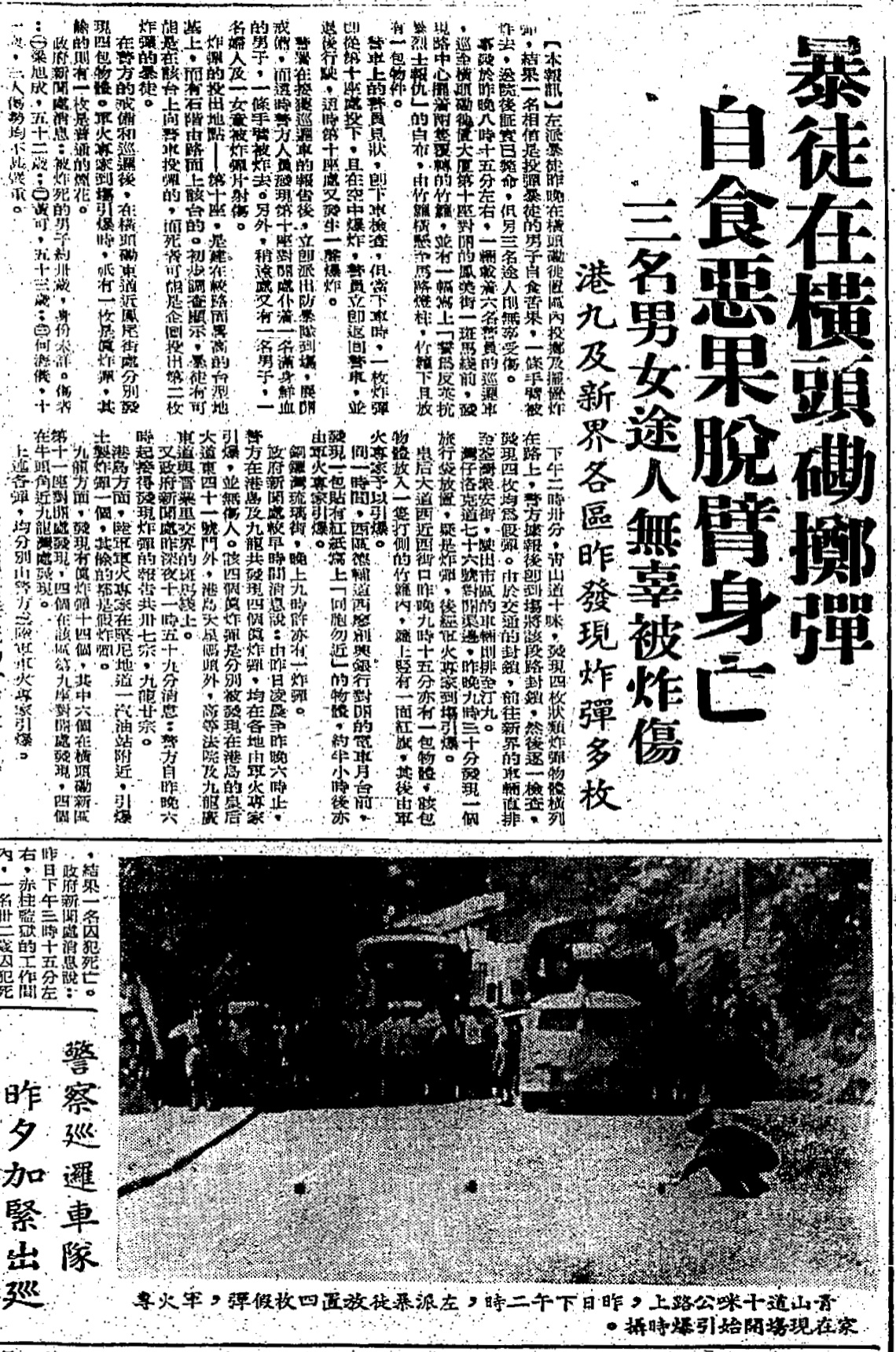
1967年10月9日有受鬥委會驅使的左派份子在橫頭磡向街上的人群投擲土製炸彈時，疑因炸彈過早爆炸，該名左派份子自炸身亡，連手臂亦被自己的炸彈炸至飛脫

港府的搜查行動未能立即遏止炸彈襲擊活動，鬥委會在8月將行動升級為大規模炸彈恐怖襲擊，恐怖份子在香港各區大量佈放真炸彈及疑似炸彈，當時在九鐵、電車、巴士、渡輪碼頭、街市、銀行及大街小巷，都被放置土制炸彈，鬥委會意圖造成社會更大恐慌，使港英政府感受更大壓力。鬥委會發動的街頭炸彈襲擊除了擾亂市民生活，導致人心惶惶外，更造成多名市民無辜死傷。
8月9日，警察逮捕长城电影公司的影星傅奇和石慧夫妇，他們在5月间以「慰问团」為名参加九龙英资青洲水泥厂外工人罢工及騷亂，又領導示威者在港督府示威及貼大字報並引發暴動，因為領導及參與暴動而被关入扣押中心。8月18日，教育司署警告9間左校，如繼續煽動暴力活動將被查封。
8月20日，北角發生清華街慘案。下午2時20分先有一枚炸彈在北角英皇道從高處擲向一輛服務中的電車，在英皇道698至700號炸傷三名年齡介乎14至58歲的男途人及店員。下午4時30分左右，在北角清華街有一對年幼小姊弟（8歲女童黃綺文、2歲男童黃兆勳）被炸彈炸死，該宗慘案在香港社會觸發公憤。
8月23日，立法局議員簡悅強要求港府修訂法例將炸彈襲擊傷害人命的罪犯處以死刑。
8月25日下午，鰂魚涌、北角、銅鑼灣先後發現多個真假炸彈，西營盤於晚上發生正街炸彈襲擊案，先有一個炸彈被放置在皇后大道西和正街交界的馬路中心，當駐港英軍軍火專家到場拆彈時，再有兩個炸彈從路口旁的樓宇被擲下，造成三名途人及兩名警員受傷，其中39歲小販鄭國佳傷重不治。
8月28日傍晚發生獅子山爆炸案，當日下午獅子山發現插有三支紅旗的懷疑爆炸品，警方通報駐港英軍派員登山檢查，軍火專家華克曼在懸崖上檢驗該可疑物品時發生爆炸，他被爆炸的衝力拋落超過61（200英尺）的懸崖下殉職。
9月1日荃灣山邊被埋下炸彈陷阱，警員黃廣來被炸至雙目失明，翌日警方在大窩口拘捕涉嫌在於過去一個月在荃灣放置多枚炸彈及造成五人受傷的疑犯葉達成及周焯佳，並起出4個炸彈，另一疑犯朱志添於9月20日被捕，同年11月23日三名被告在香港高等法院被判罪名成立，法官百里渠判處葉達成、朱志添終身監禁，周焯佳監禁5年。
9月3日發生灣仔消防局爆炸案，消防副區長簡文在灣仔消防局值班時被炸死，當日在銅鑼灣、鵝頸及灣仔不斷有左派份子放置及投擲真假炸彈，位於九龍的紅磡亦發生炸彈襲擊，當日的爆炸案共造成1死28傷。
9月24日，港督戴麟趾在英國休假三個月後返回香港。
鬥委會在7月發動炸彈戰的初期，其負責放炸彈的炸彈隊成員主要由參與罷工的左派工人組成，參與罷工的工人不用上班，工聯會代為出糧予罷工工人，在文革號召下有部分罷工工人對於自己被選為炸彈隊成員感到光榮，有在罷工期間把《毛語錄》背得滾瓜爛熟的工人更認為「要革命就要犧牲」，不認為自己在幹傷天害理的暴行，不過也有罷工工人是因為害怕失去罷工津貼，因而不敢拒絕執行上級發出的炸彈襲擊指示，負責放炸彈的工人不會獲告知炸彈的來源，其拿到的紙盒狀物品會有一定的重量，但不會獲告知在容器內的炸彈是真的還是假的，放彈者必須按照中間人的指示在指定時間內把該件物品放置在指定地點，之後看報紙或收聽電台新聞廣播才會知道其放置的物品有沒有爆炸及是否真炸彈。9月起，有越來越多左派學校的師生也參與放真假炸彈，當中有部分因放置炸彈而當場被捕獲的左校學生年紀僅有十二、三歲。
當時在市面可以販售的煙花和爆竹成為左派暴徒提取火藥製作土製炸彈的材料，左派非法份子又爆竊及打劫在石礦場及建築地盤的危險品倉庫盜取硝酸甘油炸藥及引爆器，使製作出來的炸彈有更強破壞力，還在土製炸彈中加入大量鐵釘和玻璃碎，當炸彈爆炸時便會散射出更多尖銳的碎片，從而產生更大殺傷力。為避免左派暴徒繼續輕易取得製作炸彈的材料，港府於9月5日根據緊急法頒布《一九六七年緊急措施（烟火）規則》，香港從9月8日起禁止市民燃放煙花爆竹，並限期交出已購買的相關產品，批發及零售商亦要繳出煙花爆竹的存貨。礦務處指示88間領有牌照可存放炸藥的私人危險品倉庫，將全部炸藥由礦場或地盤的私人倉庫轉移到政府倉庫保管，避免有更多高性能炸藥落入恐怖份子的手中。
因為警隊當年尚未設立專門處理爆炸品的部門，故此左派份子放置的炸彈須由駐港英軍軍械團的軍火專家拆彈，由於軍火專家難以及時處理每天多至過百個的真假炸彈，所以有警察嘗試自行移除阻塞交通的可疑物品，可是曾經發生炸彈爆炸造成死傷的事故。左派恐怖份子發動炸彈襲擊時亦曾經發生害人終害己被自己攜帶的炸彈炸死的意外，如在10月9日左派恐怖份子於橫頭磡東道與鳳美街交界處設置炸彈陣陷阱，當警察到場調查時再投擲炸彈，企圖炸死警員，但遇襲的警車及時避開，而其中一名恐怖份子向警車投擲炸彈時，炸彈提早爆炸，該名左派恐怖份子的右手手臂當場被炸飛，全身被自己的炸彈炸至遍體鱗傷，於送院途中斃命，另有三名無辜市民在這場恐襲中被炸傷，其中一人傷勢嚴重。
香港社會除了要面對左派團體連串的炸彈襲擊，由於香港在1966年秋季至1967年夏季的天氣持續乾旱，港府在1967年2月起開始分階段實施限時供水，港府從5月起向中方提出購買淡水緩解旱情，但中方一直拒絕回覆港府申購淡水的信函，面對日趨嚴峻的旱情，港府惟有進一步縮短供水時間，由每日限時供水減少至隔日供水，更於7月13日起實施每4日供水4小時的第七級制水，盡量減慢食水消耗應對斷水危機，可是《大公報》等左派媒體卻宣稱為港府故意限水刁難居民，又將節水措施稱作「政治制水」，左派團體更將當時香港緊缺的食水當作鬥爭的武器，左派工會會所故意將食水水喉接駁到污水渠蓄意虛耗食水，水務局採取行動截斷蓄意浪費食水的左派工會水錶。因為本地降雨不足及向中方購水遭拒，1967年的旱情困擾了香港大半年，直至8月中旬起因有颱風「愛莉斯」及「姫蒂」先後吹襲香港，颱風為香港帶來豐裕降雨，每4日供水4小時的第七級制水得以結束，港府宣布在8月23日起全日供水數天，8月28日港府為準備即將來臨的旱季再次執行每日供水4小時，到9月初因降雨增加及有若干水塘滿溢，水塘的儲水量達標，港府宣布在9月6日起恢復全日供水，同時呼籲市民仍要節約用水。9月26日，港府為提防中方不履約供水及確保香港的淡水存量能夠渡過整個旱季，故此再度實施每日供水4小時。10月1日上午10時，中方恢復供應東江水，港府表示全日供水將可維持至下年春季，但強調即使中方恢復供水，港府也絕不會對港共搗亂份子讓步。

### 火燒英國駐華代辦處
自6月起左派的三家小型報社《香港夜報》、《田豐日報》和《新午報》連續刊登多篇煽動文字、鼓吹炸彈襲擊及發放假新聞，意圖製造社會恐慌。警方在8月9日凌晨以違反《煽動條例》拘捕《香港夜報》社長兼《新午報》督印人胡棣周，《田豐日報》社長兼總編輯潘懷偉及督印人陳艷娟，及承印這三份報章的南昌印刷公司董事長李少雄及持牌人翟暖暉。
8月10日，中央裁判司署開庭首次審理《香港夜報》、《田豐日報》及《新午報》有五人被拘捕的案件時，律政司表示根據《出版條例》有權申請禁制令禁止涉案的三家報社在案件正式開審前繼續出版，現時先向三家報社發出警告，不要求法庭立即頒令停刊，法官在庭上對三家報社予以警告，可是這三家報社無視警告持續刊登煽動文字，律政司正式向法庭申請停刊禁令，法庭於8月17日頒令這三家報社停刊6個月。此外，新華社記者薛平在7月11日被指煽動騷亂而被警方拘捕；8月15日，警方拘捕多兩名新华社记者，又拘捕《文汇报》与《大公报》的三名记者。
1967年8月20日下午中国外交部向英国政府提出限时照会，以最後通牒要求英國政府下令香港政府於48小时内取消对三家左派報館的出版禁令及释放19名被关押的左派記者，否则一切后果由英方负责，并在报纸上公布。港府沒有回應中方要求，8月22日中國政府發出的最後通牒期限屆滿，英國駐北京代辦處被紅衛兵衝擊及縱火，英國駐華臨時代辦唐納德·霍普森遭红卫兵包圍及殴打至頭破血流。後來有公安人員介入，被紅衛兵圍困的英方外交人員獲護送離開及安置在北京使館區的其他歐洲國家使館及代表處，但被中國政府禁止離開北京。8月23日凌晨，中國總理周恩來緊急召見外事口的造反派组织代表强烈谴责衝擊英國駐華代辦處的行為。
中國政府為報復香港法院在1967年7月19日判處新华社记者薛平入獄2年，在1967年7月21日以「間諜罪」將英國籍的路透社駐北京記者安東尼·格雷軟禁在北京住處的地下室。香港法院繼續審理涉及左派報社負責人及記者的案件，9月4日至7日《香港夜報》、《田豐日報》和《新午報》的五名主要負責人及承印人被判入獄3年，10月4日《大公報》記者黃澤被判入獄5年。
1968年4月12日，英國駐華代辦霍普森首次獲准探訪被軟禁的英籍記者格雷。被迫滯留北京的英國駐華代辦霍普森在1968年8月14日終於獲得中國政府發出離境許可，從中國北京飛抵香港，記者格雷則被中國政府扣留至1969年10月4日才獲得釋放。1971年3月2日，周恩來接见英國駐華代辦約翰·譚森（John Denson）时就紅衛兵焚毀代辦處的事件向英國政府正式道歉。

### 清華街慘案及林彬被燒死

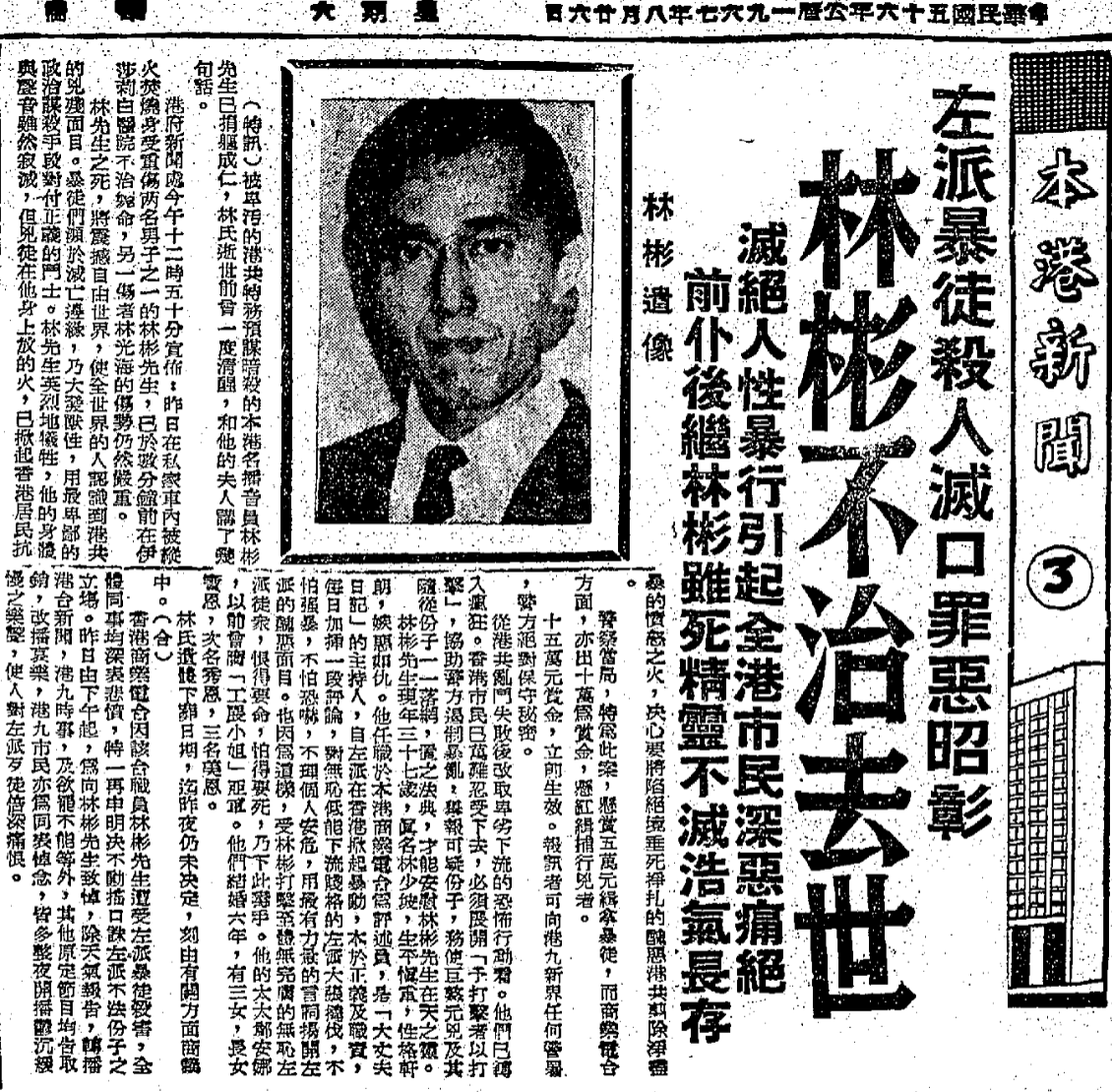
《華僑日報》在8月26日報道林彬被左派暴徒縱火襲擊，搶救無效逝世，並表示這宗左派恐襲令全香港市民憤慨

香港商業電台節目主持人林彬多次在廣播節目批評鬥委會暴行，譴責左派份子在香港各區放置炸彈傷害無辜。1967年8月20日下午發生清華街爆炸案，八歲女童黃綺文與她年僅兩歲的弟弟黃兆勳在北角清華街遊玩期間一同被炸彈炸死，該宗慘案震驚香港社會，林彬其後在其主講的商業電台節目《欲罷不能》抨擊鬥委會「喪盡天良」且不得民心，又以「野獸行為」痛斥左派炸死兒童的恐怖活動，並且以“无耻无良无能污秽邋遢下流贱格的港共分子”譏諷左派暴徒。在香港具有中共機關報角色的左派報紙《大公報》及《文匯報》都沒有報導清華街有兩名兒童被暴徒炸死的消息，卻發文揚言對林彬不利，《文匯報》更在文中將林彬的名字以諧音改為「臨殯」。
8月24日早上，林彬駕車載同堂弟林光海從窩打老道山寓所返回商台上班時遭到暗殺，喬裝成修路工人的左派兇徒在文福道和文運道交界的路口假裝指揮交通，先將林彬的座駕截停，再由同夥向車內潑汽油及縱火，林彬兄弟被燒至重傷。林彬在救護車上一度甦醒，並且向妻子大喊：「左仔害死我咯！」林彬和林光海先後於8月25日及29日在伊利沙伯醫院傷重不治。
林彬和堂弟被燒殺的當天中午，左派媒體《新晚報》即刊出「地下鋤奸突擊隊」司令部發表公告，指事件是「向林逆作出民族紀律的處分，嚴厲懲罰，以示儆戒」。宣布林彬四大罪状：
1. 通过电台散播仇视伟大祖国的言论；
2. 勾结美英帝国主义，投靠蒋邦；
3. 为港英推行奴化教育鸣锣开道；
4. 污蔑爱国同胞是暴徒为港英当局的血腥镇压歌功颂德。

由於1967年的香港不但沒有手機，亦未有傳呼機，就連固網電話也不多，當年的新聞科技由編採、寫稿、排版至印刷在報紙上實體發行的連串工序並不可能在3小時左右完成，《新晚報》卻於當日中午便印刷好實體報紙在市面發行，以半版篇幅鉅細無遺描述在上午近9時「突擊隊」燒殺林彬的經過，並且附上「突擊隊司令部」公告及其「四大罪狀」，故此社會輿論認為左派團體是早有預謀及計劃好殺害林彬。《大公報》在林彬遇害翌日以「地下突擊隊鋤奸 敗類林彬受重傷」為題，譴責他為「對於愛國同胞極盡污辱誣蔑之能事」、對殖民地政府「認賊作父」。該報又稱呼林彬為「林逆」，細數其「罪狀」，「此人一向在反華宣傳中充當爛頭蟀角色......他天天叫囂，用盡無恥無良低能邋遢下流賤格的語言，把祖國的革命群眾稱為暴民。」林彬被殺後，左派除了以匿名謾罵林彬為「民族敗類，港英走狗」；還恐嚇稱會繼續「制裁其他敗類」。
殺害林彬的兇徒仍然逍遙法外，林彬的妻女由中華民國政府接往台灣居住，中華民國總統蔣介石在1968年8月發出總統令褒揚林彬，林彬兄弟的靈位入祀忠烈祠。

### 暗殺名單及金庸避走新加坡

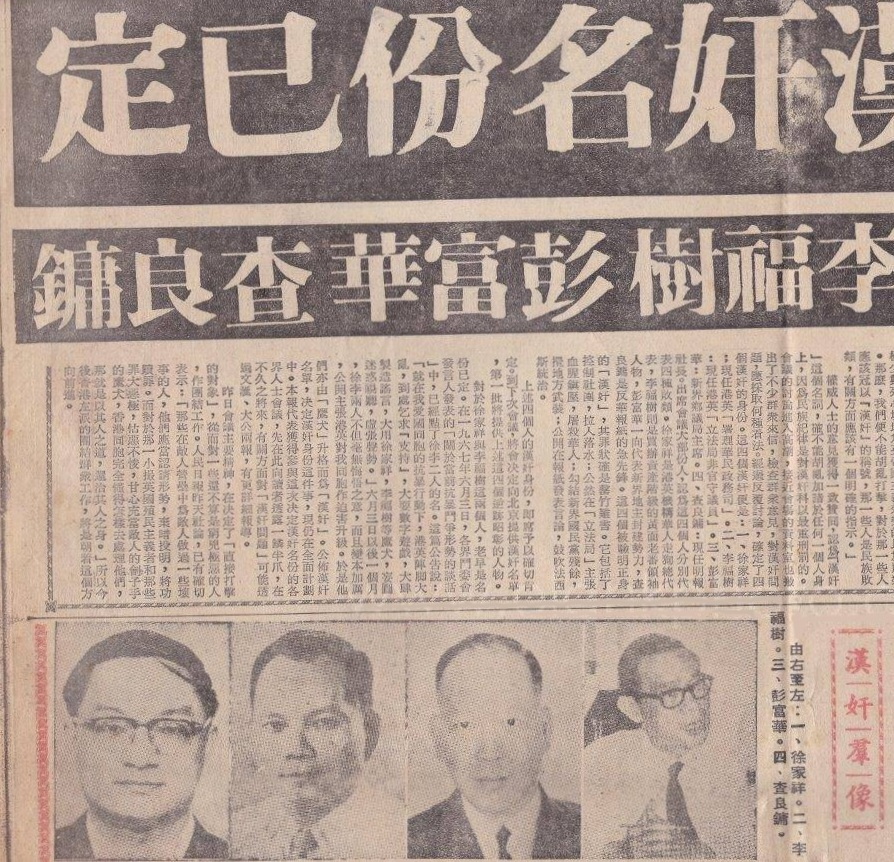
《香港夜報》在1967年7月7日刊登「漢奸群像」，圖左起的查良鏞（金庸）、彭富華、李福樹、徐家祥，大篇幅宣稱這四人已被中共當局列入首批漢奸名單，將要被執行「民族紀律」的最重刑罰

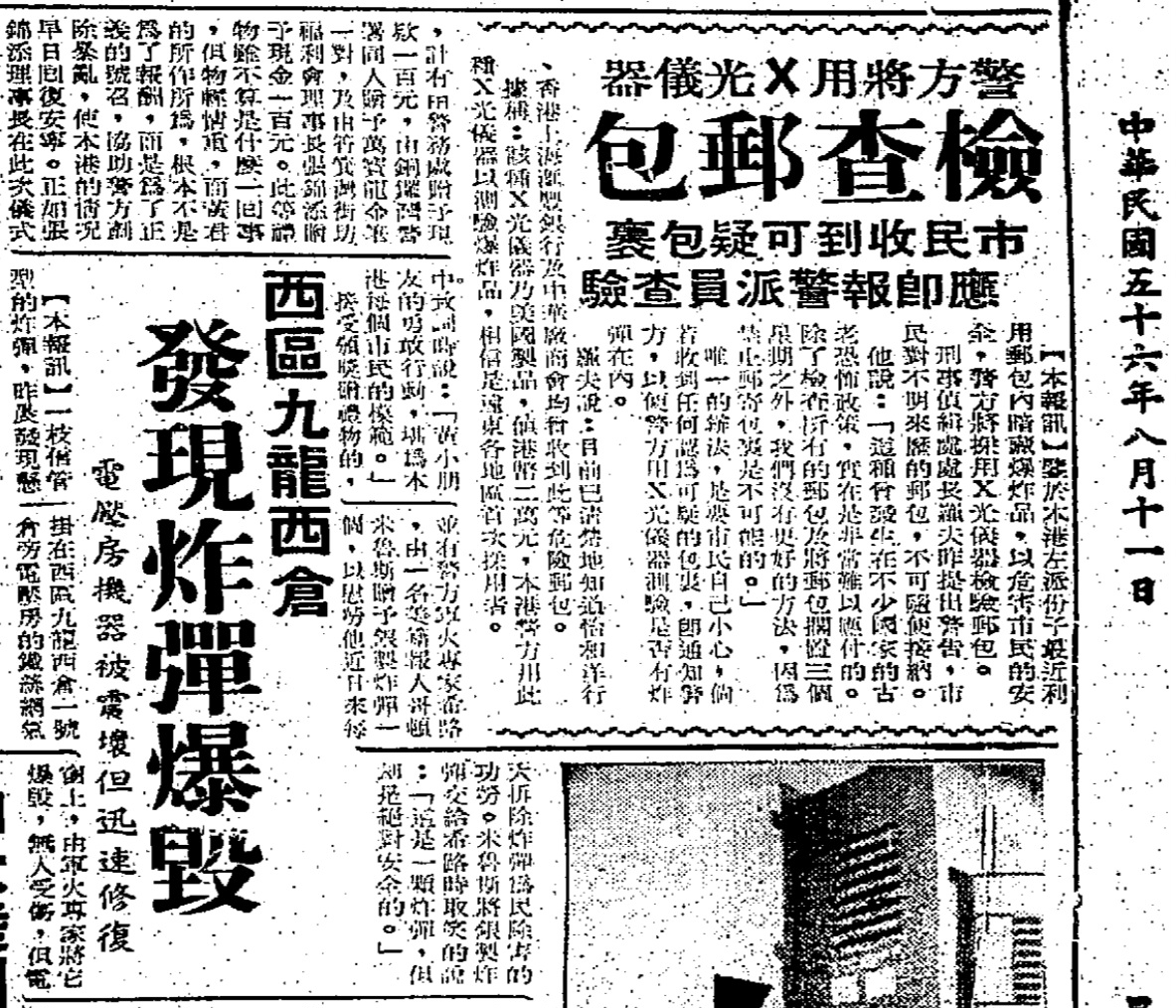
由於左派份子利用郵包發動炸彈襲擊，包括匯豐銀行、怡和洋行、中華廠商會均收到藏有爆炸品的郵包，香港警方在1967年8月宣布將啟用從美國購入的X光機查找郵包炸彈，同時呼籲市民切勿接納來歷不明的郵包，如對郵包的內藏物有懷疑，應聯絡警方協助檢查

《明報》社長查良鏞（金庸）自左派暴動在5月發生後一直支持港府平亂，並且在報章發文抨擊中國文化大革命及左派搗亂香港，親中共組織將金庸稱為“汉奸”、“走狗”、“卖国贼”及“豺狼镛”等等，不斷诅咒及辱骂 ，由左派社團經營的一家國貨公司於橱窗的顯眼位置擺放“十大汉奸”宣傳品，金庸被列为“头号汉奸”，谑称“豺狼镛”，且图文并茂。《香港夜報》等左派媒體在7月7日刊登已被中共當局列為「漢奸」的首批四人名單，在「漢奸」名單內的《明報》社長查良鏞等人將會被執行「民族紀律」的最高刑罰。
林彬在8月24日被杀害后，查良鏞被親共份子列入六人暗殺名單中的第二位，另外五人分別是立法局議員李福樹及簡悅強、署理華民政務司徐家祥、新界鄉議局主席彭富華及《真報》社長陸海安，查良鏞的住所其後收到郵包炸彈，查宅發覺郵包的來歷可疑，遂通報警方由軍火專家檢查及將炸彈拆除。查良鏞在暗殺威脅下帶同家人到新加坡躲避，因為先前查良鏞在1967年3月與斧標驅風油創辦人梁潤之在新加坡聯合創辦《新明日报》，所以查留在新加坡期間在《新明日报》上班。
查良鏞前往新加坡後，香港的报社业务由沈宝新负责，编务由总编辑梁小中主持，社评由梁小中、胡菊人执笔。查良鏞離港期間，承印《明報》的建明印刷廠曾經被捣乱，又有數百名左派暴徒闖入當時《明報》編輯部所在的北角英皇道南康大厦（已於1995年重建為科匯中心），不過《明報》早已將門口的招牌及標示辦公室位置的指示牌全部移除，並且重門深鎖，左派暴徒在大廈內花了半小時都找不到《明報》編輯部，及後警察趕到，《明報》辦公室才避過燒砸之災。查良鏞在暴動被平息後返港，並接受港府保護至1970年代末。

### 炸彈浪潮持續

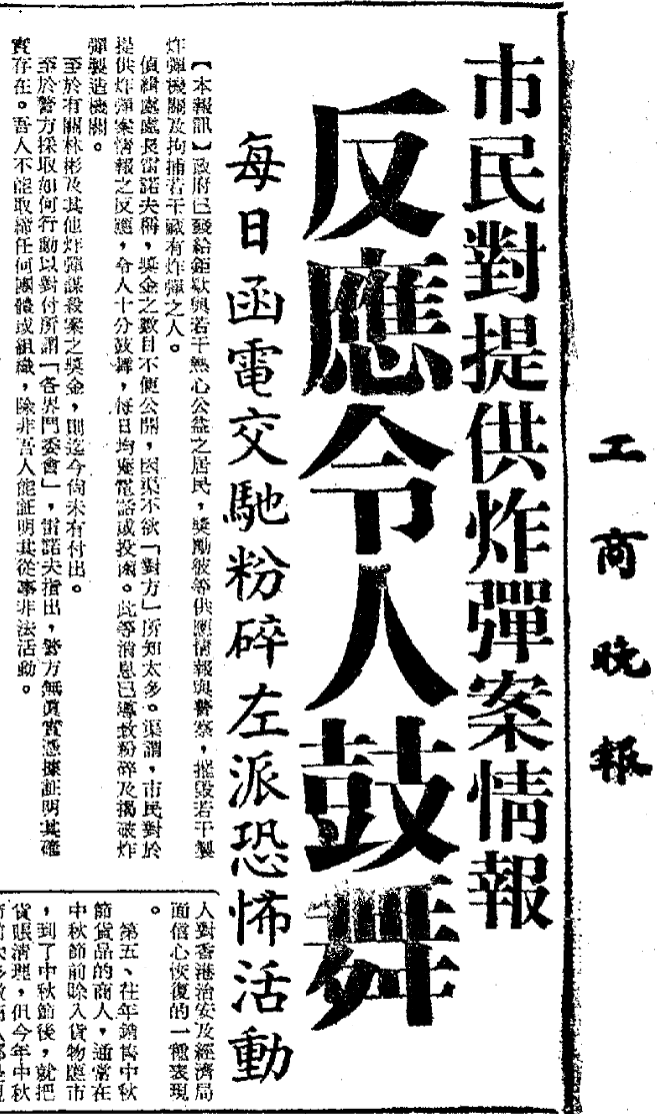
《工商晚報》在1967年9月16日報導香港市民響應警方呼籲，積極提供非法製作爆炸品的消息及藏有炸彈的情報，合力粉碎左派恐怖活動，左派有部分製作炸彈的機關是因為熱心市民提供的消息而成功被搗破，警方對此感到十分鼓舞

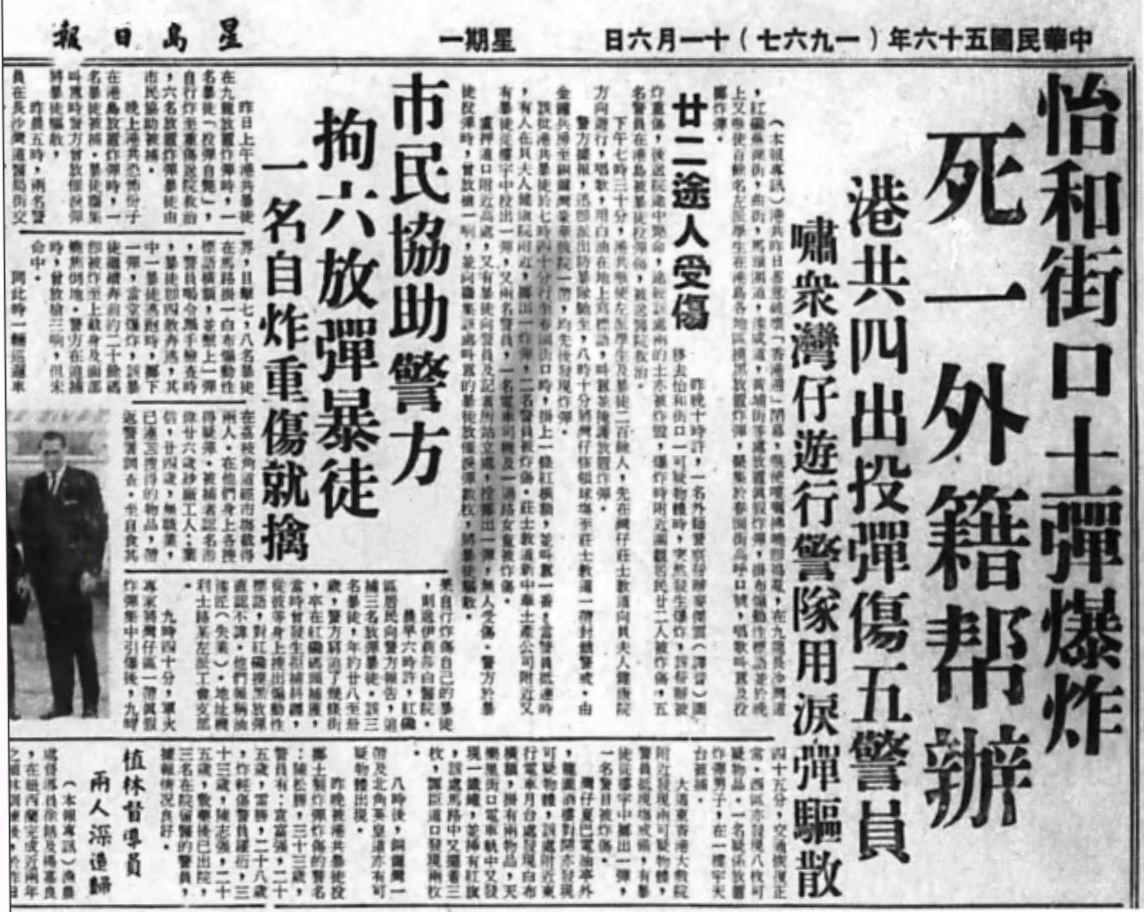
《星島日報》在1967年11月6日報導港共恐怖份子昨日在香港島多處發動炸彈襲擊，銅鑼灣怡和街炸彈爆炸有1名督察被炸死、22位市民受傷，灣仔有5名警察被投擲炸彈受傷，另一則標題報導香港市民發揮警民合作的精神，協助警方擒拿6個投放土製炸彈的港共暴徒，其中1個暴徒是被自己的炸彈炸傷就擒

8月26日，《大公報》記者黃澤在中環示威集會時被捕。
左派組織在7月發起的炸彈襲擊浪潮到10月有惡化趨勢。10月13日，灣仔在3小時內發生灣仔告士打道爆炸案及莊士敦道炸彈襲擊電車案，同為19歲的一名警察及一名中學生遭炸彈炸死。同日，聯邦事務部次官石寶德勳爵抵達香港訪問8天，左派份子將炸彈恐襲升級，又驅使左派學校的師生在鄰近啟德機場的九龍城各主要道路放置炸彈，在石寶德訪港期間發現的真假炸彈超過600枚。港督戴麟趾與石寶德勳爵會面期間曾經討論應否將放置炸彈傷害人命的恐怖份子判處死刑，不過石寶德在10月20日表示暫未見必須將放炸彈的犯人處以死刑。
同年10月底，香港政府為提振市民的信心及加強社會凝聚力，於10月30日舉辦為期七天的「香港週」推廣「香港人用香港貨」及振興香港工商業，此舉被認為是抗衡左派親中共的十一國慶及右派親國民黨的雙十國慶，在「香港週」舉行期間左派份子發動多宗炸彈襲擊。
11月5日是「香港週」的最後一天，當晚銅鑼灣發生造成1死22傷的怡和街爆炸案。警務處交通部高級督察麥基雲在銅鑼灣怡和街將一個阻塞道路的可疑旅行袋移到路旁，再蹲下檢查旅行袋時，收藏在袋內的炸彈發生爆炸，麥基雲被炸斷手腳當場死亡，另有22人被炸傷。
11月7日，庇利羅士女子中學10多名女生在校內籌款被捕。
11月8日，旺角荔枝角道炸彈爆炸有三名無辜市民被炸死，當中一名死者是10歲女童，另有一名12歲男童因眼球被炸彈碎片擊破致右眼永久失明，放置炸彈的兇徒羅水欣亦被自己的炸彈炸傷。

### 暴動終被平息
11月15日，鬥委任意之及廖一原被警方拘捕。

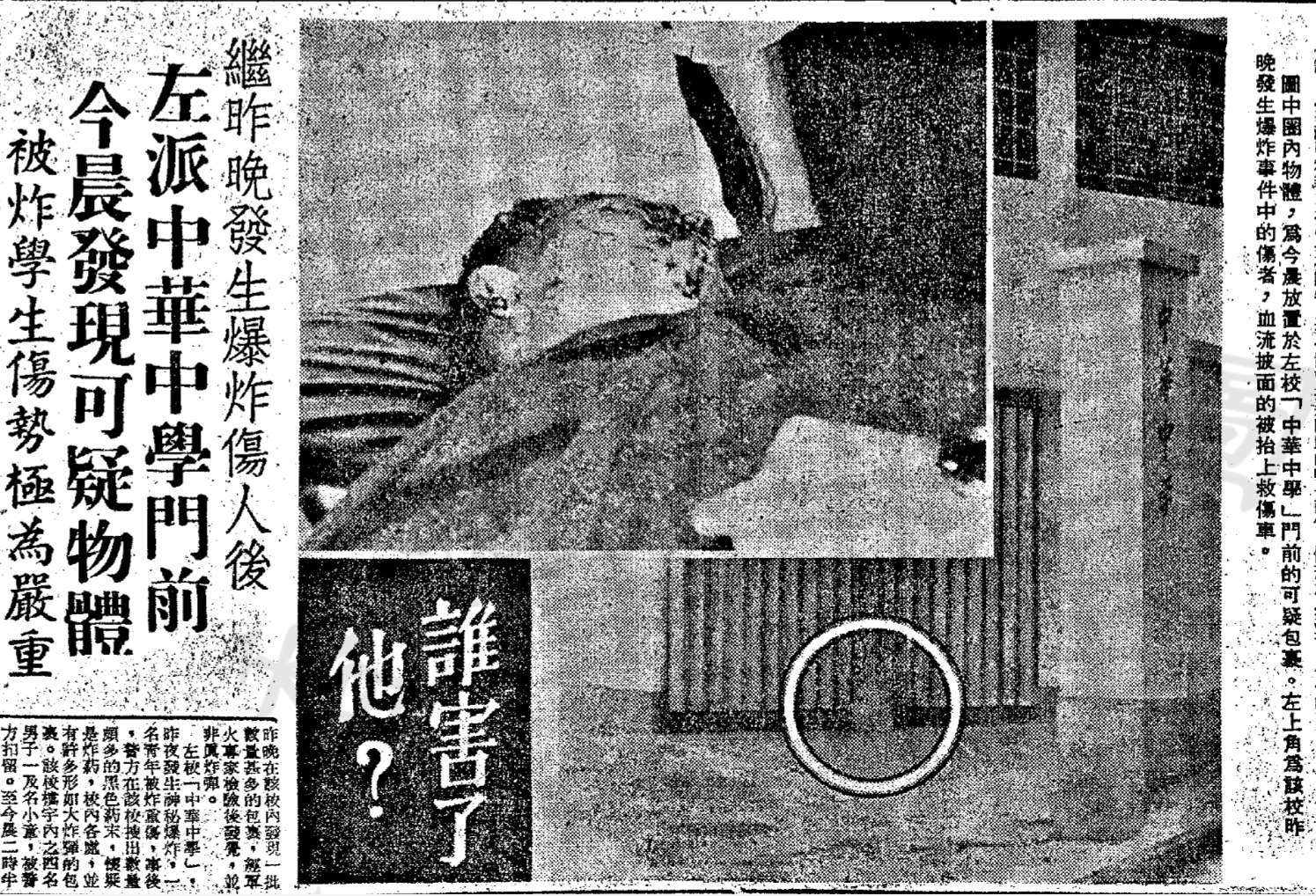
《工商晚報》在1967年11月28日報導昨晚中華中學有學生在校內六樓的實驗室協助左派暴徒製作炸彈時發生意外爆炸重傷，並刊出新聞圖片（左上角）報導該名遭自己的炸彈炸至血流披面的中華中學學生被抬上救護車，在右下角的圖片以圓圈標示中華中學的正門放有可疑物品

11月下旬，鬥委會及左派工會開始未能向參與炸彈行動組的罷工工人發放罷工生活費，而被選中需要參加炸彈行動組的左派罷工工人，原本每次放置真假炸彈後可獲額外發放炸彈行動費，然而在曠日持久的鬥爭下，鬥委會因財源枯竭而未能依時向炸彈隊成員支付鬥爭費，左派團體又因鬥爭路線之爭而內鬨，左派策動的炸彈襲擊行動越趨失控，連左派學校的校園及左派機構的門口也出現真假炸彈，炸彈浪潮波及左派自身，但暴徒仍然繼續利用左派開辦的學校製造炸彈。
11月27日晚上，位於中西區卑利街的中華中學發生炸彈爆炸，該校的18歲學生蕭偉文在校內六樓的實驗室協助港共暴徒製作炸彈時意外爆炸，蕭姓學生把自己的左手炸斷，重傷昏迷，警方到場後拘捕另外5名男子，並且在校內起出一批炸藥及硫磺、硝酸鉀、氯酸鉀等炸藥原料。由於事態嚴重，教育司署在11月28日宣布即時封閉中華中學至翌年8月15日，該校學生的家長可聯絡教育司署安排子女轉校，警方則搜查多間左派學校，撿獲大批武器及爆炸品，過程中需召喚軍火專家將撿獲的炸彈引爆，其中在旺角勞工子弟學校有108名師生被帶走協助調查。
12月2日，中華中學校長兼鬥委黃祖芬被警方政治部探員拘捕，與若干被捕鬥委成員一同羈留於域多利道扣押中心。
12月11日，受到鬥委會操控簡稱「摩總」的工聯會屬會「摩托車業職工總會」大幅削減罷工補助費達六成，大批被號召參與罷工的左派的士司機因補助費已無法應付生活在「摩總」聚集抗議，「摩總」在左派司機施壓下准許會員復工。
港府宣布每年一度的工展會不會因為左派非法份子的炸彈威脅而停辦，第25屆「銀禧工展會」如期於1967年12月5日開幕，為期36天的工展會在展銷攤位及文娛活動的規模均比以往盛大，左派媒體批評港府仍要搞工展會只是為了粉飾太平，左派暴徒則恐嚇將會發動更多炸彈襲擊，由於多個月以來左派發動的暴力恐怖襲擊不斷造成無辜市民死傷，左派人士在香港社會被邊緣化並陷入孤立，社會主流輿論普遍支持港府強硬對付鬥委會等左派暴力團體，香港市民對左派組織及在背後支持這場暴動的中共產生的厭惡亦日益加深。1967年12月中旬，時任中國總理周恩來要求香港的左派團體停止炸彈襲擊浪潮，持續8個月的左派暴亂遂漸告平息。

### 港督延任及特赦罪犯

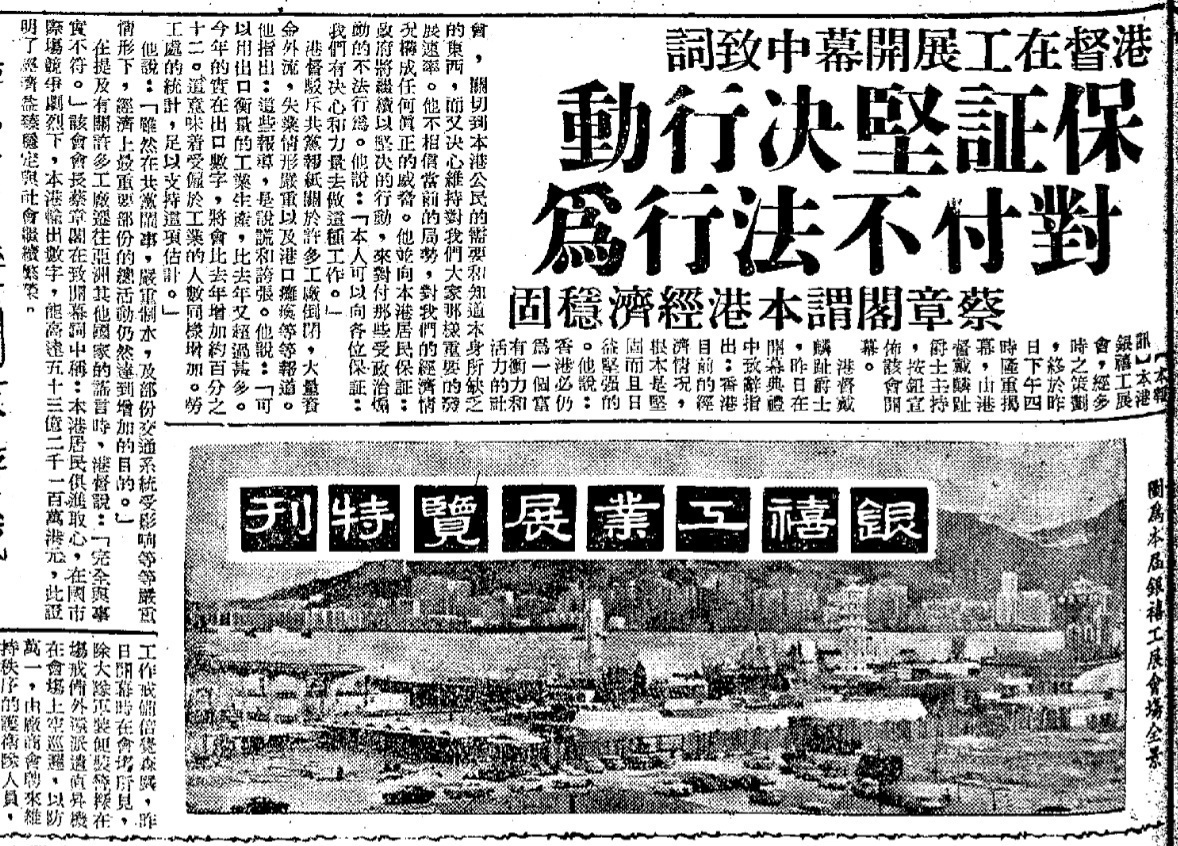
《工商晚報》在1967年12月6日報導港督戴麟趾於昨日下午主持第25屆銀禧工展會開幕典禮時致辭，戴麟趾表示香港今年面對很多困難，包括共黨鬧事、嚴重制水、交通受到嚴重擾亂等等，但是香港的經濟活動依然增加，香港仍是一個有衝勁及活力的社會，在激烈的國際競爭下，香港今年的工業出口保持增長，工業生產增加，聘請了更多工人，足見香港的堅固及日益堅強，對於那些由政治煽動的不法行為，戴麟趾向香港市民保證港府有決心、有能力應付

港督戴麟趾的任期原定於1969年4月屆滿，英國政府在1968年8月宣布延長戴麟趾的任期至1970年4月，戴麟趾其後於1969年及1970年再獲留任，至1971年10月才結束共7年半的港督任期返回英國，並由麥理浩接任港督一職。
左派發起暴動期間有大量左派工人因為罷工而被雇主開除，隨著左派鬥爭失敗，鬥委會從中國當局及香港親共工商機構獲得的鬥爭經費亦已耗盡，不但無力資助左派工人繼續罷工，維持大量失業工人的生計也成為以工聯會為首的左派團體急需解決的問題，1968年4月左派報章已將重點由鬥爭轉移為「復轉改」，亦即推動左派工人復工、轉工或改行，由於左派工人的原有崗位在罷工期間很多都已被非左派的求職者替補，所以大部分左派工人只能改行，也反映左派團體在暴動初期發起的經濟戰在1968年隨鬥爭失敗而消亡。
1968年8月14日，因學生在校內協助左派暴徒製作土製炸彈而發生爆炸事故的中華中學，其學校註冊被教育司署取消，不能在勒令封閉期於當月屆滿後復課。1968年8月28日，原本抵制香港考試的5間左派學校向教育司署申請參加1969年度香港中學會考。
1969年9月5日，香港政府特赦在六七暴動中被法庭判處監禁的部分犯人，有13名囚犯獲縮短刑期，最後一名被囚的左報記者黃澤於10月2日出獄。1973年，時任港督麥理浩進一步特赦六七暴動的罪犯，包括於1967年11月8日在荔枝角道放置炸彈導致3死36傷被判監禁12年的爆炸案罪犯羅水欣；於1967年8月4日在荃灣沙咀道電話亭及荃灣山邊等地方放置炸彈導致5人受傷，當中1名警察嚴重受傷，並且被搜出藏有4個炸彈，因而被判處終身監禁的爆炸案罪犯葉達成、朱志添，這3名參與炸彈襲擊恐怖活動的犯人也於1973年獲假釋出獄。因謀殺警員李觀生被判死刑的何樹祥，則獲港督赦免死刑及改為監禁25年。

## 結果及影響

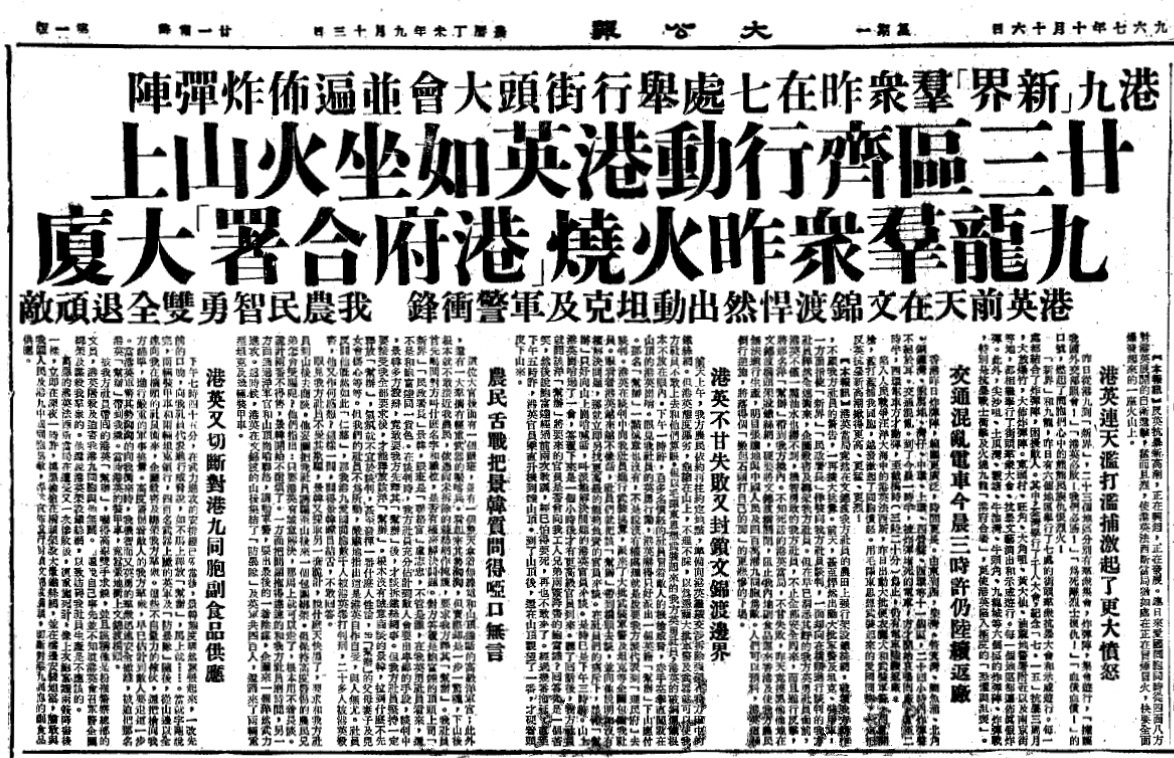
《大公報》在1967年10月16日向其讀者匯報昨日在九龍有「抗暴戰士」衝擊並火燒香港政府合署大樓，群眾又在港九新界各區大量佈置炸彈陣，街頭巷尾不斷有炸彈爆炸聲，全香港交通陷入大混亂，需要每日例行檢修的香港電車到今日凌晨3時仍在排隊等候返回車廠，愛國同胞四面八方的「自衛反擊」行動，使得港英政府猶如坐在正在冒火及快將全面爆發的一座火山上

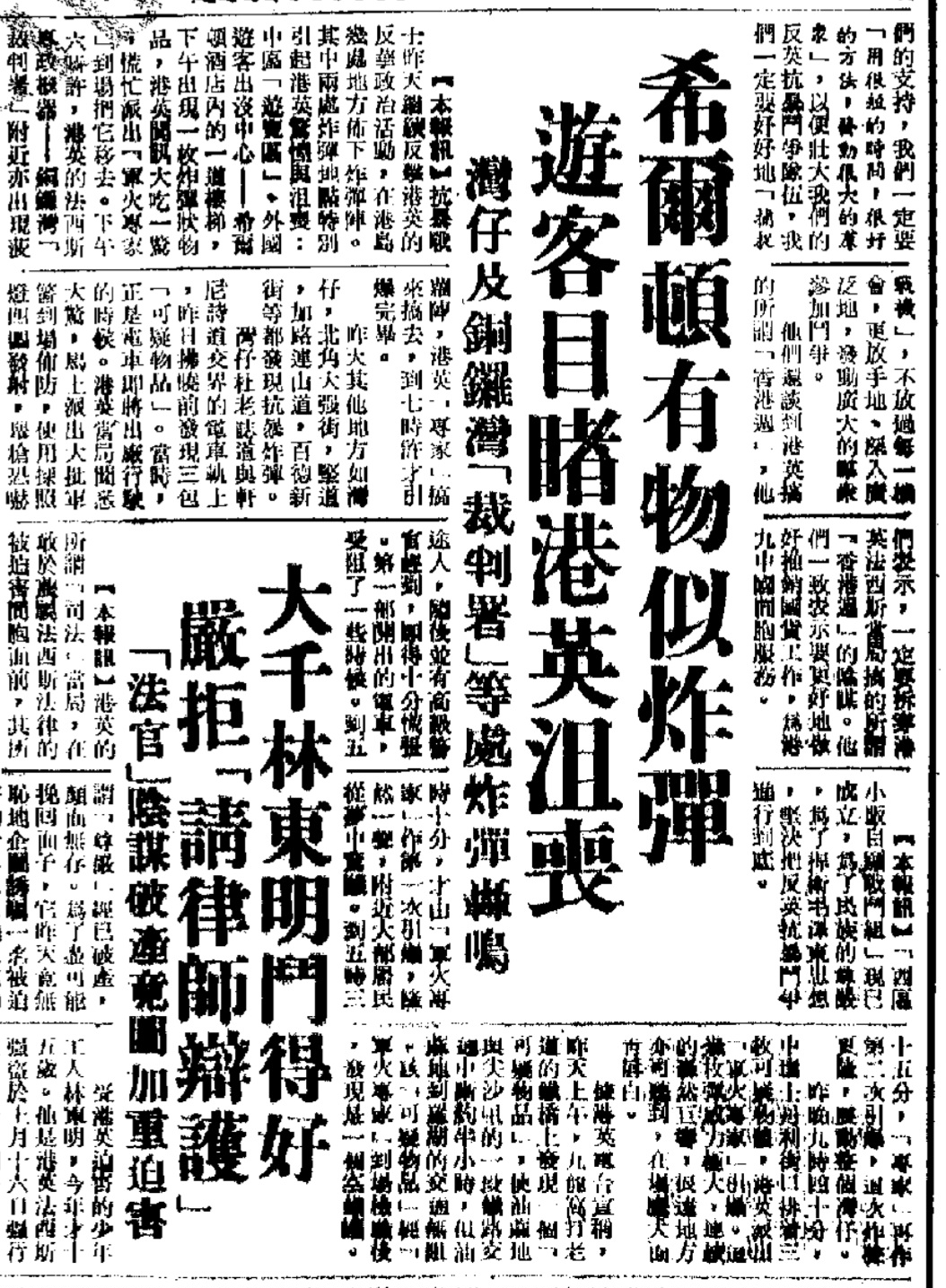
《大公報》在1967年11月1日向其讀者匯報「抗暴戰士」昨日繼續在香港島多處佈下炸彈陣，拂曉時分因為發現三包「可疑物品」被放置在灣仔杜老誌道和軒尼詩道的電車軌上，在早上服務的電車無法準時由銅鑼灣電車廠開出，警方慌惶出動探照燈四處搜尋，「軍火專家」引爆「物品」的巨響震動整個灣仔區，位於中環旅遊區的希爾頓酒店在下午發現炸彈狀物品，港英政府慌忙出動「軍火專家」移除，下午6時香港司法機構銅鑼灣裁判司署出現「菠蘿陣」，「軍火專家」要到7時許才處理完畢，昨日在北角大強街、銅鑼灣加路連山道、百德新街、中環士丹利街、堅道等地都有「抗暴」炸彈，使得港英政府驚惶沮喪

根據統計，六七暴動造成最少51人死亡，當中包括10名警務人員，1名消防員及1名駐港英軍拆彈專家殉職，包括212名警務人員在內有832人受傷，有2,077人被定罪。暴動期間的5月至12月共發現8,074個真假炸彈，當中1,167枚为真炸彈。

### 經濟損失
六七暴動造成香港經濟嚴重損失，港九部分地區曾經實施宵禁，市民夜生活的消費減少，雖然自6月中起左派示威集會的規模每況愈下，不過暴力程度卻不斷升級，影響市民消費信心，鬥委會在7月發起造成多名無辜市民喪生的炸彈浪潮，恐怖主義的可怕氣氛籠罩香港，有許多炸彈是被放置在車站、碼頭、市場、銀行、學校及遊樂場等民生設施，又有爆炸品是由路旁的大廈從高處被擲下，當時市民連日常上班上學都會有強烈的不安感，擔心自己成為左派炸彈襲擊的下一個遇害者，有部分較富裕的家庭變賣資產移居海外，導致香港出現於二戰後的第一波移民潮，貨物運輸及工業生產受阻，廠商接單困難，繼而貿易萎縮，對當時以工業製品出口主導的香港經濟造成不小影響，8月20日起不足十天內發生清華街慘案、林彬命案、西營盤爆炸案及獅子山爆炸案等左派襲擊命案，金融市場一度出現恐慌，引發六七股災，恆生指數在1967年8月31日下跌至58.61點的歷史最低收市點數，物業價格亦一度急挫，六七暴動期間在香港的中資銀行更發生擠提。
縱使鬥委會企圖通過破壞香港經濟迫使港府屈服，但由於左派發起的暴動未有得到普羅大眾的支持，即使左派利用炸彈襲擊製造社會恐慌，香港社會各界依然盡力維持社會經濟的運作，港府在1967至1968年度仍錄得1.3億港元的財政盈餘，比上一個年度還多。另一方面，六七暴動的連串炸彈恐襲造成房地產價格大幅下挫，卻成為眼光獨到的商人建立起“地產王國”的契機，商人李嘉诚、郭得胜、李兆基及郑裕彤均認為左派份子為響應文革而在香港發起動亂不得民心，看好港府最終能平息這場左派暴動，於是趁六七暴動的房地產低位买入大筆資產。李嘉诚在香港島北角购地兴建一座高12层的工业大厦，起名“长江大厦”，從而將長江塑膠廠轉型發展成為大型地產企業。李兆基與郭得勝合夥成立的新鴻基企業趁低位買入大量地皮，郑裕彤联同其好友杨志云等逆势大量购入地产物业。隨著進行炸彈襲擊的左派團體被香港大眾市民孤立，暴動於同年12月被港府基本平息，香港經濟恢復快速增長，這四位商人经过此次投资的积累，使他们变成了香港地产界的“四大天王”。

### 白牌車與公共小巴政策
六七暴動期間，專營巴士及電車經常受到左派人士襲擊，雖然巴士司機普遍沒有響應左派團體發起的罷工，但巴士及巴士總站屢遭縱火，很多巴士路線被迫中斷或縮減服務。巴士公司及電車公司於6月起陸續為旗下車輛的駕駛席玻璃窗加裝鐵網，避免車長在駕車期間遭左派暴徒投擲的硬物擊傷。左派組織在7月起接連使用土製炸彈襲擊巴士和電車，並且造成乘客死傷。由於專營巴士的行車路線和班次較為固定，和電車一樣容易受到左派份子攔截及襲擊，在此期間，通過非法載客以賺取車資的白牌車卻因為路線靈活，可以避開發現炸彈或發生襲擊而交通擠塞的道路，在暴動期間發揮了輔助維持公共交通的作用，港府亦放寬執法，暫時容許白牌車駛入市區載客，當時使用9座位客貨車作為俗稱「九人車」的白牌車一度大行其道。六七暴動在11月接近尾聲，公共交通已見復常，白牌車需要退出市區，港府於平息六七暴動後強調經營白牌車是非法行為，的士業界亦反對將白牌車合法化，不過民意認為應讓市民有更多交通工具的選擇，港府經檢討後同意白牌車可作為輔助專營巴士服務的角色，促成在1969年設立小巴發牌制度，符合條件及取得客運登記證的白牌車成為後來的「紅色小巴」，港府之後又在原有的專營巴士制度以外設立路線招標制度，從而產生「綠色小巴」，公共小巴由此成為香港公共交通的組成部分。

### 港府提升社會凝聚力
港英政府雖然在1960年代初已開始著手改善勞工及社會福利，戴麟趾在1964年上任港督之時適逢英國工黨哈羅德·威爾遜政府上台，促成港府制定強制假期等勞工政策，但當時遭到商家既得利益者，尤其是僱用大量製造業勞工的華資廠商，以營運成本大增及削弱香港產品競爭力等理由大力反對，六六騷亂及六七暴動後，港府認為有充分理由排除工商界的阻力，落實修訂勞工法例，加強對勞工的保障。為改善與市民在地區層面上的溝通，進行首次地方行政改革，包括於1968年成立民政處（即後來的民政事務總署），又於同年成立鄰舍輔導會和香港公益金等組織，並且舉行百萬行等活動提倡互助精神。港府經檢討後在1970年代在教育、醫療、廉政及房屋等多方面進行改革。在六六騷亂及六七暴動的調查及檢討中留意到青少年在空閒時間因為缺乏有益身心的康樂活動可供參與，容易被鬥委會及三合會等非法組織招攬從事不法活動，故此港府在社區大量增加文娛和康樂活動，又增建球場、運動場及游泳池等康體設施。港府為解決青少年問題，由漁農處（現漁農自然護理署）在1968年7月開設林務營，又於1971年試行在城門水塘設立公共燒烤場及露營地點，及後建立第一批郊野公園。港府在1969年12月舉辦第一屆香港節，除了舉行各式體育競技及巡遊表演，推廣各種文娛及康樂活動，也藉此加強香港社會的凝聚力，尤其是青年人對香港的向心力。

### 促成香港人身份認同
1945年香港重光後中國大陸便發生內戰，大量原中國大陸居民逃到香港躲避，香港人口由1945年的60萬急增至1950年超過200萬，1950年代中國續有三反五反運動、反右運動、三年大饑荒等事件，到香港避難的人數續增，1960年代中期香港人口達到400萬人，房屋、教育及醫療都追不上需求，造成不少社會問題。除此之外，來到香港的居民有部分原是國民黨人員，也有中共人員滲透香港，左右兩派在港人員為爭取群眾支持及打擊敵對派系的活動，造成民眾對立。當年有不少來新港的中國居民是根據其原鄉及方言而聚居，日常交流也以同鄉為主。
因為最初抵港的中國難民普遍只將香港當作暫居地，當原居地的局勢緩和後便會回去，港英政府也認為因中國戰亂和動亂來到香港的難民遲早會離開，所以沒有為他們提供長期居所，大量原中國居民只能在山邊搭建寮屋棲身，其後發生石硤尾大火等嚴重火災有大量災民失去居所，港府也僅是建造設施簡陋的徙置區安置。此外，英國人雖於香港重光後消除所有被認為帶有歧視華人的法例，然而在行政、招聘和薪資上仍可看出與族群平等尚有不小差距，縱使戰後的香港沒有爆發種族衝突，但作為統治者的英籍歐裔人和被統治的一般華人仍有不小隔膜，加上貧富差距、勞資糾紛等問題，使得左派認為可伺機發起對抗殖民地政府的鬥爭，惟當時受到中共支持的香港左派在六七暴動中卻採取炸彈襲擊等恐怖主義的手段，接連造成無辜市民死傷，導致香港市民厭惡左派，也對中共失去信心甚至感到可怕，並認為生活在英國統治下的香港雖不算富足及平等，但已經比中國大陸安穩得多，於戰後逃難到香港的原中國大陸居民遂擺脫以往的「過客」心態，並且視香港為值得珍惜和落地生根的一塊樂土。
另一方面港英政府認為，湧入香港的原中國大陸居民很容易受到中共或國民黨的號召而參與顛覆殖民地政府的活動，所以當年作為統治者的英國人對廣大華人缺乏信任，亦懷疑華人領袖的忠誠，在左派發起騷亂後亦曾經懼於局勢惡化，尤其是香港左派若能驅使大量華人參與暴動，英國人恐怕也難以守住這塊殖民地，不過大部分華人始終沒有受到左派利用反帝反殖及種族鬥爭等口號所煽惑，繼續謹守崗位，既沒有參與暴動，也沒有響應左派的罷工罷市，即使中國當局減少副食品出口香港，又因為降雨不足及中國當局拒絕港府增購淡水應付旱情而需要實施隔日供水，但普羅華人仍然保持忍耐，殖民地政府得以渡過持續大半年的嚴重動亂困難時期，亦反映佔人口多數的華人居民無意叛逆其統治。
香港左派雖以反帝反殖為口號並企圖挑撥族群矛盾來驅使華人參與暴動，可是六七暴動最後反而鞏固了殖民地政府的管治合法性和認受性，還讓殖民地政府領導層加強信任本地華人並打破族群間的隔膜，其後港英政府推出多項政策提升社會凝聚力，政制邁向民主化，有更多華人出任官員及議員，加強考慮華人居民的意見，高層官員也增加與不同階層的市民接觸，均有助於拉近官民之間的距離，加上暴動被平息後香港經濟迅速復甦並邁入高速增長期，市民的生活得到改善，亦因為「香港是我家」而越來越關心香港事務，並且在民主程度有限的殖民地政制下產生漸趨成熟的公民社會。故此左派發起六七暴動沒有達成鬥垮殖民地政府的企圖，卻讓港英政府藉此改善施政及加強官民交流來提升民望，而左派搗亂香港及殺害無辜的暴行不但喚起市民要珍惜香港，也讓香港居民產生本土意識及香港人的身份認同，將香港視為自己的家鄉。

### 警隊冠上皇家榮銜
香港警隊成功止暴制亂平息六七暴動及以忠誠勇毅應對鬥委會發動的連串炸彈襲擊，備受讚賞，英女皇伊利沙伯二世於1969年向香港警隊授予「皇家」封號，並由雅麗珊郡主出任榮譽總監，自此稱為「皇家香港警察」，而香港輔助警察隊亦更名為「皇家香港輔助警察隊」，直至1997年香港主權移交為止。
港督戴麟趾雖然有賴於警隊平息六七暴動，但也意識到貪污問題的嚴重性，以及原有《防止貪污條例》的不足，於是在1971年5月制定《防止賄賂條例》，以加重針對貪污的罰則、擴大懲治範圍、以及賦予反貪污部更大的權力去偵查貪污案件，但由於當時的反貪污部仍是由警務處把持，故成效不彰。麥理浩於1971年11月接任港督，由於政府部門頑固的貪污問題不但有損港府的民望，也會削弱管治的效能，遂於1974年成立獨立於各政府部門的總督特派廉政專員公署專責肅貪。

## 特區政府修改歷史引發爭議

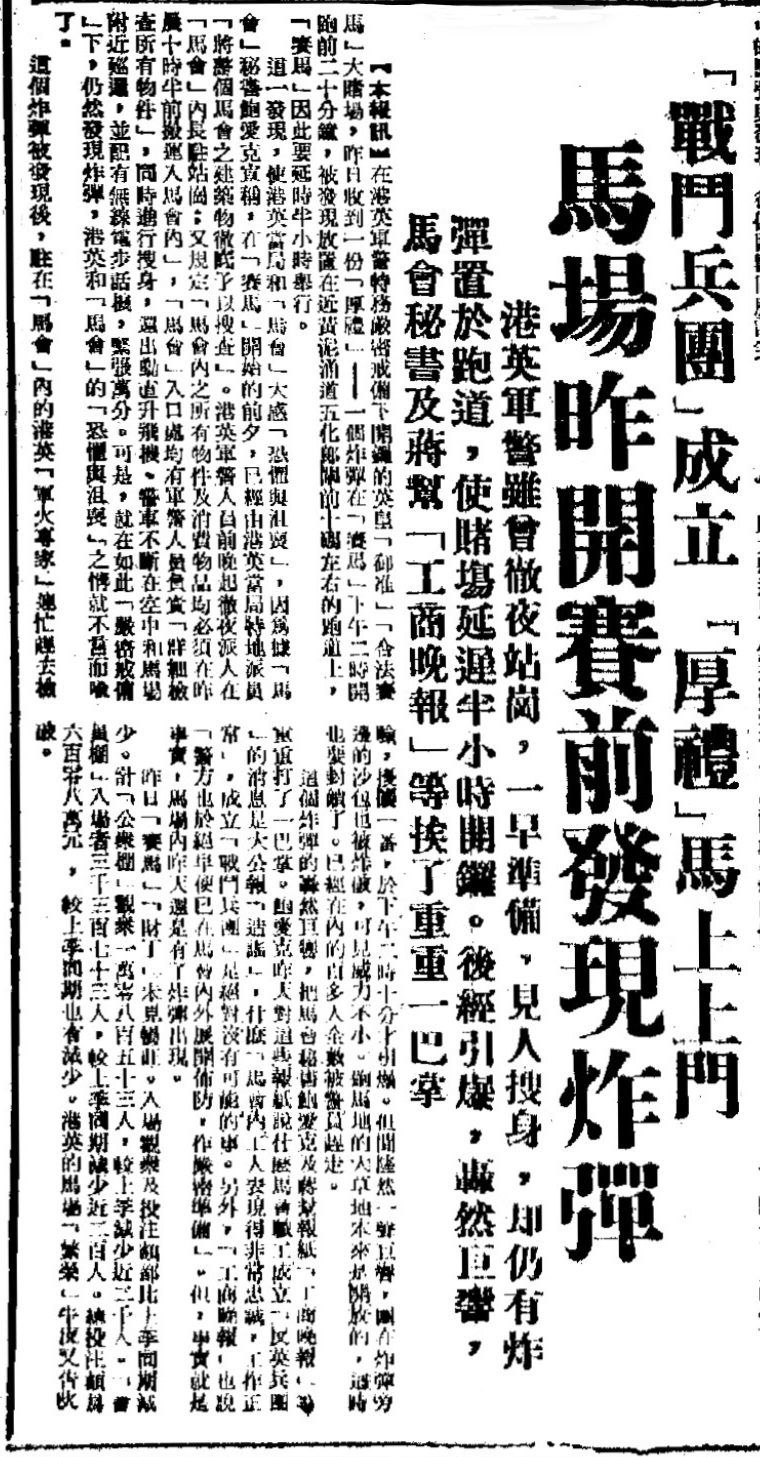
《大公報》在1967年10月15日向其讀者匯報在昨天的馬季開鑼日「馬會」即收到一份「厚禮」，左派新成立的「戰鬥兵團」在跑馬地馬場近黃泥涌道的賽道放置了一個炸彈，須由港英「軍火專家」引爆，炸彈被引爆時發出隆然巨響，連圍繞炸彈的沙包都被炸破，首場賽事要延遲半小時開賽，使「馬會」大感恐懼與沮喪

### 楊光獲頒發大紫荊勳章
1997年香港回歸後，香港特別行政區行政長官董建華於2001年，向六七暴動期間出任各界鬥委會主任的香港工聯會前會長楊光頒發大紫荊勳章，被認為是對鬥委會策動連串恐怖活動並造成無辜市民死傷的暴行擺出肯定的姿態，引起香港社會各界譁然。除楊光外，於1997年至1999年間獲頒授勳章的莊世平、吳康民及李澤添，亦為六七暴動期間的鬥委會委員。據吳康民透露，他在1998年入選授勳名單時，時任政務司司長陳方安生有意把他從授勳名單剔除，但董建華其後補回。

### 警隊刪改資料
2015年9月，有高登討論區網友發現香港警務處的官方網站介紹警隊歷史的網頁大幅刪改關於六七暴動的章節，包括刪走「左派」、「鬥爭委員會」、「毛語錄」、「恐怖主義」、「紅色肥貓」、「共產黨民兵」等字詞，後被傳媒廣泛報導。其後《蘋果日報》發現警隊博物館沒有繼續展出六七暴動期間，警方從左派陣營繳獲的攻擊性武器、煽動性傳單及大字報，以及由軍火專家拆除的土製炸彈等展品。

### 六七暴動50周年
2017年5月7日，六七動力研究社及工聯會逾百人到粉嶺和合石舉行公祭，拜祭當年參與暴動者。全國人大代表吳亮星亦有出席，他稱當年參與暴动者為“英雄”。
2017年8月24日，林彬兄弟遇害50周年，採訪報導六七暴動的媒體記者、關心香港歷史的學者、市民和街坊，在林彬和林光海遇害的文福道和文運道交界，於林彬座駕遇襲撞牆的位置，以朗讀當年的報紙、社評、悼文及吹奏哀樂等方式悼念，並且表示當年參與暴動的左派人士近年積極推諉責任，企圖為當年的暴行正名，特區政府亦嘗試淡化左派於當年的暴行及改寫歷史，若然大家遺忘這段慘痛的香港歷史，等同讓六七暴動的歷史被修改及否定。

### 中學歷史課程內容
教育局於2017年就初中中史科課程內容展開公眾諮詢，當局表示不採納將六七暴動列入課程的建議，期間副秘書長康陳翠華以「雞毛蒜皮」形容有關歷史，而局長楊潤雄亦稱事件「重要性較低」。雖然六七暴動在2020年及2022年被部分教科書收入中史科的中二及中三課程，但篇幅只有半頁至一頁半，描述亦被指模糊焦點，對於成因的描述缺乏交代在香港的中共機關及香港左派社團是受到澳門一二·三事件的鼓舞與中國日趨熾烈的文化大革命影響後伺機發起暴動，而是引導學生把六七暴動當作是1966年天星小輪頭等艙加價引起騷亂的延續，迴避持續逾半年及發生連串炸彈襲擊的六七暴動是受到文革造反派思維及極端主義介入的前因後果，使學生難以單從教科書了解六七暴動的成因及經過。

## 死亡人數
根據香港政府統計數字，暴動期間死亡人數為51人，包括10名警察、1名消防員、1名英軍拆彈專家及39名其他人士。
| 死者名單（按死亡日期排序）         | 死者名單（按死亡日期排序） | 死者名單（按死亡日期排序） | 死者名單（按死亡日期排序） | 死者名單（按死亡日期排序）                                               | 死者名單（按死亡日期排序） |
| 姓名                               | 身份                       | 年齡                       | 死亡日期 （皆為1967年）    | 死因 （裁決日期及法院）                                                  | 摘要 |
| ---------------------------------- | -------------------------- | -------------------------- | -------------------------- | ------------------------------------------------------------------------ | --- |
| 陳廣新 （又名陳廣生、陳永祥）      | 理髮學徒                   | 14                         | 5月12日                    | 橫禍 67年10月4日 北九龍裁判署                                            | 黃大仙男童被石塊擲斃案，於5月12日在黃大仙徙置區的大廈走廊被示威者投擲石塊之類的硬物擊中頭部，引致頭骨破裂壓傷腦部斃命。 |
| 黎松                               | 中華煤氣工人               | 52                         | 6月8日（估計）             | 橫禍 67年9月14日 北九龍裁判署                                            | 6月8日土瓜灣道煤氣廠有參與罷工的左派工人貼大字報及毀壞煤氣廠設施，警察到場並曾經施放催淚彈。6月11日上午9時許，黎松被發現在煤倉內的煤堆中，救援人員進入煤倉把他救出時已經死去。9月12日召開死因庭，法醫李福基稱黎松死於中煤氣毒窒息，陪審團在9月14日裁定死於橫禍。 |
| 曾明                               | 中華煤氣工人               | 29                         | 6月8日（估計）             | 橫禍 67年9月20日 北九龍裁判署                                            | 6月9日至11日警方接獲曾明的失踪報告，6月12日警方與消防處在土瓜灣道煤氣廠搜索無果，6月17日警方與消防處派出潛水員進入煤氣鼓，在一個煤氣鼓內的水箱中發現曾明的遺體。9月19日召開死因庭，法醫李福基稱曾明遇溺並吸入水中的煤油致死，陪審團在9月20日裁定死於橫禍。 |
| 徐田波                             | 工務局機械部工人           | 42                         | 6月9日                     | 意外 67年8月25日 北九龍裁判署                                            | 6月8日，宋皇臺道政府車廠一帶發生騷亂，防暴警察施放催淚彈及在車廠與示威者衝突，包括徐田波在內約有400人被捕，被解到黃大仙警署，翌日中午徐被發現倒斃於羈留室內，左派得悉徐死亡後即封其為「烈士」。8月21日召開死因庭，法醫彭定祥的驗屍報告指徐的右側第3至第12條肋骨斷裂，第8至10條肋骨插入胸腔，左肺受創致死，致命傷勢在死亡前24小時造成，陪審團在8月25日退庭商議55分鐘後裁定死於意外。 |
| 鄧自強                             | 膠業工人                   | 30                         | 6月23日                    | 合法槍殺 67年10月13日 北九龍裁判署                                       | 兩名探員王友德、張洪清拍攝在廣東道1093號港九橡膠塑膠業職工會會所門外張貼的大字報時，突然遭到20餘個手持木棍、鐵枝及玻璃樽的左派人士從會址衝出追打，在追逐中探員開槍，鄧自強中槍倒在一間米鋪外，送院後不治。 |
| 鄒松勝                             | 膠業工人                   | 34                         | 6月24日                    | 意外 67年10月18日 西區裁判署                                             | 鄒松勝早前於5月6日的新蒲崗衝突中被捕，在5月8日南九龍裁判署提堂時否認控罪，獲准簽保200港元候審，鄒在5月17日與同樣否認控罪的另外19名被告均沒有到庭，被法庭下令通緝。6月23日發生兩名探員在港九橡膠塑膠業職工會被追打及開槍事件後，警方到會址搜查。因沒有出庭被通緝的鄒松勝在會所內的一張碌架床的上格，拒絕落地接受搜查，與警員發生糾纏時從床上跌下並撞到木櫃，於法庭過堂當日感到不適，送往伊利沙伯醫院後不治，法醫李福基在死因庭表示驗屍時發現其脾臟爆裂，不排除從高處墮下時撞到物件造成，陪審員商議35分鐘後一致裁定死於意外。                                                                     |
| 羅進苟                             | 膠業工人                   | 30                         | 6月24日                    | 橫禍 67年10月27日 西區裁判署                                             | 6月23日發生兩名探員在港九橡膠塑膠業職工會被追打及開槍事件後，警方到會址搜查期間，羅進苟從高處躍下逃走時受傷，翌日於伊利沙伯醫院不治。 |
| 李安                               | 邵氏工人                   | 45                         | 6月26日                    | 誤殺 67年11月6日 香港高等法院 推翻原決 68年1月31日 高等法院上訴庭        | 於6月24日因藏有煽動標語被捕，於黃大仙警署因胃部抽筋被送往伊利沙伯醫院診治，之後返回警署，於6月26日在北九龍裁判署受審時暈倒，送院後不治，其後有3名警務人員被控謀殺，原訟庭在11月6日裁定交替控罪誤殺罪成立，警目張錦賢入獄8年，警員陳文沾、張應其入獄6年，至1968年1月31日上訴庭裁定得直，無罪釋放。 |
| 馮燕平                             | 警目                       | 40                         | 7月8日                     | 謀殺                                                                     | 警員編號4009，於沙頭角槍戰中被越境的中國武裝人員殺害。 |
| 江承基                             | 警員                       | 19                         | 7月8日                     | 謀殺                                                                     | 警員編號8868，於沙頭角槍戰中被越境的中國武裝人員殺害。 |
| 模罕默馬力 （Mohamed Nawaz Malik） | 警員                       | 28                         | 7月8日                     | 謀殺                                                                     | 警員編號3033，巴基斯坦裔，於沙頭角槍戰中被越境的中國武裝人員殺害。 |
| 加薛阿密 （Khurshid Ahmed）        | 警員                       | 27                         | 7月8日                     | 謀殺                                                                     | 警員編號3015，巴基斯坦裔，於沙頭角槍戰中被越境的中國武裝人員殺害。 |
| 黃來興                             | 警員                       | 27                         | 7月8日                     | 謀殺                                                                     | 警員編號7266，於沙頭角槍戰中被越境的中國武裝人員殺害。 |
| 張天生                             | 武裝份子                   | 41                         | 7月8日                     | 槍殺                                                                     | 中國武裝人員，於沙頭角槍戰中在香港境內被香港警察擊斃。 |
| 鄭浙波                             | 搬運工人                   | 32                         | 7月9日                     | 合法槍殺 67年11月23日 西區裁判署                                         | 在7月9日石塘咀騷亂中持鐵鉤襲擊警察，被警察開槍擊斃。當年有報導將該死者稱為張志剛。 |
| 馬烈                               | 搬運工人                   | 43                         | 7月9日                     | 合法槍殺 67年11月23日 西區裁判署                                         | 在7月9日石塘咀騷亂中持鐵鉤襲擊警察，被警察開槍擊斃。 |
| 林寶華                             | 警員                       | 21                         | 7月9日                     | 橫禍 67年11月17日 西區裁判署                                             | 警員編號9424，在7月9日石塘咀騷亂執勤時倒斃，同時同地鄭浙波和馬烈被射殺，最初報導稱林寶華被人使用鐵鈎刺死，但法醫驗屍時發現胸部有彈孔，死因庭不排除因流彈擊中致死，陪審團裁定死於橫禍。林寶華殉職後於7月12日舉行喪禮及安葬於跑馬地天主教墳場。 |
| 蔡惠南 （又名蔡南）                | 油漆工人                   | 20                         | 7月10日                    | 橫禍 67年10月6日 西區裁判署                                              | 7月9日深夜，蔡攜帶三角銼於莊士敦道近太和街參與騷亂，期間有人向防暴隊投擲玻璃樽，蔡不理警方將對擲樽者開槍的警告，繼續持玻璃樽走近防暴隊，被東區警司摩士以卡賓槍擊斃，該處的騷亂至翌日凌晨12時45分始平息。10月2日召開死因庭，10月6日陪審團商議半小時後裁定死於合法槍殺造成之橫禍。 |
| 李振興                             | 傢俬工人                   | 38                         | 7月10日                    | 謀殺 67年10月12日 西區裁判署                                             | 李振興被刺斃命案，7月10日晚在莊士敦道近三角街口遇上騷亂，期間被左派人士辱罵「走狗」及以利器刺傷，李從人群步出後不支倒地，警員上前查看時發現李的腹部有刺傷口，遂召喚救護車，李被送抵瑪麗醫院時已經斃命，法醫在死因庭報告李的致命傷是胸部被刺並傷及心臟，陪審員商議35分鐘後一致裁定死於被人謀殺。死者最初曾被誤傳為一名陳姓電車司機。 |
| 李四                               | 左派人士                   | 48                         | 7月11日                    | 合法槍殺 67年12月1日 西區裁判署                                          | 7月11日晚於灣仔莊士敦道被警察開槍擊斃，身旁留下一柄三角銼，法醫報告李的左臀被子彈擊中，引致左腿骨爆裂。 |
| 麥志華                             | 木工                       |                            | 7月12日                    | 合法槍殺 67年10月17日 北九龍裁判署                                       | 7月12日於宵禁生效期間深水埗元洲街發生騷亂，有兩輛巴士被縱火，有示威者包圍趕到的警察巡邏車及擲石，並揚言放火燒警車，一名警目下令發射老虎槍及木彈，到防暴隊抵達後人群才散去，其後有一名男子被發現倒斃於後巷，死因庭經陪審團裁定該名男子死於合法槍殺。死者的身份在死因研訊時仍未明確，至1968年方確定死者是麥志華。 |
| （未悉）                           | 左派人士                   | 約20                       | 7月12日                    | 橫禍 67年11月21日 北九龍裁判署                                           | 7月12日晚上旺角豉油街與新填地街交界發生騷亂，防暴隊曾經開槍，人群散去後發現一名男子受傷，送抵醫院後證實死亡，法醫指該名身份不明男子頸部中槍，因流血過多致死。 |
| 何楓                               | 九龍船塢勞聯職員           | 34                         | 7月14日                    | 投擲玻璃瓶被開槍擊斃                                                     | 7月14日凌晨2時軍警搜查位於紅磡寶其利街44號的九龍船塢勞工聯會及紅磡勞校，這幢大廈有左派僭建的木橋與同街的48、50及52號大廈連通，左派份子鎖死大廈的多道鐵門並堵塞通道頑抗，警方在破門時不斷有玻璃瓶、鏹水彈及燃燒物被擲下，警方發射催淚彈及木彈，警方在大廈梯間破門時繼續被擲鏹水彈，警員為掩護破門人員曾經發射左輪手槍8發及輕機槍10發，被投擲的玻璃瓶才有所減少，至凌晨4時55分打開最後一道房門，在天台發現何楓頭部中槍斃命，警方在大廈搜出大批武器，警方及左派人士有多人受傷，有81人被捕，當中16人因參與暴動、非法集會、藏有武器及展示煽動標語等控罪，於8月1日在北九龍裁判署被判入獄15個月至3年。 |
| （未悉）                           | 左派人士                   | 約27                       | 7月14日                    | 合法槍殺 67年11月24日 北九龍裁判署                                       | 7月14日晚上旺角廣東道發生騷亂，有人投擲石塊及玻璃樽，防暴隊施放催淚彈仍不散去，警目何業坤下令編號9725警員發射老虎槍，人群才散去，之後發現一名男子倒臥在地上，法醫在死因庭指該名身份不明男子因頭部中槍致死，陪審團裁定死於合法槍殺。 |
| 余秀文                             | 會德豐紗廠工友             | 23                         | 7月15日晚至16日凌晨        | 中槍後死於工聯工人診所                                                   | 7月15日晚上9時15分起，荃灣有約500名左派人士在眾安街一帶流竄，並且向警察投擲魚炮及鏹水彈，防暴警察開槍，有5名左派份子中槍受傷送院，警察則有3人受傷，當晚荃灣有26人被捕，警方在16日凌晨3時搜查荃灣四陂坊二樓的工聯會工人診療所時，再發現多一名中槍男子，但該名男子當時已經死去，同時找到一個自製的防毒面具，後來得悉該具男屍的身份是余秀文，其遺體在7月23日落葬於粉嶺和合石墳場。 |
| 熊興澤                             | 冷氣學徒                   | 15                         | 7月16日                    | 橫禍 67年11月3日 西區裁判署                                              | 7月16日晚上灣仔道、菲林明道及莊士敦道一帶發生騷亂，左派示威者投擲石塊及企圖縱火焚燒英京酒家，警察曾經發射催淚彈及鐵沙槍驅散，熊興澤其後被發現受傷，送院不治。西區裁判署舉行死因庭，熊的父親熊朝於11月2日在庭上作供否認兒子當時有參與左派騷亂，又稱明白在當前的社會環境，任何人都可能會在街上死去，但不願有罪名加於已逝世的兒子上，法醫稱熊被鐵沙擊中胸部及腹部，傷及心肺致死。11月3日陪審團退庭商議45分鐘後裁定死者死於橫禍。 |
| 蘇全 （又名蘇泉）                  | 紗廠工人                   | 28                         | 7月26日                    | 合法槍殺 67年12月21日 西區裁判署                                         | 7月26日晚上，一輛滿載乘客的九巴6號線雙層巴士駛經旺角彌敦道近奶路臣街交界時遭到左派人士攔截及襲擊，乘客下車逃生期間巴士被投擲炸彈，車長和部分乘客受傷，蘇全之後向巴士的輪胎潑易燃液體及縱火，被趕抵現場的探員陳劍文開三槍擊斃，西區裁判署在12月19日召開死因庭，陪審團在12月21日一致裁定死於合法槍殺。 |
| 黃綺文                             | 市民                       | 8                          | 8月20日                    | 謀殺 67年11月9日 西區裁判署                                              | 清華街爆炸案，這兩名兒童是一對姊弟，於北角清華街遊玩時，因為觸撞到一枚土製炸彈而一同被炸死，警方在8月22日懸紅2萬5千港元緝兇。 |
| 黃兆勳                             | 市民                       | 2                          | 8月20日                    | 謀殺 67年11月9日 西區裁判署                                              | 清華街爆炸案，這兩名兒童是一對姊弟，於北角清華街遊玩時，因為觸撞到一枚土製炸彈而一同被炸死，警方在8月22日懸紅2萬5千港元緝兇。 |
| 林彬 （原名林少波）                | 商業電台節目主持人         | 37                         | 8月25日                    | 謀殺                                                                     | 於8月24日早上駕車返回商業電台上班的途中遭遇伏擊，被縱火燒至重傷，翌日在伊利沙伯醫院不治，同車的堂弟林光海也於月底不治，警方懸紅5萬港元緝兇，商業電台追加多10萬港元，合共懸紅15萬港元。 |
| 鄭國佳 （又名鄭漢佳）              | 小販                       | 39                         | 8月28日                    | 謀殺 67年12月7日 西區裁判署                                              | 正街炸彈襲擊案，8月25日晚在西營盤皇后大道西和正街的十字路口發生連環炸彈襲擊，其中一枚土製炸彈從附近樓宇被擲下及爆炸，鄭國佳被炸彈碎片擊中右上腹，延至8月28日不治，事後警方懸紅5萬港元緝兇。 |
| 華克曼 （Colin Charles Workman）   | 英軍中士 軍火專家          | 26                         | 8月28日                    | 拆彈事故                                                                 | 獅子山爆炸案，在獅子山懸崖移除土製炸彈時發生炸彈爆炸，墮崖殉職，2010年獲追贈伊利沙伯十字勳章。 |
| 何瑞麒 （又名何瑞祺）              | 機器工人                   | 21                         | 8月29日                    | 合法槍殺 67年10月20日 北九龍裁判署                                       | 於8月29日晚，黃大仙東頭村新區騷亂期間有人向警察投擲懷疑爆炸品，何瑞麒因領導暴徒前衝及揚言用炸彈炸死警察，警員張生松（編號6495）根據警目（編號4381）的指示發射老虎槍，第一發不中，何瑞麒繼續帶領人群前衝，第二發擊中，何瑞麒倒地後曾被人群圍著，至9時46分人群散去，何被送抵醫院後證實死亡。 |
| 林光海                             | 商業電台技工               | 22                         | 8月29日                    | 謀殺                                                                     | 於8月24日乘坐堂兄林彬的座駕前往商業電台上班的途中，被縱火燒至重傷，在8月29日於伊利沙伯醫院不治。 |
| 簡文 （Aslam Khan，又譯簡民）      | 巴籍助理消防區長           | 22                         | 9月3日                     | 謀殺 67年12月14日 西區裁判署                                             | 灣仔消防局爆炸案，在灣仔消防局值班時被一個放置於堅拿道電車站的土製炸彈炸死，事後警方懸紅5萬港元緝兇。 |
| 章集                               | 九巴工人                   | 38                         | 9月3日                     | 自然 68年2月29日 北九龍裁判署                                            | 在1967年5月曾因參與騷亂被判入獄一天，在8月30日下午在深水埗長沙灣道放置障礙物，期間被巡邏警員發現，雙方發生糾纏，章集逃走時被槍傷左腿，送院治療，之後被控非法干擾道路罪及解上法庭，其後繼續住院治療，至9月3日因肺炎不治。法醫王陽坤在死因庭稱章集的肺炎與左腿的槍傷無關，陪審團一致裁定死於自然。 |
| 邱進友                             | 馬會工人                   |                            | 9月20日                    | 炸彈意外自炸                                                             | 9月20日晚攜土製炸彈疑襲擊軍營，但在上水金錢村軍營附近炸彈意外爆炸，邱進友由救護車送抵上水馬會醫局時證實死亡，與他同行的45歲男子曾梅（又名曾顯敬）亦被炸至重傷，曾梅由吉普車送到上水馬會醫局急救，再被轉送伊利沙伯醫院治療，獲救後被控非法藏有爆炸品罪，於11月9日在九龍地方法院受審，曾梅辯稱因魚炮意外爆炸受傷，但化驗師指由其身上取出的金屬碎片與邱進友屍體上的碎片相同，應為同一炸彈造成，11月10日曾梅罪成及被判入獄9年。 |
| 盧漢彬                             | 輪船起落貨工人             | 29                         | 10月1日                    | 橫禍 68年2月15日 西區裁判署                                              | 10月1日晚上干諾道西與水街交界有左派群眾騷亂，晚上8時30分防暴隊與左派示威者相距約70碼，有人向防暴隊投擲玻璃樽，防暴隊施放催淚彈，人群未有散去並繼續逼近，防暴警察發射木彈，人群才四散，但在朝光街突然有人群衝出，並且向警方投擲玻璃樽，期間傳出爆炸聲，突然有一名男子向警方投擲一包黑色物品，防暴警察懷疑是爆炸品於是開槍，朝光街的人群立即四散，之後發現有一名握有玻璃樽的男子倒在地上，但不確定和投擲黑色物品的男子是否同一人。法醫彭定祥在死因庭稱該名死者左胸前有子彈射入孔，背部則有子彈穿出孔，因傷及心臟大動脈致死，陪審團一致裁定死於橫禍。                                              |
| （未悉）                           | 激进分子                   | 約30                       | 10月9日                    | 炸彈意外自炸                                                             | 於橫頭磡徙置區放置炸彈期間被炸死。 |
| 杜雄光                             | 警員                       | 19                         | 10月13日                   | 謀殺 68年1月10日 西區裁判署                                              | 警員編號6990，灣仔告士打道爆炸案，10月13日傍晚，因為有一個可疑的手挽紙袋被放置於告士打道178號門外的馬路上，杜雄光與同僚在現場疏散市民，期間收藏於手挽紙袋內的炸彈發生爆炸，有三名警察被炸傷，杜雄光於送院後證實死亡，警方於10月14日懸紅5萬港元緝兇。 |
| 唐德明                             | 中學生                     | 19                         | 10月14日                   | 謀殺 68年1月 西區裁判署                                                  | 莊士敦道炸彈襲擊電車案，10月13日晚乘搭電車返回北角寓所，當電車駛至莊士敦道近克街交界時，有一枚炸彈從路旁的樓宇被擲下及爆炸，造成12人受傷，坐在電車下層車廂的唐德明被炸彈碎片擊中頭部，送往瑪麗醫院搶救至翌日凌晨傷重不治，警方於10月14日懸紅5萬港元緝兇。 |
| （未悉）                           | 激进分子                   | 約40                       | 10月15日                   | 橫禍 67年12月14日 北九龍裁判署                                           | 10月15日晚上8時左右，該兩名男子於牛頭角道牛頭角廉租屋第二座外，疑因放置炸彈時發生意外爆炸斃命，牛頭角當日發現13個真假炸彈及有數響炸彈爆炸聲。 |
| 鍾志明                             | 激进分子                   | 32                         | 10月16日                   | 橫禍 67年12月14日 北九龍裁判署                                           | 10月15日晚上8時左右，該兩名男子於牛頭角道牛頭角廉租屋第二座外，疑因放置炸彈時發生意外爆炸斃命，牛頭角當日發現13個真假炸彈及有數響炸彈爆炸聲。 |
| 麥基雲 （Ronald John McEwen）      | 高級督察                   | 37                         | 11月5日                    | 謀殺 68年3月1日 西區裁判署                                               | 怡和街爆炸案，麥基雲移走被放置於銅鑼灣怡和街電車路上的一個藍色旅行袋時，藏在袋內的炸彈爆炸，造成1死22傷，麥基雲當場被炸死。麥曾經是周湛樵的上司。 |
| （未悉）                           | 激进分子                   |                            | 11月8日                    | 投彈意外自炸或被槍殺                                                     | 於旺角荔枝角道投擲炸彈時被警察開槍擊斃，其中一人倒地後手上仍握著炸彈，也有稱兩人是被自己的炸彈意外炸死，同時同地發生荔枝角道炸彈襲擊案，造成三死數十人受傷。 |
| （未悉）                           | 激进分子                   |                            | 11月8日                    | 投彈意外自炸或被槍殺                                                     | 於旺角荔枝角道投擲炸彈時被警察開槍擊斃，其中一人倒地後手上仍握著炸彈，也有稱兩人是被自己的炸彈意外炸死，同時同地發生荔枝角道炸彈襲擊案，造成三死數十人受傷。 |
| 張雲                               | 市民                       |                            | 11月8日                    | 誤殺 68年1月23日 北九龍裁判法院（偵訊） 68年2月29日 香港高等法院（判決） | 荔枝角道炸彈襲擊案，當晚先有暴徒在街上投擲炸彈，巡邏的輔警抵達時目擊羅水欣在荔枝角道和太子道西交界的路邊放下一件可疑物品，於是展開追捕，當輔警將羅水欣押上警車時，羅水欣放置的炸彈發生爆炸，超過30人受傷，有三名市民包括一名女童被炸至重傷於伊利沙伯醫院不治，兇徒羅水欣亦被自己放置的炸彈炸傷，但送醫後獲救，其後被控3項謀殺罪，經審訊後交替控罪誤殺罪成立，被判入獄12年，1973年獲假釋提早出獄。 |
| 周雲英                             | 市民                       | 10                         | 11月11日                   | 誤殺 68年1月23日 北九龍裁判法院（偵訊） 68年2月29日 香港高等法院（判決） | 荔枝角道炸彈襲擊案，當晚先有暴徒在街上投擲炸彈，巡邏的輔警抵達時目擊羅水欣在荔枝角道和太子道西交界的路邊放下一件可疑物品，於是展開追捕，當輔警將羅水欣押上警車時，羅水欣放置的炸彈發生爆炸，超過30人受傷，有三名市民包括一名女童被炸至重傷於伊利沙伯醫院不治，兇徒羅水欣亦被自己放置的炸彈炸傷，但送醫後獲救，其後被控3項謀殺罪，經審訊後交替控罪誤殺罪成立，被判入獄12年，1973年獲假釋提早出獄。 |
| 文韜業                             | 市民                       | 40                         | 11月16日                   | 誤殺 68年1月23日 北九龍裁判法院（偵訊） 68年2月29日 香港高等法院（判決） | 荔枝角道炸彈襲擊案，當晚先有暴徒在街上投擲炸彈，巡邏的輔警抵達時目擊羅水欣在荔枝角道和太子道西交界的路邊放下一件可疑物品，於是展開追捕，當輔警將羅水欣押上警車時，羅水欣放置的炸彈發生爆炸，超過30人受傷，有三名市民包括一名女童被炸至重傷於伊利沙伯醫院不治，兇徒羅水欣亦被自己放置的炸彈炸傷，但送醫後獲救，其後被控3項謀殺罪，經審訊後交替控罪誤殺罪成立，被判入獄12年，1973年獲假釋提早出獄。 |
| 薛振鴻                             | 警員                       | 26                         | 11月28日                   | 謀殺                                                                     | 警員編號8548，石硤尾刺斃警員搶槍案，於深水埗石硤尾徙置區被三名激进分子刺殺身亡，其配槍亦被搶走。 |
| 李觀生                             | 警員                       | 21                         | 12月9日                    | 謀殺 71年12月16日 香港高等法院                                           | 警員編號3810，錦田殺警案，於錦田遭兩名激进分子搶走配槍射殺，事後多人被捕。羅麟因搶槍於1968年3月被判入獄12年，1972年獲假釋提早出獄；何樹祥於1971年12月因謀殺罪成判死，港督麥理浩於翌年赦免死刑及減刑為監禁25年。 |

| 服刑期間死亡人士 | 服刑期間死亡人士 | 服刑期間死亡人士 | 服刑期間死亡人士 |
| 姓名             | 囚犯編號         | 死亡日期         | 備註 |
| ---------------- | ---------------- | ---------------- | --- |
| 曾天送           | 27381            | 1968年1月27日    | 於1967年7月15日晚在旺角豉油街有70至100人集會，有15人被拘捕，32歲的被告藏有一個空玻璃瓶，被控參與暴動及交替控罪非法集會，8月9日在北九龍裁判署裁定非法集會罪成及入獄14個月，翌年1月27日被發現於獄中自縊身亡。                                               |
| 鄧全             | 28017            | 1969年12月29日   | 於1967年7月16日被捕，被控參與暴動及非法集會，合共判監6年，後獲減刑至5年，至1969年12月8日因肝病在赤柱監獄的病房接受治療，因化驗報告顯示病情嚴重，於12月20日被送往瑪麗醫院診治，至12月29日在醫院不治，終年54歲，1970年1月15日西區裁判署死因庭裁定死於自然。 |

### 部分警察死亡案例

#### 警員杜雄光殉職
1967年10月13日晚，左派人士於香港灣仔告士打道178至180號（現在的華懋世紀廣場）將一個藏有炸彈的紙袋放在馬路的中心，見習督察史丹頓與杜雄光等警員於晚上7時許在現場戒備，期間有10餘名市民從路旁的樓宇步出，警察即高呼叫他們離開現場，但有兩人未離開，三個警察於是上前呼籲，但放在路邊的紙袋突然發生炸彈爆炸，杜雄光當場被炸至重傷，送抵醫院後不治。當時在場的史丹頓及警目葉金有亦被炸傷。同日亦有一名乘搭電車的中學生唐德明於灣仔莊士敦道被投擲炸彈炸死。
杜雄光遺體於10月18日出殯，安葬於沙田大圍穀寮墳場。1968年1月，死因裁判法庭裁定杜雄光“死於被一名或多名身份不詳人士謀殺”。

#### 高級督察麥基雲殉職
1967年11月5日，高級督察麥基雲駕駛電單車途經銅鑼灣怡和街時，因為發現一個可疑旅行袋被放置於電車軌，造成交通癱瘓，他把該可疑旅行袋移走時，袋內的炸彈發生爆炸，麥基雲當場被炸死，手腳亦遭炸斷。

#### 石硤尾殺警案
1967年11月28日下午4時許，警員薛振鴻與另一名同袍於石硤尾一帶巡邏，期間薛曾於巴域街近石硤尾新區第七座處稍作停留，此時突有三名激进分子出現，薛振鴻遭激进分子從後襲擊，激进分子先把薛按在地上，然後以三角銼等利器向薛亂刺，激进分子於行动後數分鐘逃去無蹤，並搶走薛之配槍及六發子彈，薛倒臥於血泊之中，其左臂仍插有一把三角銼，送院後證實死亡。

#### 錦田殺警案

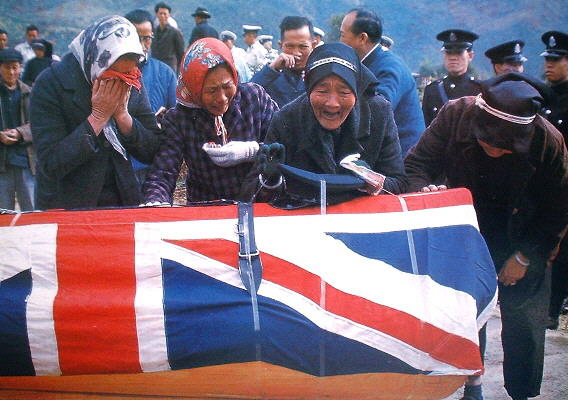
在1967年12月9日於錦田被左派暴徒奪槍及槍殺的殉職警員李觀生出殯

1967年12月9日，警員李觀生與另一名同袍在錦田警崗附近一帶巡邏，在距警崗30米祠堂村口華昌米酒莊處遭兩名左派人士搶奪佩槍，左派人士向李連轟兩槍，李負傷步回警崗，撥打直線電話報警，後於警崗內失救傷重死亡。警方及政治部連日行動中共拘捕30多名左派分子，懷疑與案件有關，包括疑兇羅倫、左派打石工會主席兼鬥委會成員劉三、鍾德及前警員蘇長壽等，被捕人士當中，有不少均與一左派武裝組織「新界戰鬥行動組」有關。
至於另一名疑兇何祥（又名何樹祥），警方相信該人為黑社會成員，與8月份尖沙咀一宗金鋪劫案有關，並於此宗殺警案中搶走警槍，案發後一直在逃，據說何祥在潛逃内地期間，自行把兩把從死者及另一名警員手中奪得之警槍交予當地的武裝組織，使警方無法尋回有關失槍。至1971年9月22日，何祥於爆竊上水滙豐銀行分行期間失手，其後在八鄉一間木屋被捕。最高法院於同年12月判處何祥死刑，至翌年3月獲港督麥理浩發落，改為25年有期徒刑。

### 部分市民集體遇害案例

#### 荔枝角道炸彈襲擊
1967年11月8日晚旺角發生炸彈襲擊，太子道近荔枝角道交界有十餘人企圖發起騷動，有人投擲炸彈襲擊到場的警車，警方防暴隊開槍，當場擊斃兩名激进人士，其中一人手上仍握着炸彈（另有說法指該兩名激进人士遭自己的炸彈自炸身亡），期間有輔警的巡邏車經過，發現有人於馬路的渠邊放下可疑物品，輔警立即下車拘捕放置炸彈的歹徒羅水欣，就在輔警把羅水欣押上警車之際，炸彈發生爆炸，導致至39人受傷，包括7名輔警及放置炸彈的羅水欣，有3名傷者（張雲、周雲英、文韜業）最後傷重不治，男童胡漢傑在大廈二樓家中做功課時遭炸彈碎片擊中致右眼永久失明。事件中有5人死亡，包括2個左派分子和3名遭炸死的市民。羅水欣被控3項謀殺罪，高等法院於翌年2月29日裁定交替控罪誤殺罪成及判監12年。

### 部分暴動參與者死亡案例

#### 中華煤氣工人黎松、曾明
6月8日土瓜灣道煤氣廠有參與罷工的左派工人貼大字報及毀壞煤氣廠設施，警察到場施放催淚彈並曾經要攀牆入內，有現場消息稱黎松和一批左派工人曾經拿著鐵枝、鐵鏟從高處佔據煤倉。6月11日上午9時許，黎松被發現在煤倉內的煤堆中，救援人員進入煤倉把他救出時已經死去。9月12日在北九龍裁判署召開死因庭，煤氣公司工頭彭蘇容作供稱，死者的日常工作無須進入煤倉，由於煤氣制打開後，斗箱會向下傾斜，如有人走入斗箱內，便會因斗箱傾斜跌落煤堆中，並會被傾瀉的煤塊掩埋，彭蘇容又稱因為煤氣制在警方到場時已經開啟，死者如為了躲避催淚彈而走進煤倉的斗箱內，很快便會因為煤氣窒息，並會掉入煤堆中。法醫李福基稱在6月11日為黎驗屍，其身體沒有嚴重傷痕，肚皮及下身有擦傷痕，但氣管內有細碎煤粒、肺充血及纖維化、腦部充液、舌腫吐出，應為中煤氣毒窒息致死。陪審團在9月14日裁定死於橫禍。不過《大公報》在事發後便指控黎是被防暴隊打死後推入煤倉，意圖燒屍，左派亦將黎松封為「烈士」，然而《工商日報》在7月1日引述工友稱，黎松是因拒絕收錢參與罷工，遭到左派份子毆打，再被推入煤倉中。
6月9日至11日警方接獲曾明的失踪報告，但各區警署、醫院及殮房均回報沒有曾明的登記記錄，警方與消防處在6月12日派員到土瓜灣道煤氣廠搜索，除了尚未進入煤氣鼓內搜索外，其餘地點沒有發現，6月17日警方與消防處派出配備專門器械的潛水員進入煤氣鼓搜索，在一個煤氣鼓內的水箱中打撈出一具穿有煤氣公司制服的男屍，其身上的證件可確認是曾明。9月19日在北九龍裁判署召開死因庭，法醫李福基稱曾於6月17日進入一個煤氣鼓內調查，發現內壁仍然柔軟的油漆有三組疑為手指甲造成的爪痕，在19日為曾明驗屍，發現其左腿有撞及硬物的瘀痕，氣管內有煤油污跡，應為遇溺時吸入水中煤油所致，陪審團在9月20日裁定死於橫禍，同時建議煤氣公司採取措施防止類似事故。《大公報》宣稱有人見到曾明是被木彈射中跌落煤氣鼓的隔氣水池中，左派亦將曾明封為「烈士」，《工商日報》則於7月1日引述工友稱，曾明和黎松都是因拒絕收錢參與罷工，開罪了廠內左派人士被打，再被推入煤氣鼓內。

#### 工務局汽車技工徐田波
宋皇臺道政府車廠在6月8日上午有示威者聚集並發生騷亂，防暴警察到場施放催淚彈，攻入車廠後與人群爆發衝突，上午11時左右約有400人被拘捕，當中包括徐田波，徐被送到黃大仙警署，拘留於羈留室等候接受調查，至9日下午1時左右徐被發現在羈留室內不省人事，警方召喚醫生到場，確定徐已經身故，法醫李福基也到場檢查，遺體隨後被送往殮房，徐妻曾秀雲同日下午4時30分到殮房辨認遺體，法醫彭定祥隨後驗屍。8月21日在北九龍裁判署召開死因庭，期間曾傳召當日參與攻入車廠、拘捕及調查的人員出庭作供。當日有份攻入車廠的防暴隊警目何偉倫在供詞中提到因為遇到頑抗，不斷被投擲物件及受到硬物襲擊，雖然身體未被打中，但藤牌被打，所以曾經揮動警棍擊打示威者，但因為催淚彈的煙霧仍然很濃及防毒面罩阻礙了視線，無法認出打中何人。法醫彭定祥報告徐的頭顱骨及頸部均沒有受傷，腦部沒有受傷，腦血管正常，食道和氣管沒有受到阻塞，但手指及膝腿有損傷，左腰及胸部有瘀傷，其1吋寬瘀傷應由鈍器造成，一般巡警用的警棍不足以造成，防暴警察的22吋警棍則有可能，其胸部有嚴重的瘀傷，右側第3至第12條肋骨斷裂，第8至10條肋骨插入胸腔，左肺受創致死，致命傷勢在死亡前24小時造成，8月25日聆訊完畢，陪審團退庭商議55分鐘後裁定死於意外，認為在宋皇臺道政府車廠內因意外造成。左派媒體在6月10日已將徐田波封為「烈士」並宣稱其在黃大仙警署內被活活打死。

#### 邵氏工人李安
1967年6月24日，警方於清水灣邵氏片場把王煜森和李安拘捕，兩人被送往黃大仙警署拘留，王、李兩人於6月26日被解往北九龍裁判署受審，李被控以藏有煽動性標語，內容大意為「邵氏資方與美英帝國主義聯合對付中國同胞，顯露其政治陰謀，為提出強烈抗議，邵氏片場......停工一天」，警方称李於“受審期間突然暈倒，於送院期間不治”。左派称李安及王煜森被提上法庭時，已無法站立，結果李安在送院途中死亡，王煜森傷重留醫。左派称由法庭送院期間，右腎爆裂，傷重死亡。在李安死後，有三名警務人員（張錦賢、陳文沾、張應其）隨後被捕，各人被控以謀殺李安及傷害王煜森身體，三警在高等法院被裁定誤殺罪名成立，分別被判入獄八年及六年。1968年1月31日上訴庭指出原訟庭引導陪審團有誤，而且證供薄弱及互相矛盾，不足以支持控方的提控罪名，故推翻原決，裁定三名被告上訴得直，無罪釋放。左派陣營把李安當作「烈士」，其與另外15名左派死者被合葬於和合石墳場。

#### 漁民何傳添
1967年6月24日，62歲何傳添在沙頭角暴動中恐嚇警方督察被控，在粉嶺裁判署上庭，於7月16日被判簽保500元及守行為2年後獲准離開，其後有消息稱何離境後於8月9日在深圳人民醫院死亡，由於不是在香港死亡，其生死狀況及死因皆不確定，故此不在官方死者名單內。

#### 搬運工人鄭浙波、馬烈
1967年7月9日傍晚，福建中學15歲學生許自朗在西環校舍門外派發由《文匯報》及《大公報》出版的聯合號外時被防暴警察拘捕，有數名左派搬運工人見狀上前干涉，引發衝突，期間有人以鐵鈎襲擊警員，附近的防暴警察向搬運工人開槍，其中鄭浙波及馬烈身中多槍斃命，事件中有一名警察林寶華殉職，另有一名搬運工人被捕。西區裁判署於同年11月19日就鄭浙波及馬烈之死因展開研訊，至11月23日審結，陪審團裁定死於合法槍殺。在事件中被捕的43歲搬運工人李鴻發因蓄意傷人及持有武器，在維多利亞地方法院被判入獄4年半，1970年9月27日刑滿出獄。

#### 太古船塢華員職工會主席鄧全
鄧全因為非法集會及參與暴動合共被判入獄6年，其後獲港督減刑至5年，在赤柱監獄服刑，1969年12月29日因肝炎病逝，遺體移交予家人後被葬於柴灣華人永遠墳場。《大公報》宣稱鄧全在獄中飽受折磨罹患肝病而死。1970年1月15日西區裁判署召開死因聆訊，監獄醫生譚瑪士稱鄧全首次進入監獄醫院是在1967年7月19日接受例行身體檢查，鄧全至1969年12月初都沒有向獄方提及有患病，在過去兩年也有與監獄內的其他囚犯一樣接種傷寒、霍亂及牛痘疫苗，均未有報告不良反應。鄧全在1969年12月8日因連續五天食慾不佳向獄方求診，由於有肝病症狀，鄧獲安排入住監獄醫院及接受注射治療，鄧的日常飲食除了麵包、牛奶和米粥外，每日亦有鮮橙兩個，由於情況未見好轉，且驗血及驗尿的報告顯示病情嚴重，遂於12月20日將鄧送往瑪麗醫院治療，至12月29日因肝病不治，陪審團一致裁定54歲的鄧全死於自然。

## 評論

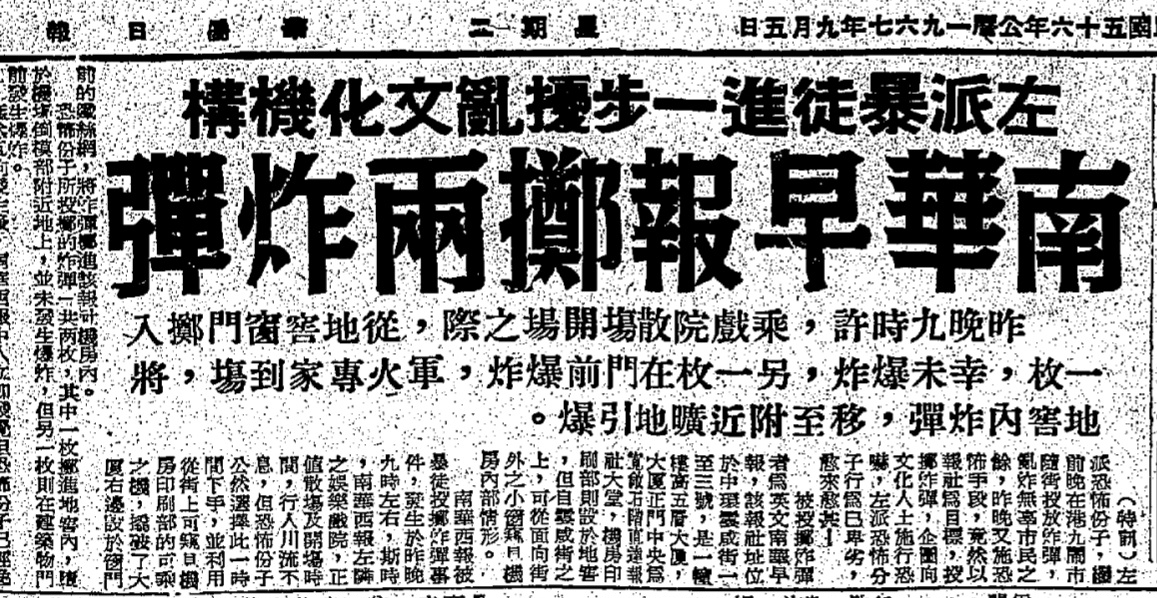
《南華早報》位於中環威靈頓街1至3號的報館在1967年9月4日遭到左派暴徒投擲兩枚土製炸彈襲擊，其中一枚炸彈在正門附近發生爆炸，另一枚未爆的炸彈則由軍火專家拆除

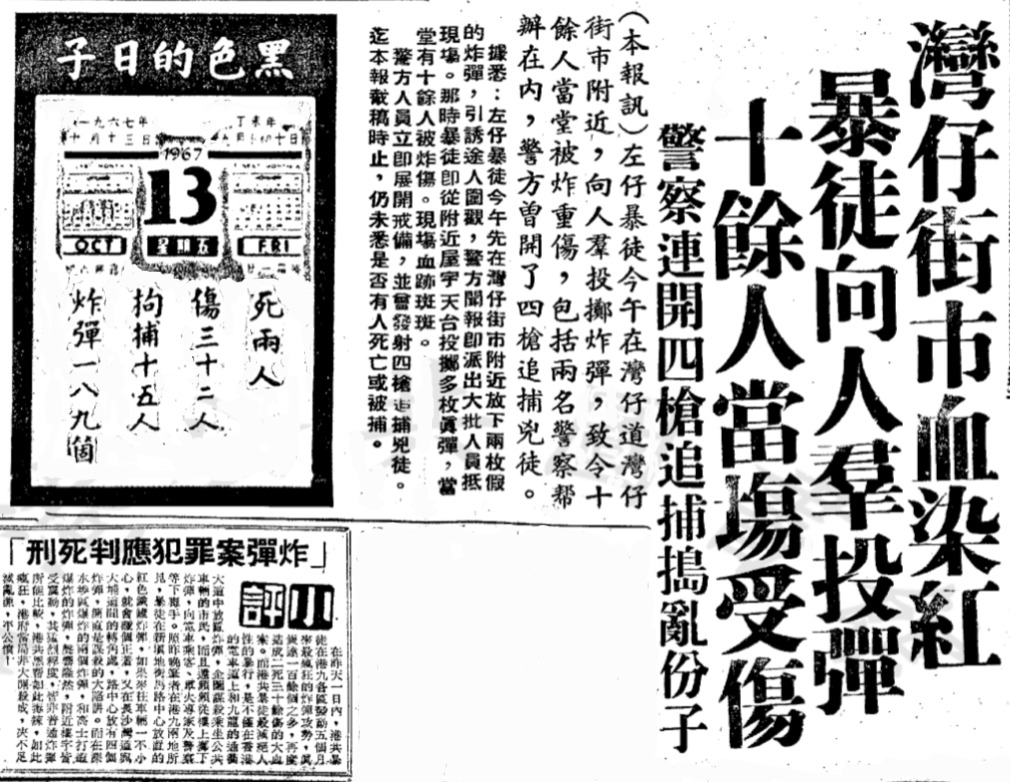
《工商晚報》在1967年10月14日報導今日中午，左派暴徒在灣仔道向街市的人群投擲炸彈，十餘人當場受傷，部分人傷勢嚴重，警方曾經開四槍追捕兇徒；又在「黑色的日子」提到昨日（10月13日）有炸彈189個，死亡2人（杜雄光、唐德明），受傷32人，被捕15人；社論稱應將炸彈案罪犯判處死刑

曾任左派报纸《大公报》副總编辑的羅孚在1982年被指控為間諜，在北京被軟禁10年後返回香港，羅孚於1993年3月15日在《當代月刊》發表《為香港式文革致歉》為題的文章表明對六七暴動作出「自我反省」，晚年時坦言對自己為左派進行的文宣感到悔恨，羅孚稱：「四十多年來我寫了不少假話、錯話，鐵證如山，無地自容。」他被认为是第一位愿意为激烈行为道歉，並且在暴動中具有重要角色的左派人士。
1978年，中国国务院侨务办公室主任廖承志在北京主持召开港澳工作会议。会议重申中央对港“长期打算，充分利用”的方针。同时其称：“1967年在香港发生的所谓‘反英抗暴斗争’以及随之而来的一系列做法，企图迫使中央出兵收回香港，是与中央的方针不符合的，后果也是极其严重。」
各界鬥委會主任楊光在2015年5月死去後，當年是鬥委會委員之一的吳康民在《明報》撰文回顧當年暴動，關於暴動的本質，吳認為是「在內地『文化大革命』運動瀰漫全國的時候，香港的北京派出機構新華社領導人，既為表功響應中央號召，又為了自保，居然利用一場勞資糾紛，加上不少勞工階層對港英的統治手法不滿，遂煽動起這一場所謂『反英抗暴』的大風暴。」但實際上，「『反英抗暴』根本違反了中央自解放以後的對香港的政策」，而「由香港新華社一手包辦成立的『鬥委會』，既然標榜為『香港各界同胞』，當然也要顯示出『工人階級領導』。於是楊光作為香港左派工聯會的理事長，理所當然地被推為主任。其實，楊光『一切聽指揮』，自己並無決策權。事無大小，都得聽新華社的。而且事實上鬥委成立不久，楊光就已成香港政府監視以至追捕對象。他率眾到總督府示威以後，就只能躲進中國銀行（舊址）大廈頂樓，作為『寓公』達數月之久。」至於當時導致傷亡、破壞的各種暴力行動，吳康民指出：「......放真假炸彈，以至炸死北角無辜小童，暗殺在電台上叫囂反共的廣播員林彬......都不是楊光作出的決定。也許執行者是某些工聯會的屬員，但指揮行動的都另有其人。楊光當時只是一面空頭旗幟，甚至可說是個傀儡，並未參與實際工作。」
金庸曾對創價學會會長池田大作說：「中國對於香港的政策，可以說是『現狀不變，長期利用』八個字，再加上八字：『民族大義，利於國家』。香港現狀的維持對中國有利，對全國人民有利。只要能長期維持下去，可以加以充分利用。」:31、「這其中香港所發生的作用之大、所作貢獻之重要，是無可估量的。由於這些實際的考慮，毛澤東和周恩來制定的香港政策是『保持現狀，充分利用』。香港只有保持現狀，才對中國有用，既然有用，就長期而充分的利用之。這個政策一直不變。」:36、「『反英抗暴鬥爭』，組織左派群眾，和香港的英國政府正面衝突，衝擊港督府，與警察打鬥，到處放置炸彈。英國出動正規軍反擊，雙方都有死傷，還累及不少無辜市民，一時局面十分惡劣。幸得周恩來總理親自下令制止這種違反中央政策、破壞香港穩定繁榮的行動，左派暴動才漸漸平息。其後這場動亂的組織者與發動者據說受到了黨內的批評，有些人還受到處分懲罰，被下放到邊遠地區的農場和礦山中勞動改造。經過了這次教訓後，『不得破壞香港現狀』的政策在中共高層領導中更加得到重視，這個政策的基本理由是：香港現狀的維持對國家有利、對全國人民有利，也即是對全黨有利，對香港廣大中國同胞有利。」:37。
程翔稱六七暴動時值文化大革命，中央文革小组夺取了周恩来的外交权力，改变港澳政策，让左派挑事，并非左派声称的自发爱国反帝国主义。香港左派「不要以为反正身边有几十万工友，随便斗他一场不要紧。」周恩来问毛泽东是否真的有意收回香港，毛泽东说没有，周恩来便藉此叫停。程翔稱澳門左派在一二·三事件取得全勝後支配了澳門政局，澳葡政府難有作為，澳門在往後二十年的政治、經濟及文化發展都陷入停滯，香港左派模仿澳門左派發起暴動卻遭到挫敗，港英政府把握時機革新行政，在往後的二十年間香港經濟長足進步，並且躋身入亞洲四小龍，港府又主動擴大華人參政及回應市民的訴求，民生有顯著的改善，社會趨於穩定，港英政府因而具有廣大的民意基礎支持，不像澳葡政府被左派奪權後只能消極管治，導致有較多澳門居民期望通過政權更替改變澳門政府不作為的處境。面對九七前途問題，香港市民並不盼望「回歸」，中共為了推動香港順利「回歸」，中共中央在香港政制發展許下普選承諾，在《香港基本法》第45條及第68條列明行政長官及立法會最終實施「雙普選」，而《澳門基本法》則沒有實施普選相關的條文。
中國政府对1966年4月天星小輪加價事件引發的騷亂看法负面，故香港左派不参与，左派媒體《大公报》和《文汇报》强烈谴责破坏秩序，認為天星小輪加價騷亂純屬滋事份子聚眾搞事，支持港府儘速鎮壓，但在六七暴動中却强调反帝反压迫，這是因為六七暴動中的香港左派已受到文革思想的影響。左派在1967年8月企圖將8,400把甘蔗刀運送到香港，用來加強武裝左派，要將香港的武鬥升級，但途中被擔任中共中央與香港左派聯絡人的吴荻舟拦截，吴荻舟因而被造反派以「叛徒」、「特务」、「假党员」等罪名软禁下放劳动。
新華社香港分社副社長梁上苑認為將1967年的這次事件稱為「香港式的文化大革命」是非常恰當的，當年的新華社香港分社本身受到極左派思想的影響，帶頭製造事件，責任則轉嫁中共中央，左派群眾盲目服從領導，甚至認為這是中共中央的指示。
曾於香港中文大學任教的勞思光教授認為港共在香港發動紅衛兵式的動亂，香港民眾之所以極為抗拒及反感，正是因為港共過分無能、過分狂妄、過分無理性所致，使香港市民覺得港共所代表的東西比殖民地制度和資本主義制度的社會更為可怕。
撰写《香港左派斗争史》的作者周奕在1960年代就出任香港《文汇报》记者為左派當年的行為辯護，2007年出席凤凰台何亮亮主持的《时事亮亮点》时谈到，香港左派卷入这场斗争的盈千上万。周奕宣稱事件一开始是由香港警察枪杀13岁理发学徒陈广生引起（其講法被質疑沒有根據並偏離事實，驗屍報告的死因是頭部受硬物重擊致腦部受傷，死因聆訊報告是在大廈走廊被左派示威者投擲的石塊擊中頭部致死），继而在警署内打死徐田波、罗进苟、邹松胜、李安等人。何亮亮認為被压迫的受害人暴力反抗今天遭受到谴责，而对「港英长期的法西斯暴戾行动」反而没有人提及，历史的歪曲莫此为甚。
至今每逢談及過激行為或選舉的時候，親共左派政黨和社團在指责他人的言行時，民主派人士則反指責香港左派及港共政團在六十年代犯下放炸彈、殺人放火、燒死林彬等暴行。

## 档案解密
《苹果日报》查阅英国解密档案与香港前途研究计划成员提供的文件，港督戴麟趾在5月22日向倫敦政府發电报告急，提到左派示威者叫喊包含“杀死戴麟趾”的口號，左派又慫恿警察造反。7月中国民兵越境枪战，广州解放军一度想侵入香港；13日炸弹浪潮开始。7月24日英國內閣舉行會議討論香港局勢，出席者包括联邦事务大臣Herbert Bowden及国防大臣丹尼士·希利等，會議提到如中國解放軍攻略香港，駐港英軍沒有勝算，所以要預先嚇阻中國開戰，其中一個方案是在香港部署核武，類似英軍為警告印尼蘇加諾親蘇聯政權而在新加坡設置的小型核武庫，必須讓中國政府相信英方將繼續留在香港。不過文件也顯示英国表面姿态强硬，私下无意死守，英方评估若中国强行夺港，理论上可商讨移交安排，但其時中共大搞文革，中國外交失去理性，让步恐反会遭到中国羞辱，將影響到英國在東南亞的地位，故宁不作谈判，必要时直接紧急撤离，英方評估香港駐軍在開戰後可支撐最多48小時。9月，英国制订撤离计划书，驻港英军及其家眷约3万人、英国及英联邦非华裔公民3.1万人、外国公民1.45万人，另有190万华人拥有或有权要求英联邦公民权，理论上英方有责任保护他们。不过紧急撤离时，只能带走约2千人，以情报人员及容易遭中共报复的人优先，之後因左派動亂明顯得不到香港社會支持，港府逐漸穩操勝券，英方的部署核武及緊急撤離計劃均沒有下文。
中国共产党在香港注册，由港澳工委领导工作。纪录片《消失的档案》中，国务院外事办公室港澳组副组长吴荻舟的女儿吴辉整理其遗物时，发现1966年5月4日吴接见港澳工人观礼团的只发予外办港澳组、广东省委组织部四处及全总有关领导的绝密讲话，开头指「香港群众迫切要求解放，观光团成员也有这种感情」；但吴转述中央的反对意见，要长期利用，从世界革命出发，香港越迟解放越好。若收回，只是多了一个「黄埔或青岛」，「从香港得外汇不是我们最高目的。最高目的是面向世界。......如果收回来，便关了门，没用。」「甚至香港要比台湾解放得晚，甚至要等整个东南亚一起解放。」「中央同志说，如果你们脑子里有期待港澳早日解放的思想，对工作就有害。」甚至中美开战，也不要想解放香港：「想多了，不安心，对工作不利。」

## 部份相關人物
- 梁威林：時任新華社香港分社社長[291]，不公開的職位為中共香港工委書記，實為中共在香港機構的最高實質領袖。
- 祁烽：時任新華社香港分社副社長[291]，不公開的職位為中共香港工委副書記，為中共在香港的領袖之一。
- 楊光：時任港九工會聯合會理事長，兼任「各界鬥委會」主任委員[291]，涉嫌組織及策劃一連串炸彈襲擊等的暴力活動，卻於香港主權移交後的2001年獲時任特首董建華頒授大紫荊勳章。
- 姬達：港督戴麟趾的私人助理，兼任副輔政司（特別事務），是港府應對六七暴動的主要決策人之一[292]，地位僅次於在戴麟趾離港休假期間出任護督暫時代理港督職務的輔政司祁濟時。
- 徐家祥：時任署理華民政務司，是當時在香港政府內的最高級華人官員，徐主要負責聯繫華人領袖及各界社團和社區機構，促成社會輿論支持港府平定港共暴亂，因而與《明報》社長查良鏞等人一同遭到左派組織發出死亡恐嚇[165]。
- 鄭則文：時為香港警察邊境防暴隊成員，在沙頭角槍戰發生前的數小時換更，得以避過一劫，曾經代表民主黨出任沙田區議會民選議員[293]。
- 翟暖暉：南昌印務公司股東及經理，港府於8月根據《出版條例》，以「刊登煽動性文字」、「煽惑炸彈暴行」、「刊登假新聞製造恐嚇」為理由，向法庭提請對《田豐日報》、《香港夜報》和《新午報》發出停刊禁令，該三份左派報紙當時均由南昌印務公司負責承印，法庭於8月10日未有頒發停刊禁令，但對這三份左報發出嚴正警告，8月17日三間左派報社因為無視法庭警告，終被法庭頒令停刊[294]。9月4日至9月7日，與左派報人胡棣周、潘懷偉、李少雄等被判入獄3年[57]。於1969年9月6日獲釋後，創辦《廣角鏡》政論雜誌。1983年起出任全國政協委員，及至1989年「六四事件」發生後，翟氏沒有再出席會議。
- 何樹祥：又名何祥，於1967年12月在錦田謀殺警員李觀生後潛逃，至1971年9月因爆竊滙豐銀行上水分行事敗在八鄉被捕，1971年12月16日因謀殺罪成立被判處死刑，翌年3月獲港督赦免死刑，改為入獄25年[295]。
- 葉達成、朱志添：於1967年8月在荃灣地區多處放置炸彈[296]，包括在8月4日上午9時30分沙咀道電話亭爆炸炸傷市民和警員[297][298]，9月2日在大窩口新區第19座446室藏有4個炸彈等武器，案中三名被告於11月20日在高等法院接受審訊[299]，由4男3女組成的陪審團裁定罪成，法官在11月23日判處葉達成、朱志添終身監禁，另一被告周焯佳入獄5年。及至1970年代初，港府分批特赦在囚的左派罪犯，被判終身監禁及在赤柱監獄服刑的葉、朱兩人於1973年5月3日提早獲釋[300]，此時在囚左派罪犯僅剩下因謀殺警員李觀生而被判死刑，其後獲減刑為監禁25年的何樹祥。
- 曾德成：當年是聖保羅書院預科學生，1967年9月28日在校內散發文革及反殖民地政府的傳單及大字報，內容包括「港英政府不准我們愛國，它一方面用法西斯手段，鎮壓愛國同胞，一方面以奴化教育毒害青年」及「愛國同學大團結萬歲」，由於左派份子其時已發起炸彈浪潮並造成無辜死傷，校方報警求助，警方搜獲證物並以《緊急法令》拘捕疑犯，案件在9月30日在中央裁判署首次提堂，控方傳召證人作供，疑犯則採取三視教育運動的態度在法庭拒絕答辯，在10月9日被判罪名成立，入獄兩年（囚犯編號：28504），《大公報》隨後宣傳學生鬥委要學習曾德成的造反精神[301]。在香港主權移交後於2007年獲時任特首曾蔭權授予金紫荊星章及委任為民政事務局局長[302]。
- 曾向群：原名曾洪，在旺角砵蘭街摩托車業職工總會九龍分會任職，警方在7月25日搜查摩總九龍分會會所找出大批武器[303]，包括削尖的鐵管、鋼叉、長矛、鐵鉤、斧頭、三角銼等[304]，有42人被控以「處身於藏有攻擊性武器之場所」，9月14日北九龍裁判署判處當中的39名被告入獄16至19個月，2人獲判無罪釋放，罪名成立的曾洪則獲法官先將其個案交予感化官審視，再決定判刑[305]，惟感化官報告曾洪宣稱寧願一起入獄，其態度不適合以接受感化或守行為代替監禁[306]，曾洪在9月21日被法院判監9個月。曾洪其後改名曾向群，在香港主權移交後被特區政府委任為東區區議會委任議員，後來成為新民黨成員，曾經去信董建華及曾蔭權要求平反六七暴動及為其撤銷刑事紀錄，惟兩位特首均以司法獨立為由拒絕，同時表示不可能將當年騷亂的少年犯界定為政治犯。
- 傅奇、石慧夫妇：鬥委會成員[57]，左派人士，於1967年5月初參與煽惑工人罷工及騷亂，並且帶領示威者到港督府示威及貼大字報，引發暴力事件及在中環激烈衝突。7月15日，與凌宏仁、張秋萍被警方帶走[57]，與左派人士蔡渭衡等另外50人囚禁在域多利道扣押中心，釋放無期，更被恐嚇送去台灣[307]。收容於域多利道扣押中心，兩人是從中國來港且沒有英屬香港國籍，故可被遞解出境。1968年3月14日，香港警方政治部探員將二人直接送往羅湖[307]。二人不肯接受遣返，中國更拒絕接收，在羅湖橋英界一方進退不得，僵持31小時[307][308]。港府基於人道立場讓這兩名滯留邊境的人士回到香港境內，自上水被捕後先後於12月11日及12月12日獲釋[307]，兩人於1991年移民加拿大[309]。
- 吳叔同：鬥委委員、中華書局負責人，於1967年8月8日離開香港，前赴台灣[57]。

## 相關作品

### 書籍
- 《Hong Kong's Watershed The 1967 Riots》（Gary Ka-wai Cheung, 2009, HKU Press）
- 《May Days in Hong Kong: Riot and Emergency in 1967》（Robert Bickers and Ray Yep, 2009, HKU Press）
- 《Asia's Finest Marches On》（Kevin Sinclair and Nelason Ng Kwok-Cheung, 1997, Kevin Sinclair）
- 《六七暴動：香港戰後歷史的分水嶺》（張家偉著，2009年，香港大學出版社）
- 《香港，1967》（余汝信著，2012年，天地圖書）
- 《香港六七暴動內情》（張家偉著，2000年，太平洋世紀出版社）
- 《香港六七暴動始末—解讀吳荻舟》（程翔著，2018年，牛津大學出版社）
- 《吳荻舟香港文存》（吳輝著，2021年，牛津大學出版社）
- 《六七暴動秘辛》（梁家權、王慧麟、屈穎中、黃敏瓊、馬淑嫻著，2001年，經濟日報出版社）

左派觀點為主的著作：
- 《香港左派鬥爭史》（周奕著，2002年，利文出版社）
- 《火樹飛花》（屈穎妍著，2012年，火石文化）
- 《傷城記》（張家偉著，2012年，火石文化）

小說
- 《13·67》（Borrowed Time，2014年）

### 電影
- 《昨天今天明天》1970年
- 《第一類型危險》1980年
- 《今夜星光燦爛》1988年
- 《不脫襪的人》1989年
- 《喋血街頭》1990年
- 《皇家香港警察的最後一夜》1999年
- 《消失的檔案》2017年
- 《中英街1號》2018年
- 《繼園臺七號》2019年

## 外部連結
- 六七暴動歷史（页面存档备份，存于）
- 六七暴动（页面存档备份，存于） （繁體中文）
- 1967年香港左派暴動圖集 1967 Hong Kong Riot（页面存档备份，存于）（繁體中文）
- 香港誌（页面存档备份，存于）（繁體中文）
- 六七暴動Wiki（繁體中文）
- 六七暴動.香港.45週年（页面存档备份，存于）（繁體中文）
- 香港警察—警隊歷史：現代警隊的雛型 1945-67（2013年版本）（繁體中文）
- 《澳門「一二.三」事件圖解暨歷史資料匯編》第二版 （页面存档备份，存于）
- HONG KONG: 186 BOMBS FOUND IN STREETS -- TWO DIE AND MORE THAN 30 INJURED IN BLASTS. (1967) （頁面存檔備份，存於archive.today） － 六七暴動期間英軍軍火專家在街上拆彈的視頻（發佈於1967年10月15日），由英國百代（British Pathé）提供

 维基共享资源上的相關多媒體資源：六七暴動
| 第一多人死亡： 1956年雙十暴動（約60死300傷） | 香港史上第二多人死亡的騷亂 | 第三多人死亡： 1992年石崗越南船民騷亂（24死126傷） |